# 德意志帝國
德意志帝國（德語：Deutsches Kaiserreich），正式國號為德意志國（德語：Deutsches Reich），史家亦稱「第二帝國」（德語：Zweiten Reich），是指從在普法戰爭之後的1871年1月18日，普魯士的德皇威廉一世在凡爾賽登基並宣佈統一德意志之時，到1918年11月9日霍亨索倫王朝末任皇帝威廉二世宣佈退位為止，這47年間的德國。
德意志帝國成立於1871年1月18日，在此日，除了奧地利帝国以外的所有德意志國都被普魯士纳入北德意志邦聯之中，同時新憲法生效，普魯士將其所在的“北德”升級為“德意志國”，並对普魯士國王威廉一世授予了頭銜「德意志的皇帝（德語：Deutscher Kaiser）」，德皇從此由勃蘭登堡的世袭家族霍亨索倫，成為整個德意志地區的最高領袖。
德意志帝国實行联邦制，雖然國際社會已经认可德國为一個統一的國家，但德国境内仍保留着23个半独立自治邦国（普鲁士本身除外），这些邦国仅在外交与军事上受制于中央政府，其余事务基本自主。這些邦國中有四個王國、六個大公國、五個公國、七個侯國和三個漢薩自由市，还有一个皇帝直轄的阿爾薩斯-洛林。普魯士在名义上僅是四個王國中的一個，但由於它的人口和面積最大，能佔到整個德國的2/3，故普魯士在帝國有著絕對的掌控力。在帝國前期，大多數政府的要職均被普魯士人把持；不過到了帝國後期，普魯士和各小邦之間的嫌隙越來越少，其他邦國的人也越來越被平等對待，德国政府中非普鲁士人的任职比例有了显著的提高。
1850年後德意志各邦迅速實現工業化，在煤炭、鋼鐵、化工和交通領域尤為凸出。1871年德國成立時人口為4100萬，到1913年這一數字已增至6800萬；1815年的德國人居住地依然以農村為主要形式，到了1900年則有了超過三分之二的人居住在城市。德國在20世紀初正式成為列強國家中的第一梯隊，擁有快速發展的經濟、世界最強的陸軍以及遍佈四處的工業基地；德意志帝國還是一個科學領域的巨人，該國公民在這段時間獲得的諾貝爾科學獎比其他任何國家都要多；在1901年至1918年之間，德國人獲得了四項诺贝尔生理学或医学奖，六項物理學獎，七項化學獎和三項文學獎；到1913年，德國成為了世界第三大經濟體，僅次於美國和整個大英帝國，在歐洲超过了英国本土，成為歐陸上實力最強的經濟體，英美兩國也将德國看做是經濟上的主要勁敵；1871年還很弱小的德國海軍在十年之內就迅速反超了法俄美，建立了僅次於英國皇家海軍的世界第二大艦隊。
在1871年到1890年之間，德意志帝國的初代皇帝威廉一世几乎将国务全部交給首相俾斯麥处理，俾斯麥至今仍然是德国任職時間最長的总理。在國內，俾斯麥對整個德國採取“大普魯士政策”，用軍國主義文化同化其它邦国，并且加強容克貴族和新教徒的特權，排擠天主教徒、自由派和社會主義者，发起長達17年的文化鬥爭；不过这一政策并非绝对，在德国完成统一之前，他扶植劳工阶层打压资本主义自由派，普法战争后他又倾向于扶植保守政党去攻击社会民主党人。在國外，俾斯麥的外交核心是防止法國報普法戰爭之仇，於是他向其它歐洲列強保證“德國不再向歐陸擴張領土，德意志到此為止”，有效避免了不必要的爭霸行為；在1866年的遗产之上他屢屢扶持被普魯士打敗的奧匈帝國的經濟，並於1879年與奧匈簽訂德奧同盟，成功化解了德奧矛盾；他又去黏合奥俄衝突，声明德國會同时对俄罗斯和奥匈两国保持友善中立，促成三帝同盟；最後俾斯麥還刻意煽動英國和意大利在殖民問題上與法國對立，使法國被所有歐洲列強孤立。在19世紀末的几十年间，儘管俾斯麥本人也反對，但他還是允許了德國人去拓展殖民地，让德國專心殖民那些未被英法佔領的非洲和太平洋群島地帶，在極短的時間內就建立起了一個僅次於英法的世界第三大殖民帝國。
1888年，在经过短暂的王位交替後，29岁的德皇威廉二世繼位，隨即这位年轻气盛的皇帝就因俾斯麦过于强势而辭退了他，開始親政，德國遂步入威廉時代。在國內，威廉二世修改了以普魯士為介紹中心的歷史教材，改以全德意志地區的史观為主，降低了德国學生对普魯士的认同感，大小邦国都融入了同一個德國的概念之中；威廉二世还結束了俾斯麥時期的文化鬥爭，不再以基督新教為國教，允許天主教会和社會主義者发行多元化的書刊，由此德國的文化界開始蓬勃發展。在國外，他讓德国和奥匈帝国的軍事、外交、文化政策達到一致，塑造出威廉二世全日耳曼民族大家長的形象。威廉把俾斯麥时代的「五球不落政策」改為「世界政策」，他利用泛日耳曼主義来对抗俄羅斯帝國的泛斯拉夫主義，並不再延長《雙重保障條約》，導致德俄關係迅速惡化，俄國遂改為向法國親近，法國也藉著俄國的力量突破了俾斯麥設下的孤立屏障。在殖民上，威廉二世宣佈其世界政策，號稱「德國也要爭奪陽光下的土地」，這讓德國和英國的關係發生破裂，导致英國放棄了長久以來的大陸均勢，选择与法國握手言和并一同打压德国的崛起。1882年意大利加入德奧同盟，因而德國的陣營變為三國同盟；而法俄先於1891年組成了法俄同盟，英國再於1907年加入並改名為三國協約，在歐陸上形成了互相對立的兩大陣營。
1914年，歐洲列強所積累的層層矛盾終於爆發，開啟了第一次世界大戰。三國同盟中的意大利，在1915年首先退出，而鄂圖曼帝國和保加利亞王國則稍後加入，由此變為“中央同盟”。由于第一次世界大战引起的歐洲反德情緒使得德意志小邦在歐洲各國的皇室親戚們為了和德國撇清關係紛紛改名，徹底的去德意志化。在第一次世界大戰期間，德國原本想先解決法國，再全力攻打俄國，最後讓英國屈服，但開戰後和西線戰場的法國進入了消耗戰；在對俄國的東線中，德軍憑藉強大的戰鬥力成功迫使俄國簽訂《布列斯特-立陶夫斯克條約》，取得大片领土。1917年，因齐默尔曼电报事件以及無限制潛艇戰導致了美國參戰，同時，德皇和貴族的權力被架空，德軍最高指揮部的保羅·馮·興登堡和埃里希·魯登道夫控制了德國並建立起了軍事獨裁。1918年初，德國在夏季皇帝會戰的中再次戰敗，加上奥匈帝国和鄂圖曼帝國相繼解體，保加利亞投降，於是在同年11月，德國的帝國政府被自己人的共和政府廢除，威廉二世只能簽署對外國的投降书以及對國內的退位聲明，他之後就流亡荷兰，也象徵了此後德國的各個王室再也不能統治德國，德意志帝国至此正式滅亡。
一战结束後，德国被裁定負有全部的戰爭責任，協約國将德國的北石勒苏益格割让给丹麦，阿尔萨斯-洛林地区割让给法国，奧伊彭-馬爾默迪割让给比利时，西普鲁士、波森和东上西里西亚割让给波兰，并把萨尔置于英法的托管之下，也不许德国将军队部署在莱茵河以西的莱茵兰地区。帝國的崩潰留下了殘破的社會、不滿的民眾、以及高達2,700億美元的賠款，這讓德國人對戰勝國、民主體制以及猶太資本都產生了強烈的仇恨情緒，並為日後的阿道夫·希特勒崛起提供了滋生的土壤。

## 名称
因为德意志帝国是继神圣罗马帝国的第二个出现在德意志人居住地区的帝国，因此也史稱德意志第二帝國。因德意志第一次被使用作为国号，当时对外也直接称德國，对内则直接稱帝國（德語： 或 ）。其正式国号為德意志国（Deutsches Reich），這也成為了後來魏瑪共和國和納粹德國的正式国号。

## 歷史

### 建国初期

#### 德國統一
拿破崙戰爭時期，法國和普魯士、奧地利發生數次戰爭，加上法國大革命精神的傳播，德意志民族主義逐步覺醒。在法軍佔領普魯士期間，約翰·戈特利布·費希特發表了十餘場演講（收錄於《對德意志民族的演講》），大大鼓舞了德意志的仁人志士。此外，拿破崙一世第一次將邦國林立的中德地區統一併入萊茵邦聯，雖然後者是法國的附庸國，但這是該地區第一次作為一個統一的政治實體而存在。拿破崙戰爭後，列強重新劃分歐洲的政治版圖。1814年的《巴黎和約》第6條提到了德意志邦聯國家的建立。1815年6月8日在維也納會議中相關法案通過，德意志邦聯憲法生效，正式確定了德意志邦聯的成立。

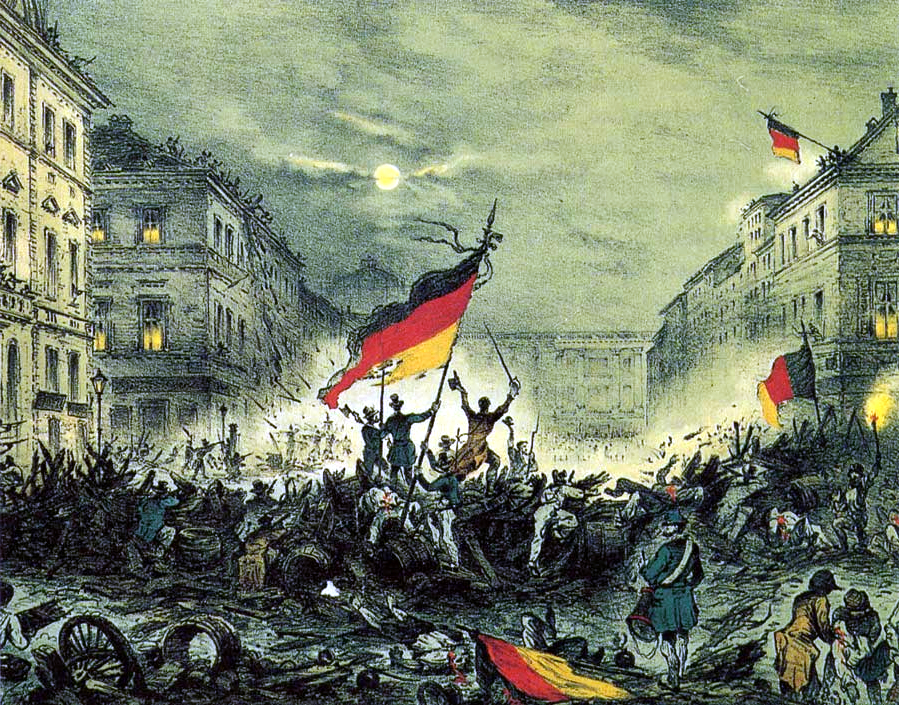
1848年革命席捲德意志各地，成為了現代德國的濫觴。在這幅畫中，中間和底部邊緣的橫三色旗代表立憲君主派，他們想要一個由君主領導的統一德國。在右側兩面豎三色旗代表共和派，他們希望以法國為榜樣，建立共和國，因此以法國三色旗的風格製作了帶有豎條紋的國旗

1848年革命因資產階級自由主義者和城市工匠之間的聯盟破裂而失敗，與此同時，奧托·馮·俾斯麥的現實政治政策逐漸受到各個階層的擁戴。在同年舉行的法蘭克福國民議會中，德意志人民選擇小德意志方案，計劃排除奧地利而建立一個統一的日耳曼民族國家。普魯士威廉一世與以自由派為主的議會發生衝突，就軍事預算有相當歧異，於是在1862年任命奥托·冯·俾斯麦為普魯士宰相，他認為德意志統一需要靠「鐵血政策」，主張強行通過軍事預算，由他主導普魯士改革及建軍政策。在這種政策下，德國將會由保守的霍亨索倫王室統治，而奧地利被排除在外。
普鲁士在首相奧托·馮·俾斯麥的領導下，普魯士於1864年普丹战争及1866年普奥战争獲得勝利，並在1867年成立北德意志邦聯以代替德意志邦聯。1870年，德國在普法战争打敗強敵法國，並俘虜皇帝拿破崙三世。由於戰爭引發的高漲的民族主義，南德四邦在同年11月加入北德意志邦聯。1871年1月18日，普魯士國王威廉一世在巴黎凡爾賽宮鏡廳正式登基為德意志皇帝，德意志帝国建立。

#### 制度建立

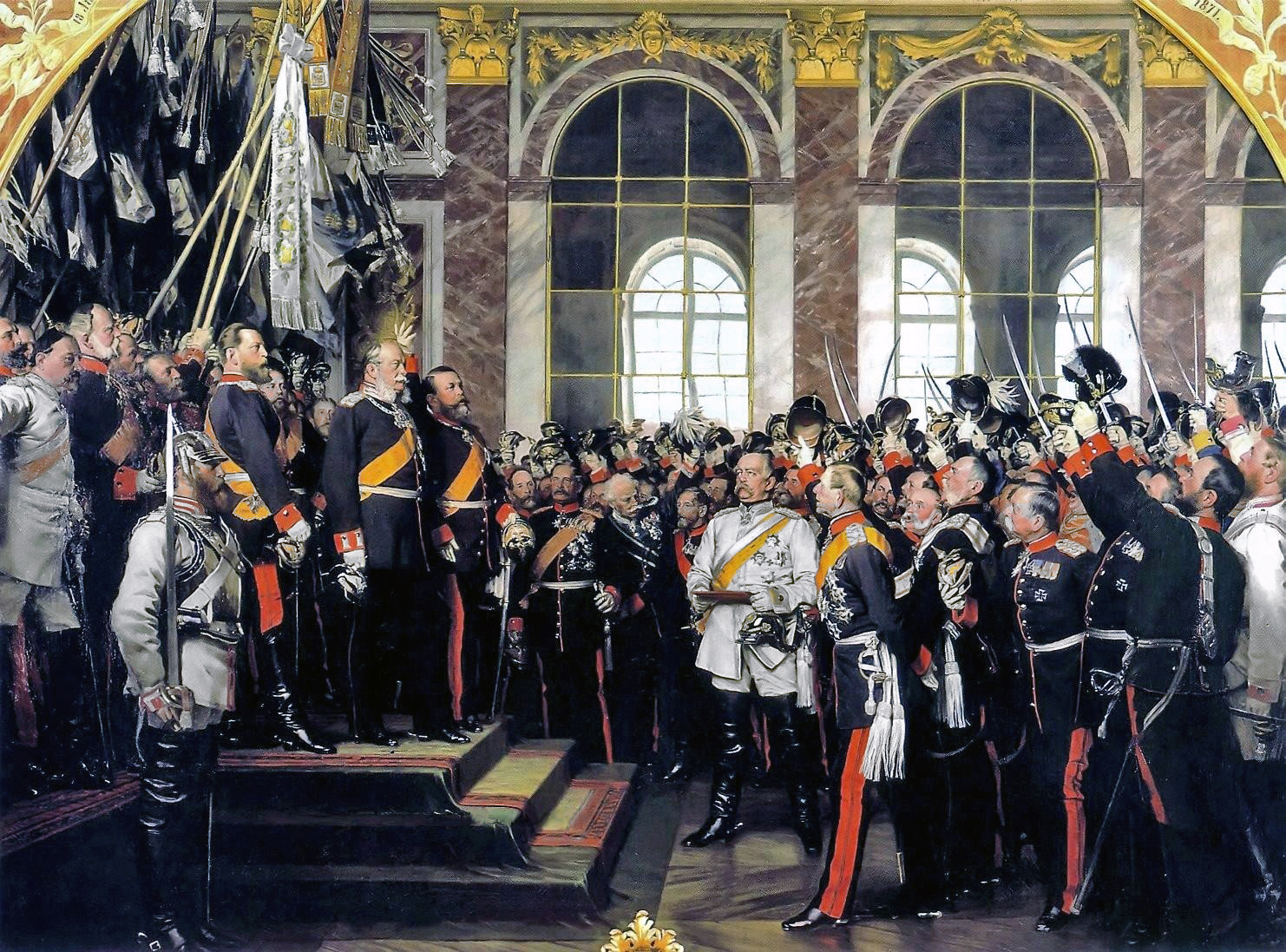
1871年1月18日，德意志帝国在凡尔赛宫镜厅宣布成立。白衣者为俾斯麦，威廉一世旁邊舉手高呼者為巴登大公腓特烈一世。這幅名為《德意志帝國宣告成立》的畫作由安东·冯·维尔纳創作於1877年，現藏於俾斯麥的最後住所腓特烈斯魯厄

1870年12月10日，北德意志聯邦議院將聯邦重命名為“德意志帝國”，並授予普魯士國王威廉一世德國皇帝的稱號，同時擔任聯邦議院的主席（直译：「聯邦主席」）。新憲法（德意志邦聯憲法）和皇帝頭銜於1871年1月1日生效，當月，德軍攻陷巴黎，在威廉一世於1月18日在凡爾賽宮的鏡廳內加冕。
第二部德國憲法（德意志帝國憲法）於1871年4月14日被德國國會通過，並於4月16日被皇帝宣布生效，其基本依據是此前的北德意志邦聯憲法。政治制度基本保持不變。設有帝國議會，其中的成員由男性普選產生。但是，1871年最初的選區並未反映城市地區的人口增長。結果，到了1890年代和1900年代德國城市的大規模擴張之時，城市的代表人數和人口比例就變的十分不符了。
立法還需要來自27個州的代表組成的聯邦議會的同意。皇帝擁有執行權，總理協助他執政並只對他負責。憲法賦予了皇帝廣泛的權力。他可以獨自任命並辞退总理（因此在實踐中，皇帝通過總理統治着帝國），他是武裝部隊的最高統帥，也是所有外交事務的最終仲裁人，並且還可以解散帝国议会來召集進行新的選舉。儘管名義上德意志帝國是一個聯邦制的帝國和平等性的聯盟，但實際上該帝國由最強大的國家普魯士統治。普魯士佔據帝國北部疆土的三分之二，以及其總人口的五分之三。帝國國王由普魯士王室霍亨索倫家族世襲。除了1872–1873年和1892–1894年之外，總理一直由普魯士的宰相兼任。柏林在聯邦議會的58票中擁有17票，故而僅需幾票就可以有效控制較小的邦。
其他邦國保留了自己的政府，但主權方面僅有限。例如，整個帝國都發行了統一的郵票和貨幣。一馬克的硬幣上刻有德意志帝國的國號，而各邦則被允許發行更高面值的貨幣。但是，這些較大面值的貨幣實際上是紀念幣，流通量有限。雖然各邦國都有各自的軍事勳章，有些邦國擁有自己的軍隊，但較小的邦國的軍隊卻被普魯士控制。較大的邦國，例如巴伐利亞和薩克森，是按照普魯士原則進行協調的，在戰時將由聯邦政府控制。
德意志帝國的發展在某種程度上與同時期意大利的發展相吻合，後者在十年前已成為一個團結的民族國家。德意志帝國的威權政治結構的一些關鍵要素也是明治時期日本帝國現代化的基礎，這種結構同時也存在於同時期的沙皇俄國中。對於這些政府的分析可以發現，由於農民與城市地區的結合沒有革命性的突破（相對比的，一戰後的十月革命對無產階級進行了有效整合），擁有土地的精英（如德國的容克）得以保留了相當大的政治權力。
儘管在許多方面都是專制的，德意志帝國還是有一些民主特色。除了普選權之外，它還允許政黨的發展。俾斯麥打算創建一個立憲的表相，以掩蓋威權政策的延續。在此過程中，他創建了一個存在嚴重缺陷的系統。普魯士和德意志的選舉系統之間存在巨大差異。普魯士採用了嚴格的三級投票制度，其中最富有的三分之一人口可以選擇立法機關的85％，這確保了保守派能夠佔多數。如上所述，普魯士的國王和總理同時還是德意志帝國的皇帝和總理，這意味著同一位統治者必須從完全不同的選舉體系產生的立法機關中尋求多數席位。從1890年代起，農村地區的總代表人數過多，導致普選權被大大稀釋了。城鄉人口平衡從1871年開始完全逆轉，到世紀之交之時，帝國三分之二以上的人口居住在了城鎮地區。

### 俾斯麥時期

#### 文化鬥爭

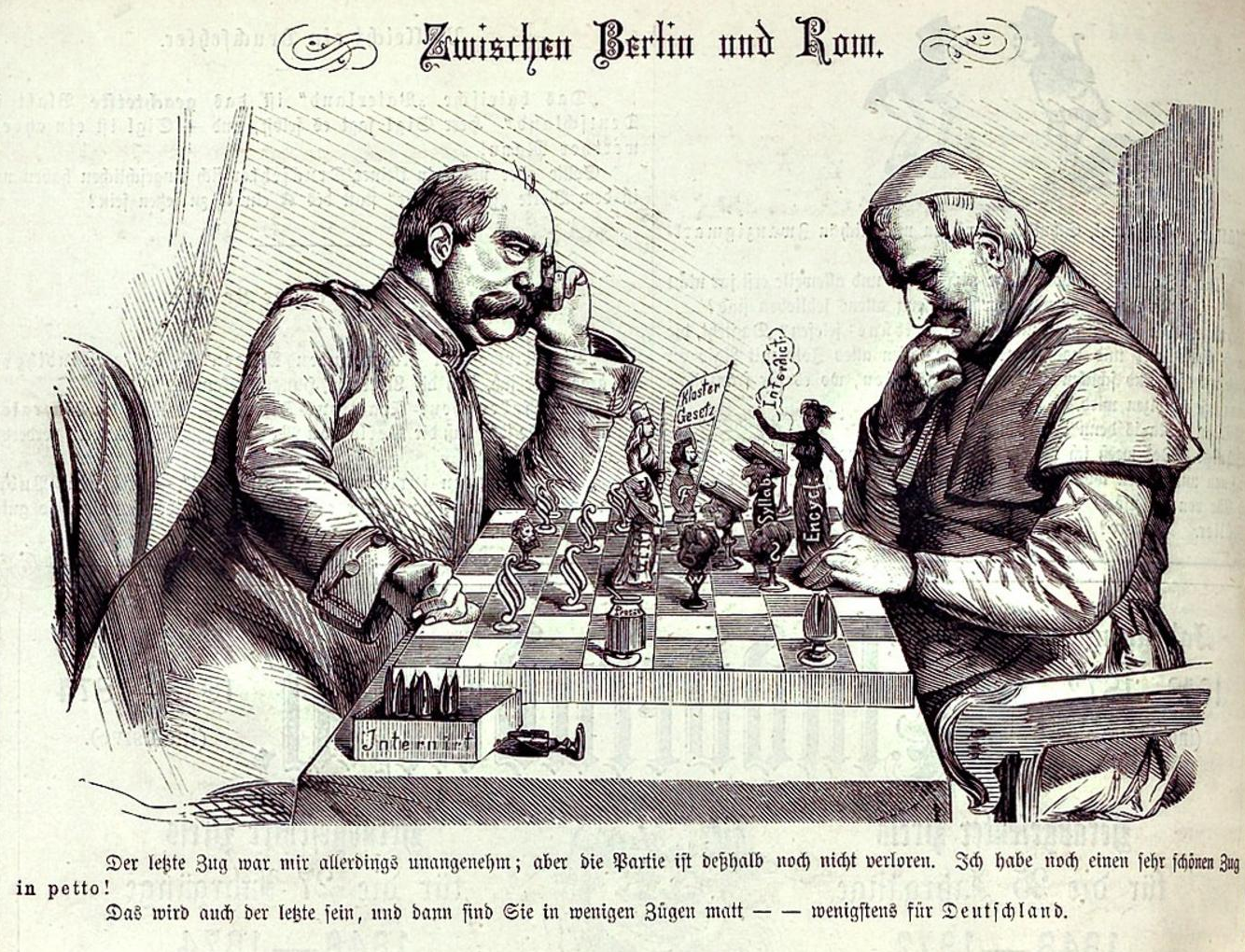
1875年刊載於德國諷刺報刊《喧聲》（Kladderadatsch）的一幅漫畫，描繪了俾斯麥與庇護九世的鬥法，其上寫著：
“無可否認，最後此舉讓我不愉快，但我沒有在這次鬥爭中輸掉；我還有一步非常漂亮的秘招！”
“但這也將是你的最後一步，然後你會在幾個回合內被將死——至少在德國”

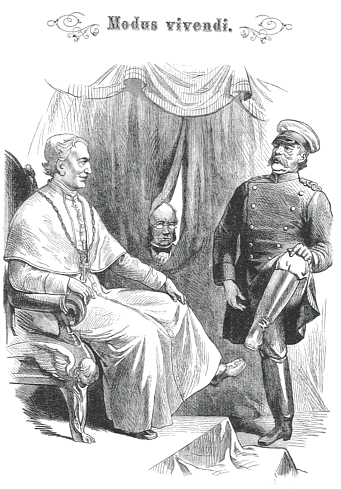
文化鬥爭結束後，利奧十三世和俾斯麥都要對方親吻自己的腳

文化鬥爭是指俾斯麥在1870年代對抗天主教會的行動，在此期間天主教徒成為了「帝國公敵」。早在1870年，梵蒂岡第一屆大公會議頒佈《教宗無誤論》，由於德國天主教徒當中存有不同意見，使國家首次捲入教會事務。天主教徒於1870年12月創立中央黨，宗旨是保護天主教徒利益，可是俾斯麥認為它是在保護帝國的敵人，黨對教宗的支持使人們認為該黨效忠於教宗而非國家。中央黨在1871年大選獲得63個席位，僅次於民族自由黨。此外，俾斯麥認為中央黨會与信奉天主教的法國和奧地利在形成一股反德國勢力，加上天主教徒在1849年法蘭克福議會中支持大德意志方案，且在普奧戰爭中支持奧地利。因此，俾斯麥決定發動一場「文化鬥爭」，以大大削弱天主教徒在德國的影響力。
文化鬥爭主要在1871年至1876年間進行，俾斯麥透過一系列法律削弱天主教會的影響力。首先在1871年7月，俾斯斯廢除了普魯士的文化部天主教處。1872年3月頒布「學校監督法」，規定國家代替教會對學校的監督。1873年又通過一系列法案，統稱為「五月法案」。其主要措施控制神職人員的培訓、任命和教會教育，禁止耶穌會在德國展開活動，拒絕服從這些法案的神職人員會被罷黜或拘捕。1874年規定教會不能控制婚禮，婚姻事務由國家處理，人民須向相關部門登記才具有法律效力。1875年推出「糧倉法」，凡拒簽聲明支持政府立法行動的教士將不會得到政府的宗教津貼。最後是1875年6月的「修道院法」，除了疾病服務社團外，禁止任何形式的天主教團體活動，並關閉所有修道院。許多抵制文化鬥爭的神職人員遭監禁或驅逐出境。然而文化鬥爭不但未能達致預期目的，反而使中央黨勢力越來越大，天主教徒充滿凝聚力，得到選民的支持。1874年大選中，中央黨在帝國議會席位上升一倍。由於這樣的反效果，加上俾斯麥害怕社會民主黨與中央黨結盟，以及教宗庇護九世在1878年逝世，新教宗利奧十三世表示願意和解，迫使俾斯麥放棄與天主教徒的敵視，漸漸廢除相關法令，並改為與中央黨合作，文化鬥爭終告失敗。

#### 制定法律
統一後的德國社會民主黨勢力日漸增強，雖然它的人數尚少，可是俾斯麥越來越視它為心腹大患，認為社會民主黨是「帝國的敵人」之一。他們批評德國的內外政策，為廣大的工人們爭取較好的生活，因此漸漸成為德國最有影響力的政黨之一。1878年5月，德皇威廉一世遭到刺殺攻擊，事件中無人受傷，俾斯麥以此为借口向帝國議會提出一項《社会党人法》。不久威廉一世再次遭到暗殺，傷勢嚴重。10月國會通過社会党人法。社会党人法又稱反社會主義非常法，內容是禁止社會主義者的一切集會、組織、結社以及各種報刊，也不得接受任何募款捐助，不過國會拒絕立法禁止社會民主黨參選國會議員，使社會主義者在國會仍有一定影響力。社會党人法每三年重新通過一次，直至1890年俾斯麥下台。
俾斯麥這政策的結果與文化鬥爭一樣，法案未能達到預期效果，反而助長社會民主黨的勢力。1870年代的經濟蕭條，使德國貧富懸殊惡化，不僅引起社會主義者的關注，同樣喚起許多德國社會不同成員的關注，社會民主黨勢力越來越大，俾斯麥為了壓制這些勞工階級的政治活動，便透過各種福利措施收買他們。因此在反社會主義的同時，俾斯麥实际上推行一些保障市民權益的社會主義法，包括1883年的《疾病保險法》、1884年的《意外災難保險法》和1889年的《老年和殘廢保險法》。縱使這些法案使德國成為世界首個具備完善社會保障的國家，但這無法彌補俾斯麥與工人之間的裂痕。1890年國會拒絕通過社會党人法，皇帝威廉二世解除了俾斯麥的首相職務，俾斯麥下台，反社會民主黨的鬥爭結束。

#### 德意志化

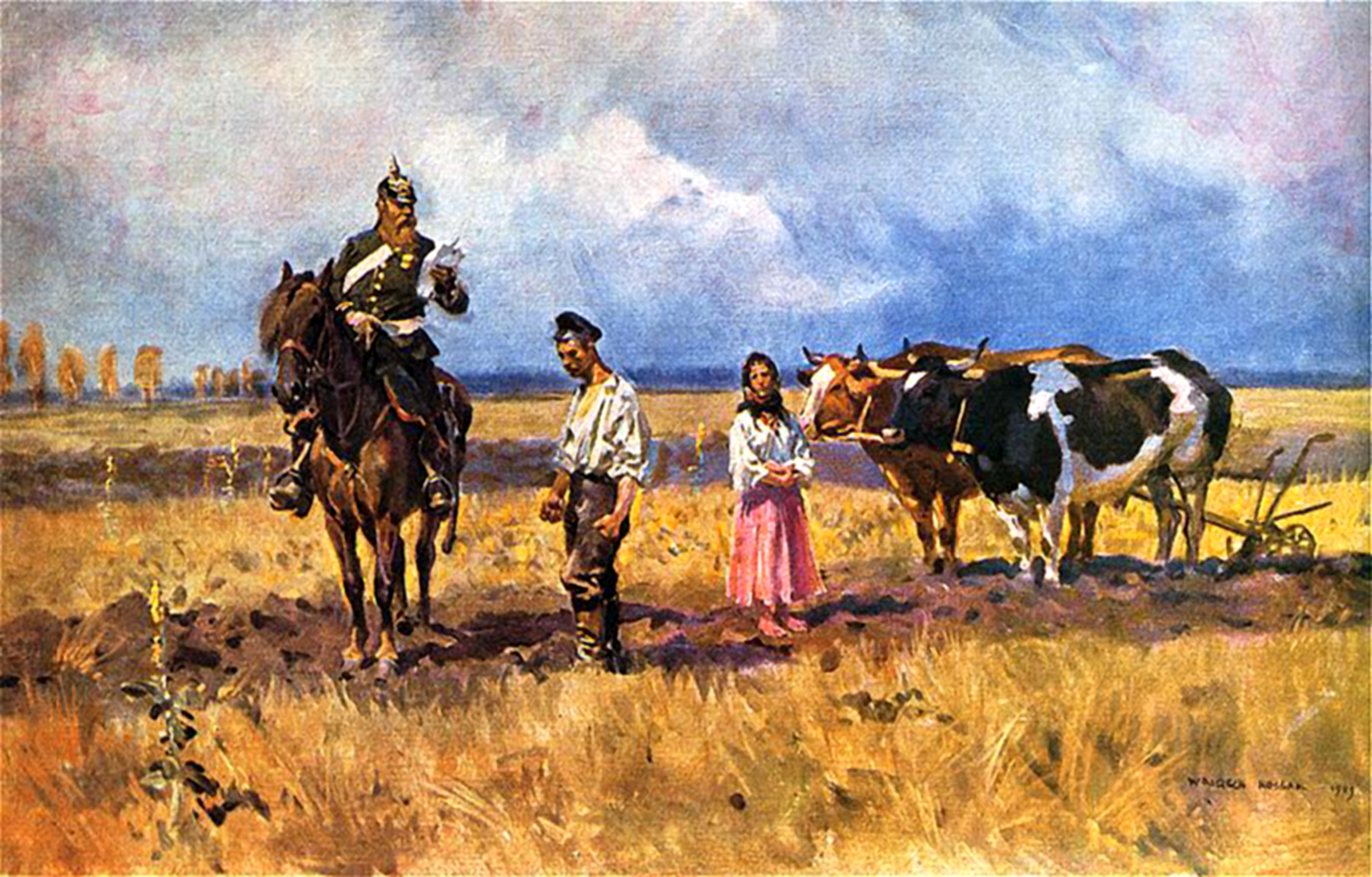
驅逐普魯士的波蘭人(Polenausweisungen)，沃伊切赫·科薩克（Wojciech Kossak）繪於1909年

德意志大一統政策的一大影響便是帝國境內非德意志語言在學校、學術和社會生活中的剝離。這一旨在促使非德意志人“德意志化”的政策常常導致抵抗和反作用，尤其是在波蘭裔群體中。德意志化政策主要針對生活在普魯士從瓜分波蘭獲得土地上居住在的波蘭裔群體。例如在波蘭裔人口佔多數的波森省，德國當局出台了一系列反波主義的政策和法律，而這並沒有起到非常顯著的作用，德語人口反而從1871年的42.8%下降到1905年的38.1%。

#### 反猶主義
在此期間，反猶主義在德國很普遍。在拿破崙的法令結束了德國的猶太人聚居區之前，反猶主義是出於宗教動機，但到了19世紀，德意志民族主義成為了主要動因。在大眾心目中，猶太人成為了資本主義和財富的象徵。但另一方面，憲法和法律制度保護了帝國境內猶太人作為德國公民的權利。一些反猶政黨曾經建立，但很快瓦解了。

### 三帝之年

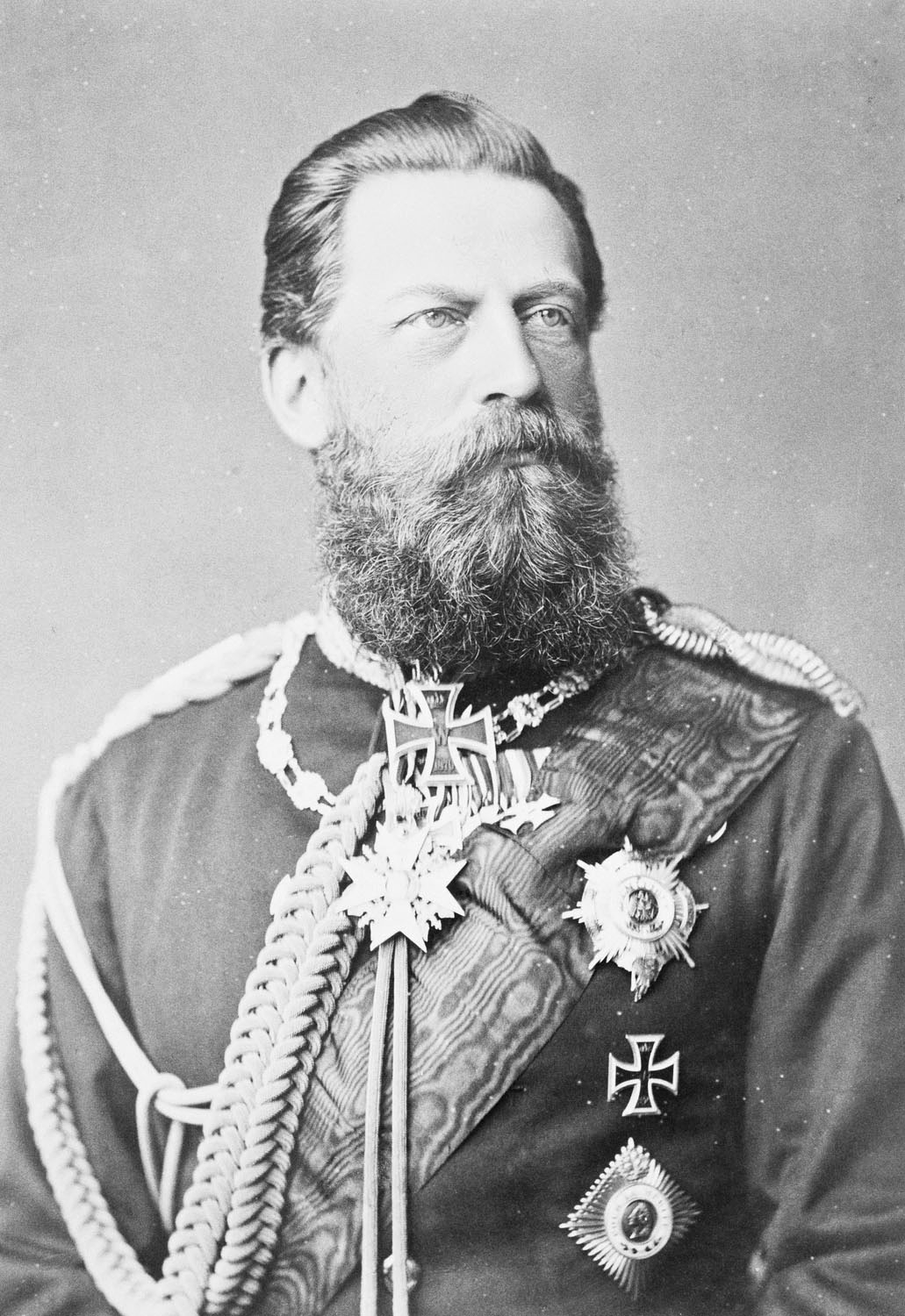
腓特烈三世，僅在位99天（1888年3月9日 – 6月15日），如果他不猝逝，德國會走向何種道路仍是學界熱切探討的問題之一

1888年3月9日，威廉一世在他91歲生日不久後去世，他的兒子腓特烈三世成為新君。腓特烈是自由主義以及英國憲法的仰慕者，他與英國的聯繫也因與維多利亞女王的長女維多利亞長公主的婚姻而得到進一步加強。
許多人希望腓特烈的登基將導致帝國的自由化，並增加議會對政治進程的影響。6月8日，俾斯麥的妹夫、高度保守的普魯士內政部長羅伯特·馮·普特卡默被免職，這標誌著預期改革的方向，並且對俾斯麥的政府造成了打擊。
然而，腓特烈患有不可救藥的喉癌，雖然即位，依然纏綿病榻，於1888年6月15日，即統治的第99天去世，人稱百日皇帝。腓特烈的兒子威廉二世隨後登基，德國的自由化改革也陷入停滯。

### 威廉時期

#### 權力轉移

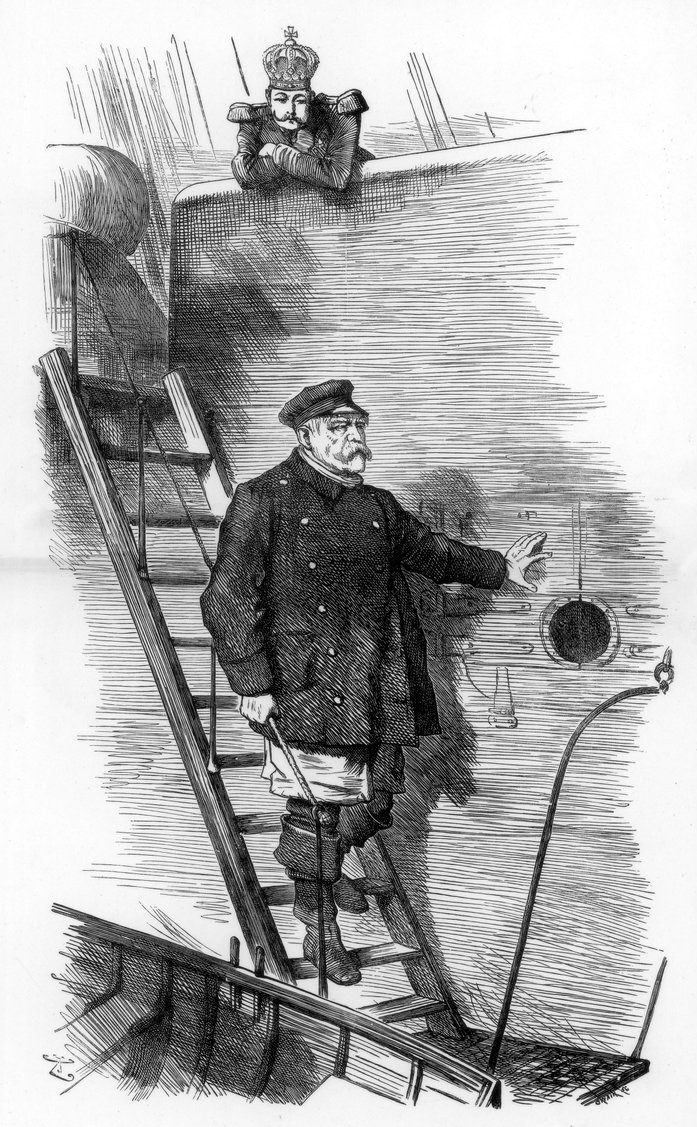
約翰·坦尼爾所作的漫畫《丢下領航員》，該漫畫於1890年3月29日在英國雜誌《Punch》上發表。畫面中俾斯麥緩緩走下舷梯，旁邊是幸災樂禍的年輕皇帝威廉二世。事後第五代羅斯伯里伯爵普里姆羅斯讓坦尼爾寄了一份副本給俾斯麥，這位帝國前總理看後說道：「這畫畫得很好」

「三帝之年」中，皇帝威廉一世和腓特烈三世相繼去世，29歲的威廉二世繼承皇位。威廉二世年輕，個性傲慢、專橫。他無法接受被俾斯麥控制，希望能親自參與政事，有一番作為。年輕德皇與年老首相意見相左，1889年5月魯爾工業區的罷工事件後，威廉二世要求帝國議會制定完善的勞動保障法案，與俾斯麥的反社會主義背道而馳。1890年選舉中社會民主黨人勢力急升，俾斯麥要求改更憲法，被德皇拒絕，最終在1890年3月18日俾斯麥向威廉二世請辭，結束俾斯麥時代。
隨著俾斯麥的離開，威廉二世成為德國的主要統治者。與他的祖父威廉一世不同，威廉二世不樂意將政府事務交給總理，他希望得到充分的信息並積極參與德國的統治，而不是一個作為裝飾性的領袖存在。威廉二世還授命政治家瓦爾特·拉特瑙指導他進行歐洲經濟學以及工業和金融的研究。
有許多學者認為，俾斯麥的外交政策“對於魯莽的皇帝來說太過穩重了”。威廉因其對外交政策的主動立場和戰略失誤（例如丹吉爾危機）而在國際上聲名狼藉，這使德意志帝國陷入日益孤立的政治局面，並最終導致了第一次世界大戰。

#### 國內事務
在威廉二世統治下，德國不再擁有像俾斯麥這樣長期執政的強勢總理，他在位期間共更換了七位總理。新任總理很難履行其職位，尤其是《德意志帝國憲法》中被賦予的同時要作為普魯士內閣首長的額外責任。俾斯麥下台後，新政府當務之急是其遺留下來的社會主義氾濫的問題，並制定一系列法案試圖彌補工人與國家的關係，但成效不大。列奧·馮·卡普里維伯爵繼任為首相，他採用溫和手段，推展德國與歐洲各國簽訂貿易條約，為工人提供就業機會，並降低德國進口關稅。他的做法使工人生活水平得以改善，但引起了利益受損的大地主的強烈抗議，失去支持的他在1894年10月20日辭職。從1890年代起，最有力的君主制的反對者來自新成立的德國社會民主黨，其激進分子倡導馬克思主義。社會民主黨對德國君主制和實業家的威脅使該國出台政策鎮壓該黨的支持者，並實施了自己的社會改革方案以緩解不滿情緒。只要沒有被確定為社會主義者或工會成員，德國的大型工業就會為其僱員提供重要的社會福利計劃和良好的照料。較大的工業公司同時也向其僱員提供退休金、醫療津貼、甚至住房。接任馮·卡普里維的霍恩洛厄-希灵斯菲斯特對社會問題不甚了解，企圖限制人民的結社權，但被國會退回。霍恩洛厄-希灵斯菲斯特在1900年退休。隨後的伯恩哈德·馮·比洛為平衡工業和農業的利益，於是恢復一些商業條約，以及提高一些關稅。比洛因在1908年犯了一件錯事而在1909年辭職，當時英國《每日電訊報》採訪威廉二世時，威廉二世無意間說了一些有損與英國外交關係的談話，每日電訊報訪問員把稿交給宰相過目卻沒被察覺，到公開時才發現，比洛只告訴德皇以後說話小心一點。接任的特奧巴登·馮·貝特曼-霍爾維格富有和平理想，欲裁減軍備，主張和平方法解決問題，亦曾嘗試進行政治改革，但都失敗而回。
在普魯士貴族挑戰德國統一國家的要求時，在1890年代，許多組織成立起來以挑戰強加於該國的專制保守的普魯士軍國主義。教育家們德國國有學校強調軍事教育的模式，他們建立了自己的自由主義學校，鼓勵個性和自由。、然而德意志帝國的幾乎所有學校都具有很高的水準，並且與知識的現代化發展保持同步。藝術家們開始進行藝術實驗以反對威廉二世對傳統藝術的支持。威廉對此作出回應：“違反了我所定律和界限的藝術不能再稱為藝術”。很大程度上要歸功於威廉的影響，德國的大多數印刷材料使用的仍是12世紀以來的哥特体，而不是西歐其他地區普遍使用的羅馬體。
從俾斯麥文化鬥爭的失敗中學到教訓後，威廉二世與羅馬教廷保持著良好的關係，並專注於反對社會主義。當社會民主黨在1912年德國聯邦選舉中贏得三分之一的選票並成為德國最大的政黨時，這項便宣告政策失敗了。與此同時，政府的大多數職位仍保留在在右翼自由主義者或天主教神職人員這類保守主義聯盟的手中，這些聯盟在很大程度上取決於皇帝的支持。在威廉二世領導下的軍國主義崛起，導致許多德國人移民到美國和英國殖民地，以逃避兵役。
第一次世界大戰期間，皇帝將權力逐漸下放給德國最高陸軍指揮部的領導人，特別是未來的德國總統保羅·馮·興登堡和埃里希·魯登道夫。興登堡接任了皇帝擔任總司令，而魯登道夫成為了實際上的總參謀長。到1916年，德國實際上已成為興登堡和魯登道夫的軍事獨裁國家，而皇帝淪為了純粹的領袖。

### 一戰時期

#### 戰事起因

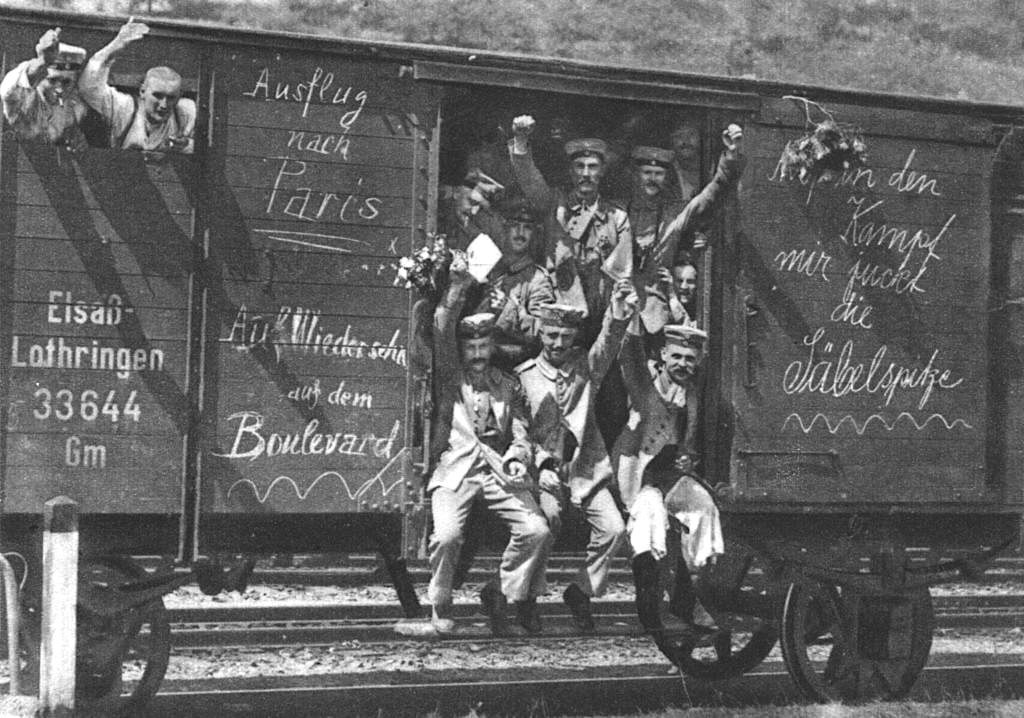
1914年一輛運載德軍士兵前往前線的火車，其上寫著“巴黎之旅”“在林蔭大道相見”，這種舉國上下的樂觀氛圍被稱為1914年精神

奧匈帝國大公弗朗茨·斐迪南被波斯尼亞的塞族人刺殺之後，奧匈帝國向塞爾維亞發出最後通牒。威廉二世對弗朗茨·約瑟夫皇帝表示完全支持奧匈帝國入侵塞爾維亞王國的計劃。對奧匈帝國的這種無條件支持被包括德國人弗里茨·費歇爾在內的歷史學家稱為“空頭支票”。隨後的解釋（例如在凡爾賽和會上戰勝國裁定戰爭責任時）是，不論其初衷和最後的外交後果如何，這種“空頭支票”都促成了奧匈帝國的侵略。因而德國具有發動戰爭或至少引發更大範圍衝突的責任。
1914年8月4日，帝國議會的所有政黨，包括以前反對軍國主義的社會民主黨，在投票中全體一致地通過了支持宣戰的決定。德國在戰爭中的主要目標是法國，後者被視為其在歐洲大陸的主要威脅，因為它的動員速度比俄羅斯快得多，並且與德國在萊茵蘭的工業核心接壤。與英國和俄羅斯不同，法國人參戰主要是為了報復德國，特別是因為法國於1871年將阿爾薩斯-洛林割讓給了德國。德國最高司令部知道法國會召集其部隊進入阿爾薩斯-洛林。然而除了非正式的九月計劃外，德國高層從未明確列出他們希望從戰爭中取得的目標。

#### 西線戰場

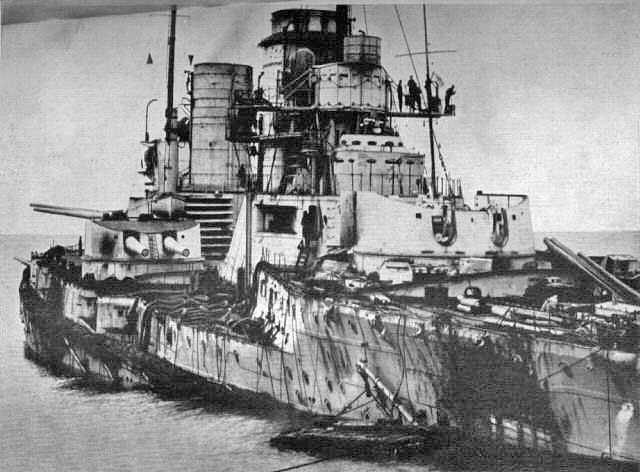
日德兰海战后受重创的塞德利茨号战列巡洋舰

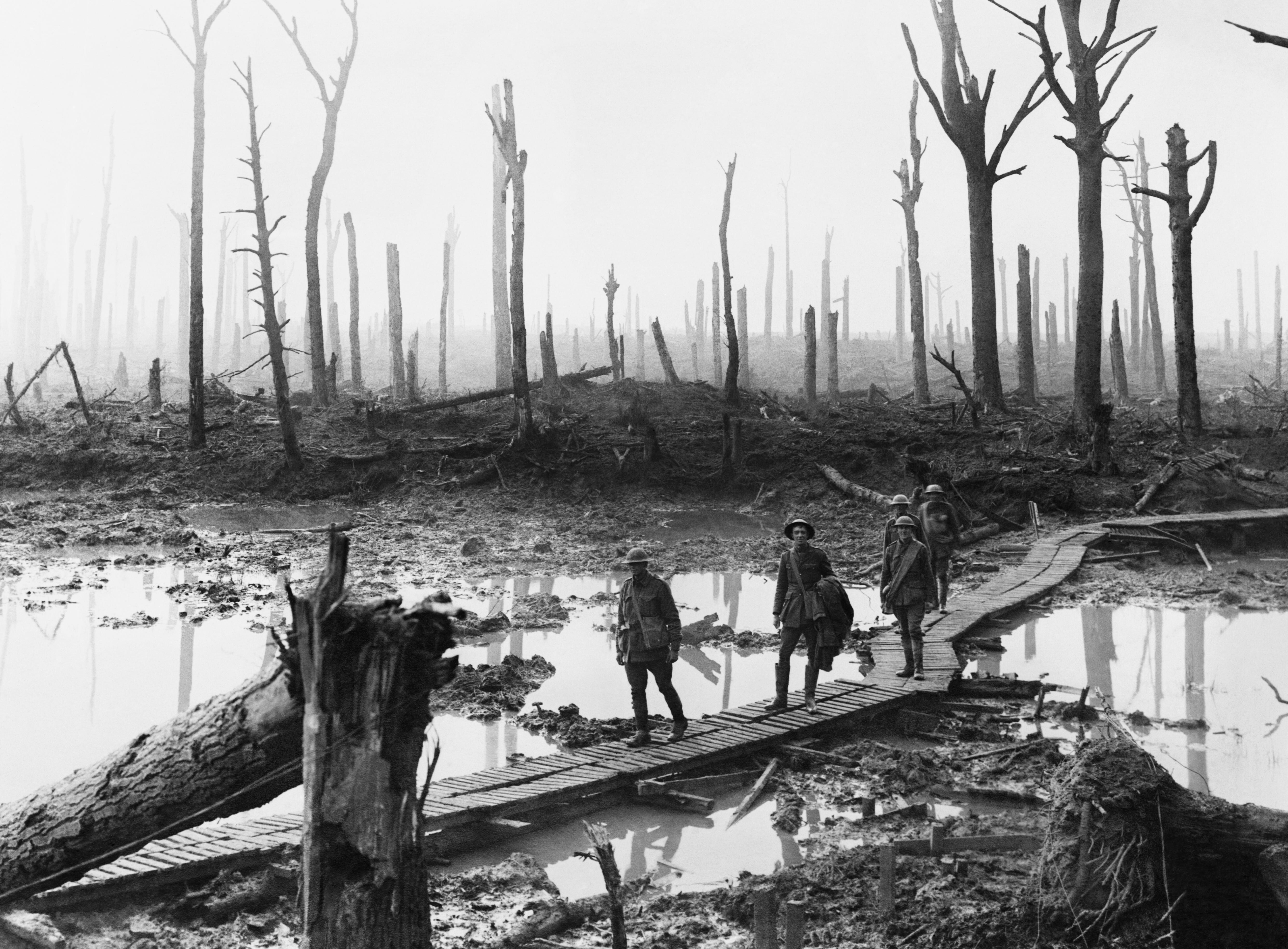
1917年，戰爭蹂躪後的比利時伊珀爾的城堡森林（Chateauwald）

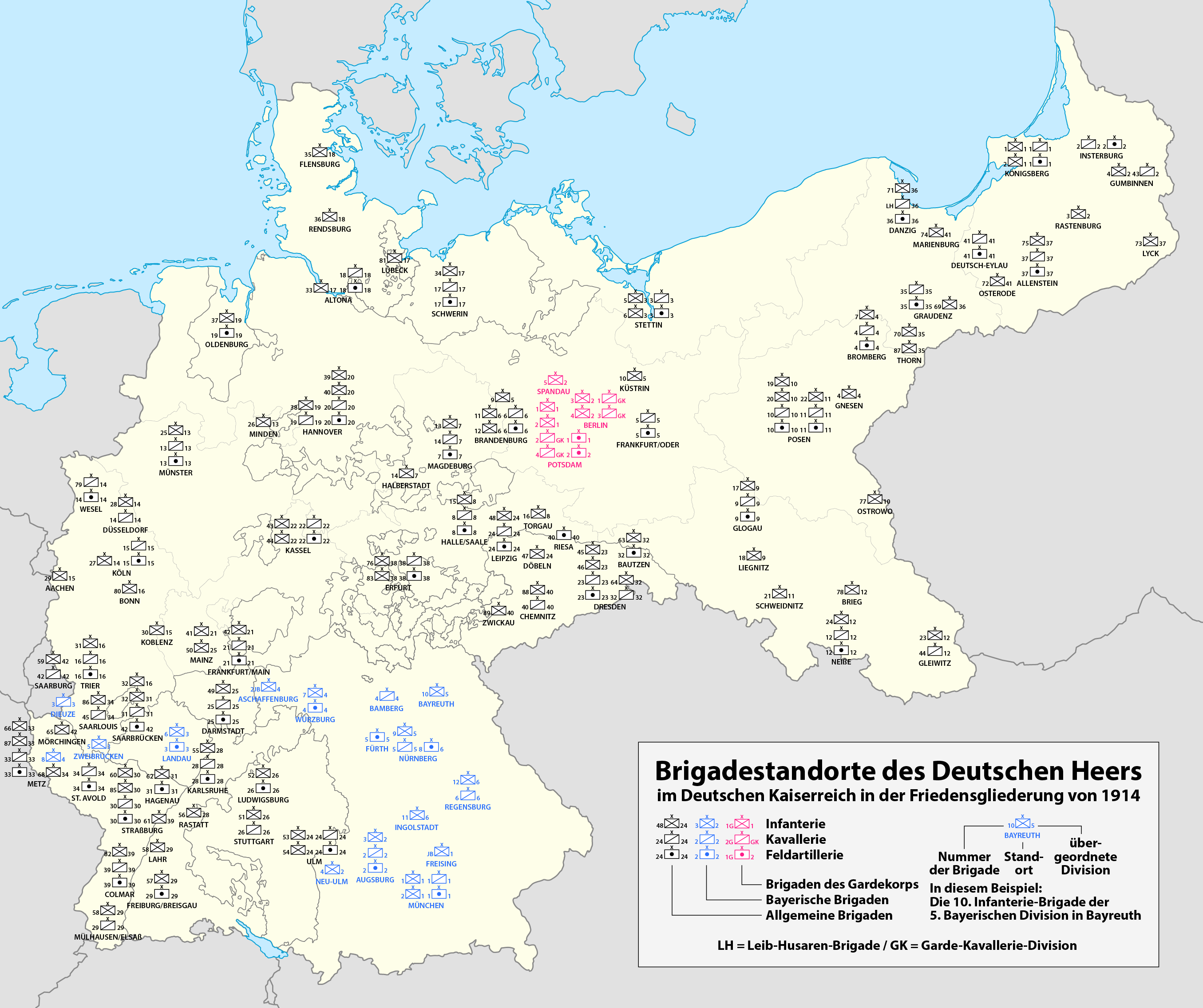
1914年德國陸軍的部署位置

德國不想冒險沿德法邊境進行長時間的戰鬥，總參謀長小毛奇於是決定經侵略比利時和盧森堡來削弱法國，旨在通過在德法邊境快速進攻和包圍巴黎和法軍而取得勝利。在擊敗法國之後，德國將轉向進攻俄羅斯。該計劃要求破壞英國所保證的比利時和盧森堡的官方中立立場。但是，德國人已經考慮出不管是否有正當的理由，英國都將參加戰爭，而不管他們是否有正式理由參加這場戰爭。德國的第一次進攻是成功的：德軍橫掃比利時和盧森堡，意圖包圍法軍野戰部隊，直到馬恩河附近。但上個世紀以來，武器的發展在很大程度上優先於防禦而不是進攻（例如機槍）。因此，按比例需要更多的進攻力量才能攻克防禦陣地。這導致德國在進攻方面的防線收縮以跟上進攻的時間表，與此同時法國地區的戰線也在擴大。此外，一些原本保護德軍右翼的部隊也被轉移到東線，以應對俄羅斯遠比預期迅速的動員。這些因素產生的影響使德國右翼在巴黎前部向下掃掠，而不是向後延伸，使德國右翼暴露於延伸的法軍戰線以及駐紮在巴黎的法軍預備隊的進攻之中。法國軍隊攻擊暴露的德國右翼，在第一次马恩河战役中使德軍撤退到埃納河沿岸的防禦陣地。此後德國與同盟國陷入了從阿爾薩斯到佛蘭德斯無休止的塹壕戰。海上戰爭的爆發更使雙方困於了長期的戰爭泥潭之中。
德國人企圖突破伊珀爾的兩次戰鬥都造成巨大的人員傷亡。1915年，針對德國在阿瓦斯和香檳的陣地進行的一系列聯合攻勢導致協約國傷亡慘重，而雙方實際控制的土地並沒有變化。德軍參謀長埃里希·馮·法金漢決定驅使法軍進攻德軍在凡爾登附近強大的防禦陣地，以更好地發揮德軍在1915年協約國進攻中表現出的防禦優勢。凡爾登是1870年抵抗德國軍隊到最後的幾個城市之一，法金漢預測，出於民族自豪感，法國人會採取一切措施確保其不被佔領。他預計自己能在東岸俯瞰默茲河的凡爾登山丘上採取強力防禦陣地以威脅這座城市，而法國人將對這些陣地進行猛烈的進攻。他預計法國的損失將大於德國人的損失，法國繼續向凡爾登派兵將“使法國軍隊的血流乾”。1916年，凡尔登战役爆發，法軍陣地不斷遭到砲擊和毒氣襲擊，在壓倒一切的德國軍隊下造成大量人員傷亡。但是法金漢關於兩軍傷亡人數比例的預測被證明是錯誤的，因為雙方都蒙受了慘重的人員傷亡，法金漢被埃里希·魯登道夫取代。在看不見成功的情況下，德軍於1916年12月撤離了凡爾登。

#### 東線戰場

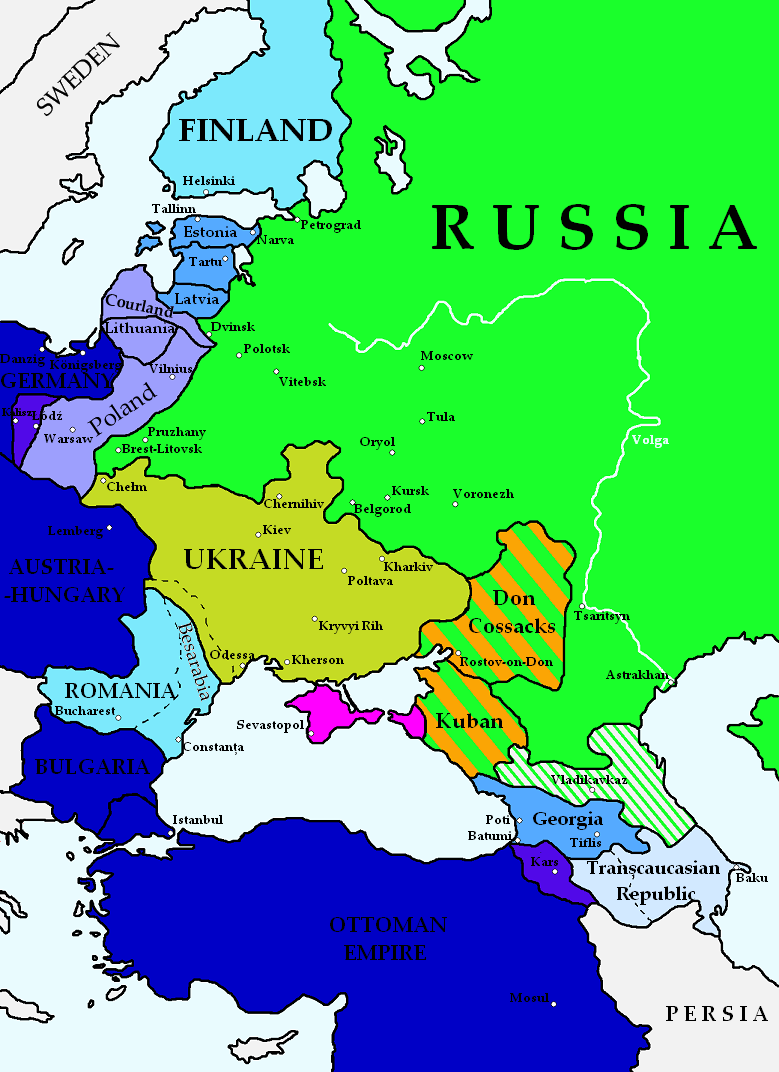
1918年布列斯特條約簽訂後德國計劃實現的新的東歐秩序

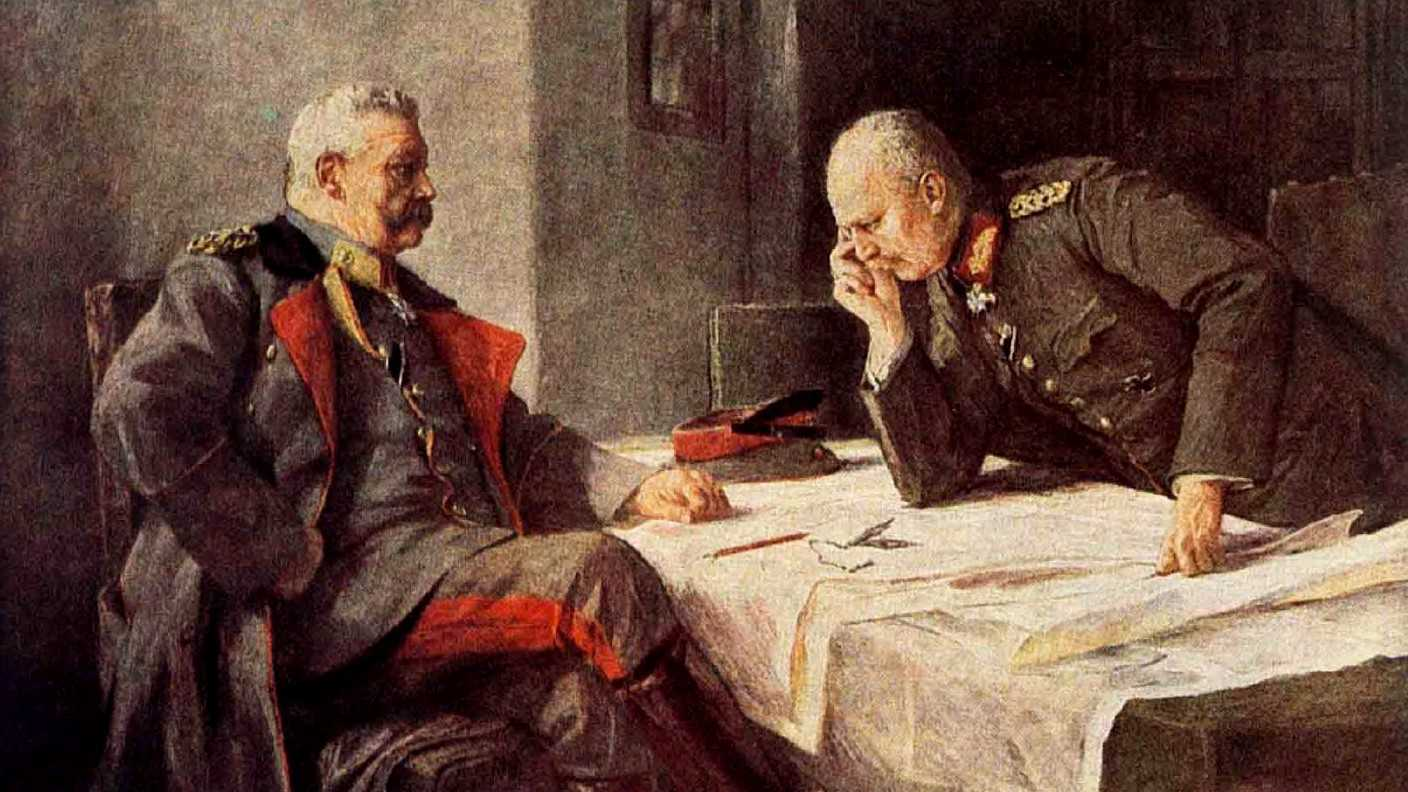
陸軍最高指揮部的保羅·馮·興登堡和埃里希·魯登道夫

當德軍在西方戰場困處僵局之時，東方戰場取得了節節勝利。儘管由於俄國軍隊出人意料的快速動員而造成最初東普魯士和奧地利的加利西亞被入侵的挫折，但由於組織不力和供應不足，俄軍步履維艱，而德國和奧匈帝國的軍隊卻在此後穩步向東發展。德國人受益於俄羅斯的政治動盪及其人民結束戰爭的願望。1917年，德國政府允許俄羅斯布爾什維克黨領導人弗拉基米爾·列寧從瑞士穿越德國進入俄羅斯。德國認為，如果列寧能夠製造進一步的政治動盪，俄羅斯將不再能夠繼續與德國的戰爭，從而使德國軍隊可以將精力集中在西方戰場上。
1917年3月，第二次俄國革命，沙皇尼古拉二世退位，俄國臨時政府繼承了俄羅斯帝國。11月，十月革命推翻了臨時政府後在列寧領導的布爾什維克政府上台。雖然面對其他布爾什維克主義者的反對，他仍決定結束俄羅斯針對同德國、奧匈帝國、鄂圖曼帝國和保加利亞的戰爭，將精力轉移到消除內部矛盾上。1918年2月，德國-奧匈帝國聯軍集結了53個師的兵力，兵分三路對蘇俄展開大規模的進攻。聯軍的北路由普斯科夫向納爾瓦進攻，中路攻向斯摩稜斯克，南路則向基輔開進。短短半个月，同盟国便占领了从爱沙尼亚到北乌克兰的广大土地。3月，布爾什維克政府和同盟国签订《布列斯特-立托夫斯克条约》，俄国做出了巨大的領土和經濟讓步，以換取東線戰爭的結束。波羅的海國家（愛沙尼亞，拉脫維亞和立陶宛，德国在这里建立了作為附庸的庫爾蘭和瑟米利亞公國和波羅的海聯合公國）、白俄羅斯的西部和烏克蘭都被移交給了德國占領當局。由此，德國終於實現了它長期以來渴望的對中歐地區的統治，現在可以全神貫注於擊敗西線的盟國。但是實際上，駐紮和保衛新領土所需的部隊消耗了德國的戰爭力量。

#### 計窮力竭

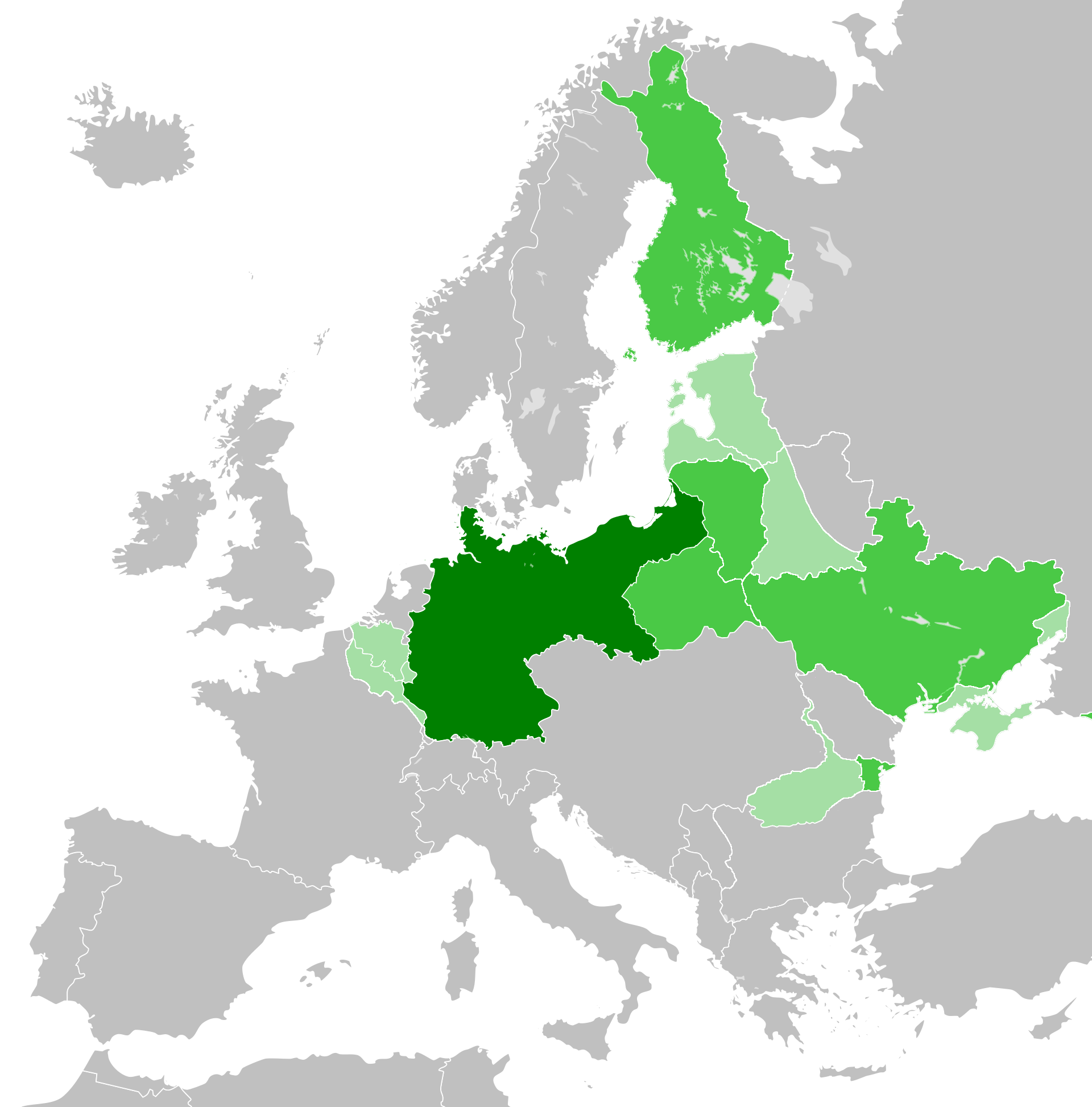
一戰期間的德意志帝國
原疆土（1871–1919）
僕從國（1917–1919）
佔領區域（1914–1919）

1917年俄國的失敗使德國得以從東線向西線轉移數十萬部隊，這使其在數量上優於協約國軍隊。通過以對士兵進行滲透戰術的培訓，德國人希望能夠解除戰事的僵局並在美國人到來前贏得決定性的勝利。在皇帝會戰中，德軍聚攏了部隊，並對協約國進行了多次打擊，使後者不得不退縮。但是由於協約國得以撤退並重新集結，且德軍缺乏鞏固其收益和領土所需的儲備，1918年春，德國多次的進攻都失敗了。同時，士兵們由於俄國十月革命的爆發而變得激進，不願繼續戰鬥。戰爭的進行引發了德國的內亂，而一直在戰場上未得到有效支持的部隊變得精疲力竭，失去了贏得勝利的希望。1918年夏，同盟國軍隊的數量達到了頂峰。有450萬名士兵、4,000輛坦克參與了百日攻勢，而美國人在以每天10,000人的速度到達。德國的盟友面臨崩潰，德意志帝國的人力耗盡，被協約國擊敗只是時間問題。

#### 國內社會
“總體戰”的實施意味著必須將供應重新分配給武裝部隊，並且由於協約國的海軍封鎖，德國的對外貿易受到了重創，德國平民被迫生活在日益困乏的環境中。據統計，有大約75萬平民死於戰爭造成的營養不良。德國經濟陷入蕭條，戰事的拖延及高的死傷人數使人民厭倦戰爭，男丁被徵召，國內士氣低落，自1915年起德國國內開始出現糧食暴動，1917年還出現大規模罷工行動。同年霍爾韋格政府被米夏埃利斯政府取代，事實上米夏埃利斯的總理一職被架空，由軍事首長興登堡及埃里希·魯登道夫領導，實行軍事獨裁。同年右翼的德意志祖國黨成立，一心一意支持軍方領導政府，不少民族主義者認為戰爭的持續是因為猶太人還未從戰爭中賺取足夠利潤，反猶主義死灰復燃。不久新總理馮·赫特林上台，隨後馬克斯·馮·巴登被任命為總理，此時德國戰敗已成事實，軍事首長把政權交還給馮·巴登的文人政府。此舉做法目的是防止聯軍提出苛刻的和談條件，及防止國內動盪不安擴大。新政府進行憲政改革，包括各部門向國會負責、文人控制軍隊、廢制普魯士三級選舉制度等。此外，國內普遍要求威廉二世退位，但他拒絕了這一要求。

### 帝國滅亡

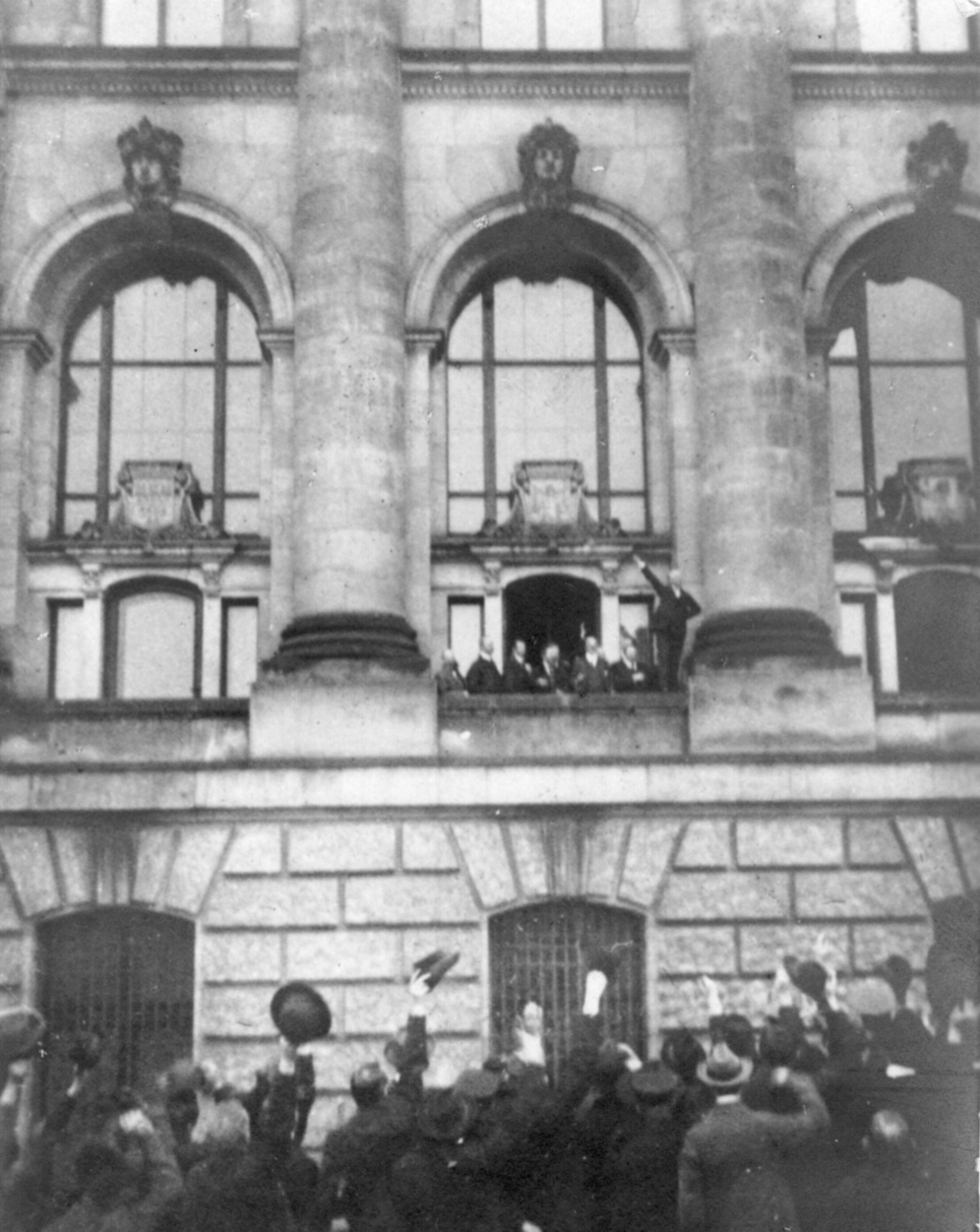
“皇帝退位...古老而腐朽的君主制已經瓦解，萬歲，德意志共和國萬歲！”菲利普·谢德曼在國會大樓門廊以北的第二扇窗戶的西陽台上宣布共和國的成立

由於戰事的僵持，許多德國人希望盡快結束戰爭，越來越多的人開始與左翼政治勢力建立聯繫，例如社會民主黨和更為激進的獨立社會民主黨。他們均要求結束戰爭。美國於1917年4月的進入徹底使戰爭的天秤倒向了協約國一方。

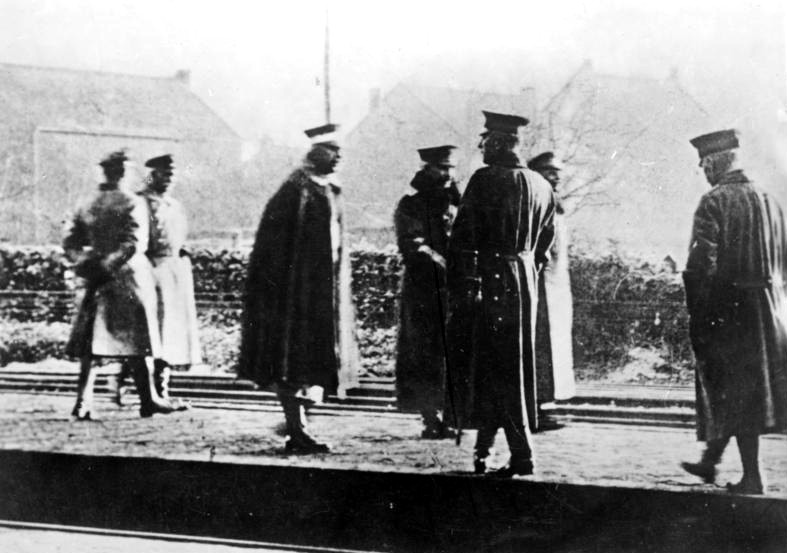
1918年11月10日，前皇帝威廉二世在埃登（Eijsden）附近的比利時-荷蘭邊境過境點平台上，左中或左後第四

1918年，由於海上封鎖，德國遭受著因食物不足而導致的疾病爆發，同時，西班牙流感隨部隊返回德國。在1918年至1920年之間，約有29萬德國人死於這場瘟疫，人們的忍耐已到極限。德國的革命首先始於北部的港口城市基爾。在這裡，德國海軍部隊拒絕起航，去執行進攻英國這一戰爭的最後一次大規模行動。他們認為這次行動必然以失敗告終，隨後在10月爆發了起義。11月3日，起義蔓延到德國其他城市和邦，工人和士兵委員會在許多邦成立。同時，興登堡和高級將領們對皇帝及其政府失去了信心。
保加利亞於1918年9月29日簽署了《薩羅尼卡停戰協定》。鄂圖曼帝國於1918年10月30日簽署了《穆兹罗斯停战协定》。在1918年10月24日至11月3日之間，意大利在維托里奧·威尼托戰役中擊敗了奧匈帝國，這迫使其於1918年11月3日簽署了《維拉朱斯蒂停戰協定》。因此，在1918年11月，隨著內部革命，盟軍在西線前進到德國本土，而奧匈帝國也因多民族的緊張態勢而崩潰。由於戰事的失利和來自德國最高統帥部的壓力，德國所有邦國的國王、公爵和親王退位，11月9日中午，德國總理馮·巴登宣布威廉二世退位，並任命新總理弗里德里希·艾伯特，當天下午德國社民黨人菲利普·谢德曼在國會大樓宣布共和國成立，同时威廉二世出走荷兰。当晚，德意志帝國滅亡。

## 政治
《德意志帝国宪法》規定：普鲁士國王兼任德意志皇帝，普魯士首都柏林定為德國首都，普魯士宰相亦兼任德國首相。首相也是帝国唯一的大臣，由德皇指定，向德皇负责。帝国议会仅具有表决权，而不具提案权，因此其并没有完整的立法权力，而行政权则主要由首相行使。

### 聯邦体制
新帝國是一個由25個州組成的聯邦聯盟，這些州在規模、人口、憲法、經濟、文化、宗教和社會政治發展方面差異很大。然而，即使是佔領土和人口三分之二的普魯士本身，也以新人的身份從帝國的外圍出現。它還面臨著巨大的文化和經濟內部分歧。例如，普魯士的威斯特伐利亞省和萊茵省在過去幾十年一直處於法國的控制之下。當地人民受益於源自法國大革命思想的自由民政改革，與易北河以東如波美拉尼亞的獨裁和雜亂無章的容克莊園中以農村為主的社區幾乎沒有共同之處。較小領土的居民，特別是在德國中部和南部的居民，極大地拒絕了普魯士化的民族概念，並更願意將這些術語與他們各自的家鄉聯繫起來。前漢薩同盟港口城市漢堡、不來梅和呂貝克是與普魯士簽訂合約最激烈反對者。作為自由貿易的倡導者，它們反對普魯士的經濟一體化思想，並拒絕簽署更新的關稅同盟條約直至1888年。漢薩商人在海外經濟上的成功與他們的全球化思維是一致的。漢堡市民——俾斯麥稱他們“極度令人生厭”，德國駐倫敦大使——俾斯麥聲稱是“我們所擁有的最糟糕的德國人”，都支持自由主義思想，他們對普魯士軍國主義及其日益增長的影響尤其感到震驚。
普魯士-德意志帝國當局意識到必要的一體化概念，因為第一次帝國選舉的52%的選民投票率和其結果清楚地表明了這一點。歷史學家越來越多地爭辯說，民族國家是通過帝國建立起來的。民族認同以誇張的皇帝塑像來表達，並以帝王為國家元首的帝國人民實現，並發展帝國的野心——國內、歐洲乃至全球。

### 帝國議會

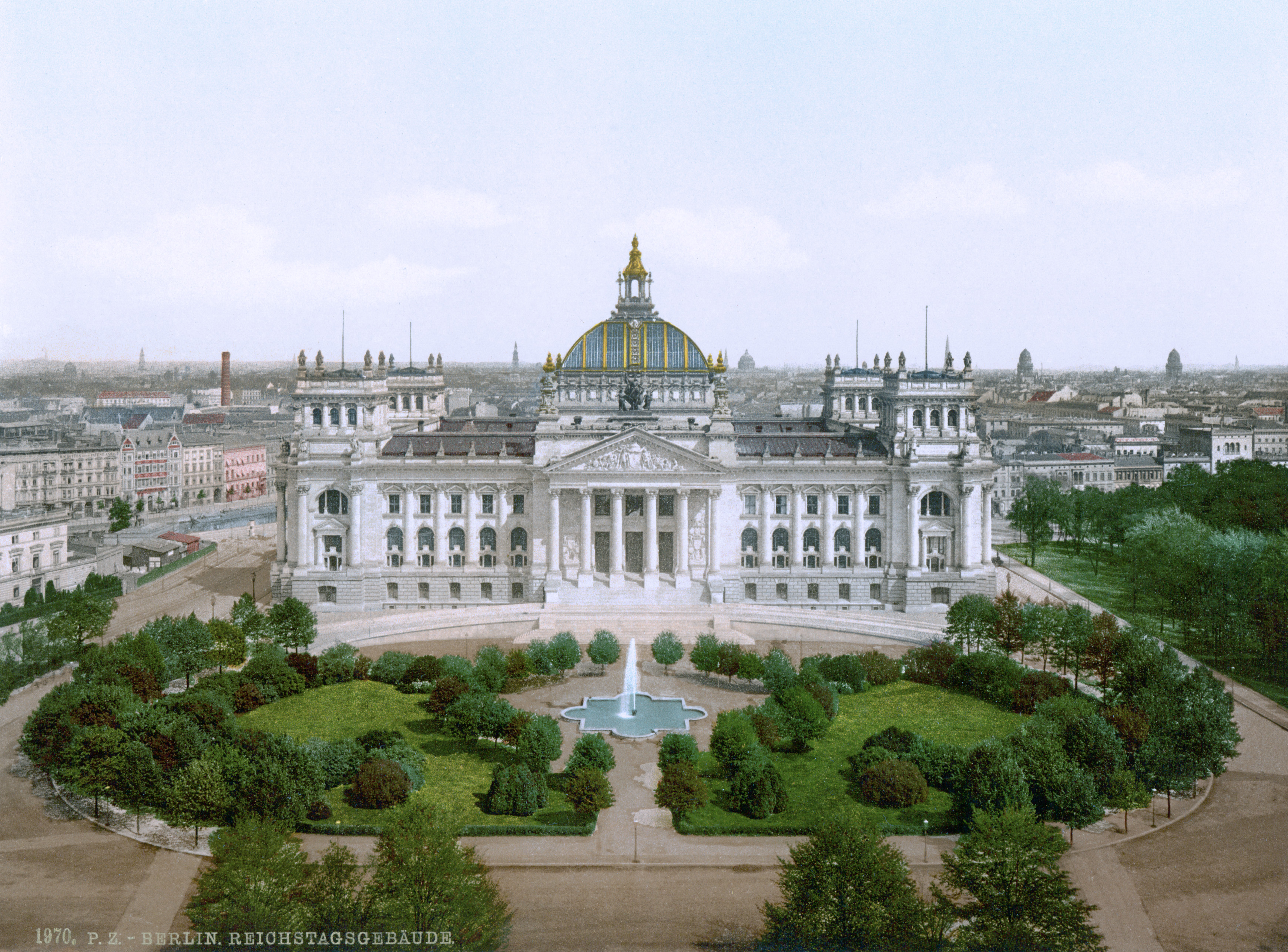
1900年代的帝國議會大廈

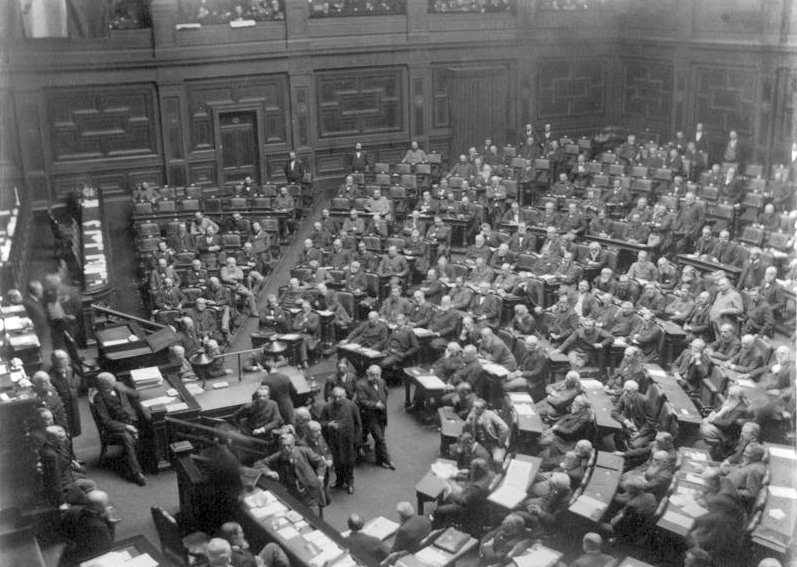
1898年帝國議會中集體會議時的場景

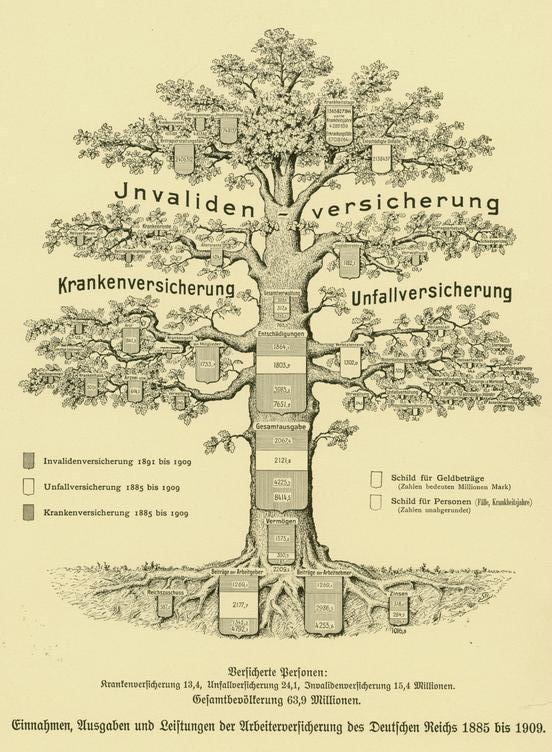
德國1885至1909年間社會保障收入、支出和福利的圖表

1871年4月16日頒佈的帝國憲法，是按普魯士憲法基礎而成的，加入有關帝國的新內容，它明確規定德意志帝國是聯邦制國家，由22個邦、3個自由市和1個直轄區組成。各邦把軍事、外交、海關立法、銀行立法、間接稅、刑法等權力交給帝國政府，只保留教育、衛生和地方行政等權力，同時保留自己的君主政府和議會。帝國憲法規定普魯士王國的國王就是德國的皇帝，集軍政大權於一身，擁有至高無上的權力，能任免帝國各級官吏。普魯士王國的首相是德國的首相，由皇帝任免，向皇帝負責。
德意志帝國的立法機構由兩部分組成，聯邦議會（類似上議院，由個邦代表組成）和帝國議會（類似下議院）。聯邦議會由各邦君主任命代表而組成，主席由宰相擔任，設58席，普魯士佔17席、巴伐利亞佔6席、薩克森佔4席、符騰堡佔4席，只需14票便可否決憲法修正議案，因此普魯士在聯邦議會有很大影響力。帝國議會議員通過秘密選舉產生，選民為帝國居民中年滿25歲的成年男性公民，設382名國會議員，1873年起增至397名。帝國議會所通過的一切決議須得聯邦議會同意後來能生效，以限制帝國議會的權力，因此實際功能並不大。
|              | 1871 | 1874 | 1877 | 1878 | 1881 | 1884 | 1887 | 1890 | 1893 | 1898 | 1903 | 1907 | 1912 |
| ------------ | ---- | ---- | ---- | ---- | ---- | ---- | ---- | ---- | ---- | ---- | ---- | ---- | ---- |
| 德國保守黨   | 57   | 22   | 40   | 59   | 50   | 78   | 80   | 73   | 72   | 56   | 54   | 60   | 43   |
| 自由保守黨   | 37   | 33   | 38   | 57   | 28   | 28   | 41   | 20   | 28   | 23   | 21   | 24   | 14   |
| 民族自由黨   | 125  | 155  | 128  | 99   | 47   | 51   | 99   | 42   | 53   | 46   | 51   | 54   | 45   |
| 德國進步黨   | 46   | 49   | 35   | 26   | 60   | -    | -    | 66   | 37   | 41   | 30   | 42   | 42   |
| 自由聯盟     | -    | -    | -    | -    | 46   | -    | -    | 106  | 96   | 102  | 100  | 105  | 91   |
| 自由主義政黨 | -    | -    | -    | -    | -    | 67   | 32   | 35   | 44   | 56   | 81   | 43   | 110  |
| 德國中央黨   | 63   | 91   | 93   | 94   | 100  | 99   | 98   | 38   | 35   | 34   | 32   | 29   | 33   |
| 社會民主黨   | 2    | 9    | 12   | 9    | 12   | 24   | 11   | 5    | 16   | 13   | 11   | 22   | 10   |
| 少數族裔     | 21   | 34   | 34   | 40   | 45   | 43   | 33   | 10   | 11   | 8    | 6    | 7    | -    |
| 其他         | 31   | 4    | 17   | 13   | 9    | 7    | 3    | 2    | 5    | 18   | 11   | 11   | 9    |

### 三大階層
首先是貴族階級，新帝國為各個邦國的貴族提供了有吸引力的職業機遇，結果就是貴族幾乎完全控制了民政部門，他們主導了在大學和教會的決策。1914年的德國外交使團由8位王公、29位伯爵、20位男爵、54位下層貴族代表和僅僅11位平民組成。這些平民是從精英實業家和銀行家族中不加區分地招募的。領事團僱用了許多平民，但是他們佔據了幾乎沒有行政權力的職位。普魯士為年輕貴族保留最高軍銜的傳統被採納，新憲法將所有軍事事務置於皇帝的直接控制之下，不受帝國議會的控制。憑藉其遍布德國的大量預備役軍官，軍隊加強了其作為“維護國家的財產”的作用，歷史學家漢斯-烏爾里希·韋勒補充說：“它成為一個幾乎獨立的、自我延續的種姓制度”。
權力越來越集中在居住在首都柏林和鄰近的波茨坦的約7,000名貴族的手中。柏林迅速增長的富裕中產階級模仿貴族，並試圖與其聯姻。貴族可以永久地將一個富有的工業家族推向當權派的上游。然而隨著貴族成為實業家，這個過程往往朝著另一個方向發展。例如西里西亞的243個礦山中有221個屬於貴族或普魯士國王本人。
其次是中產階級，德意志帝國境內城市中的中產階級呈指數級增長，儘管它從未像法國、英國或美國那樣獲得強大的議會代表權和立法權。德國婦女協會組織（BDF）成立於1894年，它涵蓋了自1860年代以來出現的不斷增多的婦女組織。BDF從一開始就是一個資產階級組織，其成員致力於在教育、經濟機會和政治生活等領域與男性平等。工人階級婦女不受歡迎，並被社會主義者組織起來。
最後一個階層是工人階級，社會主義工人黨（後稱德國社會民主黨，SPD）的興起，旨在通過改造現有的政治和社會條件，和平建立社會主義秩序。從1878年起，俾斯麥試圖通過取締黨的結社、議會和大部分報紙來反對日益增長的社會民主運動。儘管如此，社會民主黨變得更加強大，俾斯麥在1883年啟動了他的社會福利計劃，以安撫工人階級。俾斯麥建立在早在1840年代就開始的普魯士和薩克森的福利計劃傳統之上。在1880年代，他引入了構成現代歐洲福利國家基礎的養老金、意外保險、醫療和失業保險。他的家長式計劃贏得了德國工業界的支持，因為它的目標是為帝國贏得工人階級的支持，並減少移民到美國的外流，此時美洲的工資較高但福利並不存在。俾斯麥通過他的高關稅政策進一步贏得了工業界和技術工人的支持，該政策保護了利潤和工資免受美國競爭的影響，儘管它們疏遠了想要自由貿易的自由知識分子。

## 政区

### 德国本土
在德国統一之前，德意志地区分成39个独立的邦国。这些邦国包括王国、大公国、公国、亲王国、自由汉萨城市和帝国直辖领。普鲁士是众多构成帝国的邦国中面积最大的，领土占整个帝国的六成。
这些邦国中的其中数个在神圣罗马帝国崩溃之后得到独立主权。其余的邦国都在1815年维也纳会议之后得到独立主权。这些邦国的领土可能不是一块连续的领土，可能会分成数个部分分部在德意志地区各地。这种现象是因为透过家族分支瓜分领地，或者是透过征购而获得的。

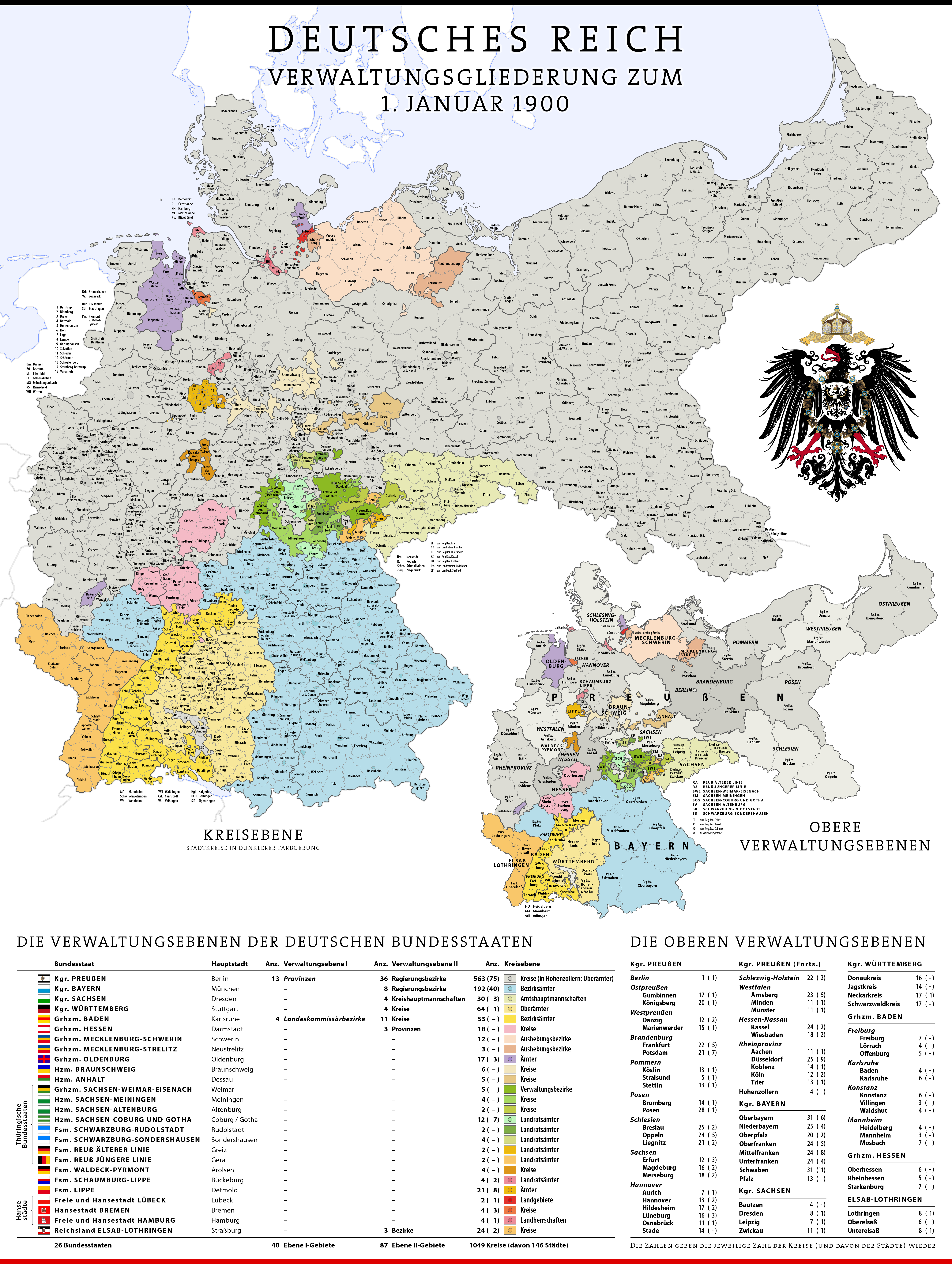
帝國各邦的區劃細分圖

| 王國（Königreiche）                  |                  |
| 普魯士（Preußen）                | 柏林（Berlin)          |
| 巴伐利亞（Bayern）              | 慕尼黑（München）       |
| 符騰堡（Württemberg）                | 斯图加特（Stuttgart）     |
| 薩克森（Sachsen）                | 德累斯顿（Dresden）     |
| 大公國（Großherzogtümer）                |                  |
| 巴登（Baden）                  | 卡爾斯魯厄（Karlsruhe）   |
| 黑森（Hessen）                  | 达姆施塔特（Darmstadt）   |
| 梅克倫堡-施威林（Mecklenburg-Schwerin）       | 施威林（Schwerin）       |
| 梅克倫堡-施特雷利茨（Mecklenburg-Strelitz）   | 新施特雷利茨（Neustrelitz） |
| 歐登堡（Oldenburg）                | 欧登堡（Oldenburg）       |
| 薩克森-魏瑪-艾森納赫（Sachsen-Weimar-Eisenach）  | 魏玛（Weimar）         |
| 公國（Herzogtümer）                  |                  |
| 安哈爾特（Anhalt）              | 德紹（Dessau）         |
| 不倫瑞克（Braunschweig）              | 不伦瑞克（Braunschweig）     |
| 薩克森-阿爾滕堡（Sachsen-Altenburg）       | 阿爾滕堡（Altenburg）     |
| 萨克森-科堡-哥达（Sachsen-Coburg und Gotha）      | 科堡/哥达（Coburg/Gotha）    |
| 萨克森-迈宁根（Sachsen-Meiningen）         | 邁寧根（Meiningen）       |
| 親王國（Fürstentümer）                |                  |
| 利珀（Lippe）                  | 代特莫爾德（Detmold）   |
| 羅伊斯-格賴茨(長系)（Reuß-Greiz）   | 格賴茨（Greiz）       |
| 羅伊斯幼系（Reuß jüngerer Linie）            | 格拉（Gera）         |
| 紹姆堡-利珀（Schaumburg-Lippe）           | 比克堡（Bückeburg）       |
| 施瓦茨堡-魯多爾施塔特（Schwarzburg-Rudolstadt） | 魯多爾施塔特（Rudolstadt） |
| 施瓦茨堡-松德斯豪森（Schwarzburg-Sondershausen）   | 松德斯豪森（Sondershausen）   |
| 瓦爾德克和皮爾蒙特（Waldeck-Pyrmont）    | 阿羅爾森（Arolsen）     |
| 漢薩自由市（Freie Hansestädte）            |                  |
| 不來梅（Bremen）                | 不來梅（Bremen）       |
| 漢堡（Hamburg）                  | 漢堡（Hamburg）         |
| 呂貝克（Lübeck）                | 呂貝克（Lübeck）       |
| 帝國直轄領（Reichsland）            |                  |
| 阿爾薩斯-洛林（Elsass-Lothringen）         | 斯特拉斯堡（Straßburg）   |

### 海外属地

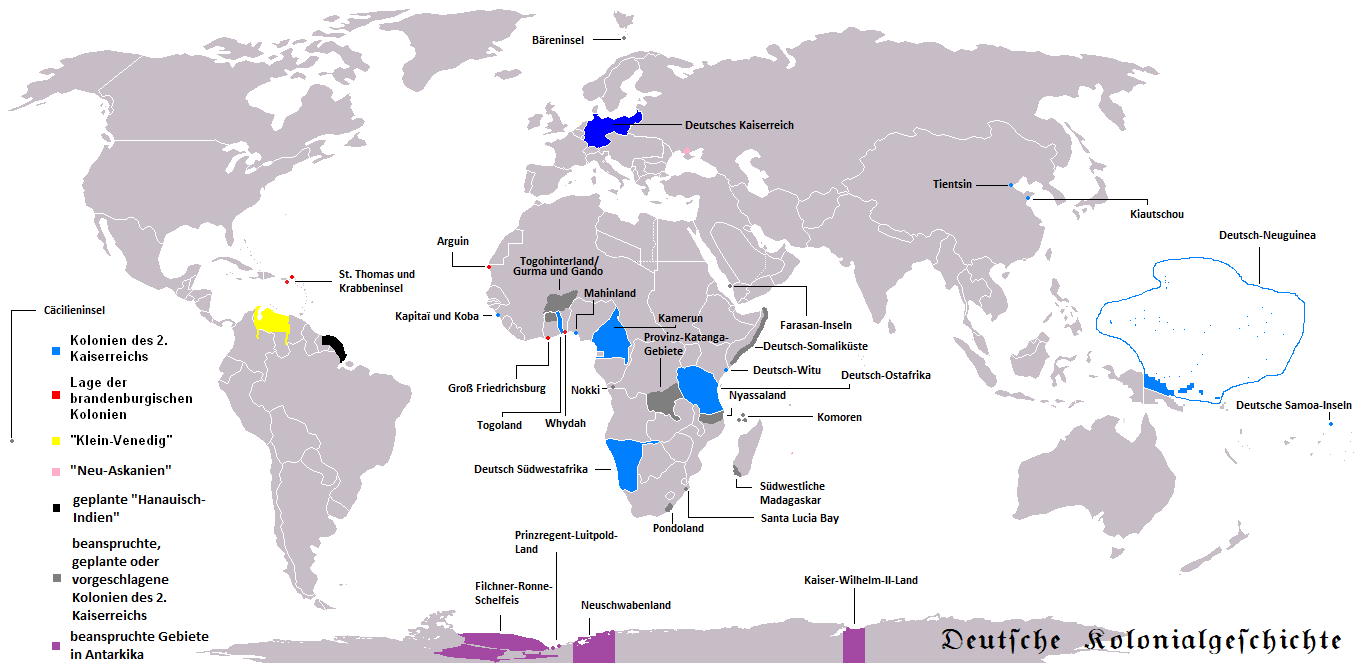
德意志帝國的海外殖民地

| 太平洋（Pazifik）                                                                   |
| 薩摩亞（Deutsch-Samoa）                                                                   |
| 德屬紐幾內亞（Deutsch-Neuguinea）（索羅門群島、加羅林群島、北馬里亞納群島、諾魯、馬紹爾群島） |
| 非洲（Afrika）                                                                     |
| 德屬東非（Deutsch-Ostafrika）（坦噶尼喀、盧安達、蒲隆地）                                     |
| 德屬西非（Deutsch-Westafrika）（德屬喀麥隆、多哥蘭）                                           |
| 德屬西南非洲（Deutsch-Südwestafrika）（納米比亞）                                                 |
| 德屬索馬里（Deutsch-Somaliküste）                                                               |
| 中國（China）                                                                     |
| 德屬膠澳（Kiautschou）                                                                 |
| 天津德租界（Tientsin）                                                               |
| 汉口德租界（Hankou）                                                               |
| 山東勢力範圍（Schantung）                                                             |
| 黃河流域勢力範圍                                                             |

## 工業

### 發展迅速
德國的工業化起步較晚，19世紀中期的英國已工廠林立，但德國仍以務農為主，1852年期間約50%人從事農業生產。早在1834年德意志地區已組成關稅同盟，以消除各邦之間的關稅，促進經濟發展。統一後德國工業化進程的技術進步發生了四次浪潮：鐵路浪潮（1877-1886年）、染料浪潮（1887-1896年）、化學浪潮（1897-1902年）和電氣浪潮（1903-1918年）。雖然德國的工業化進程比英國晚了將近70年，但也因此能夠以英國摸索出的最佳工廠模式作為學習的對象吸取經驗，從而更有效地利用其國家型資本，並避免了採用傳統方法來邁向技術極限的過程。德國在科研方面的投入比英國大得多，尤其是在化學、電機和電力等第二次工業革命的方面。德國在物理學和化學領域的主導地位使當時所有諾貝爾獎的三分之一都授予了德國的發明家和研究人員。高度集中的德國卡特爾體系（英語：Cartel）能夠更有效地利用資本。不同於英法，德國並沒有承受遍佈世界殖民地的國防壓力。在1871年德國吞併了法國的阿爾薩斯-洛林後，它還趁機吸收了法國工業技術的一部分，雖然法國的技術並不如英國，但在中低端領域相差無幾，可以讓德國簡單的無縫技術轉移。
隨著經濟發展，加上普法戰爭後得到50億法郎賠款，在俾斯麥利用這些賠款刻意扶持舊普魯士王國範圍內的工業革命，例如西里西亞和萊茵蘭地區，讓這些地區的經濟突飛猛進，鄉村人民湧入城市，提供了大量勞力，成為工業生產的勞動者，人民由手工無產階級變為工廠無產階級。1882年德國工業人口佔總勞動人口的40%，魯爾區更成為德國的工業中心，到了1914年德國農業人口降至總人口的三分之一。德國的工業生產集中在魯爾區、柏林、中部和西南德國地區，主導了德國經濟發展。到了19世紀末，紡織品和鋼鐵工業成為德國龍頭工業，接著化學和電氣工業也開始崛起。縱使務農人口減少，但農業技術改良使農產量得以提升。此後，德國製造商開始佔領英國進口產品的國內市場，並與國外的英國工業競爭，尤其是在美國。到1870年，德國的紡織和金屬工業在組織和技術效率上已超過英國，並在國內市場上取代了英國。德國成為歐洲大陸上的主要經濟大國，並且是僅次於英國的第二大出口國。德國的鋼產量大為提升，由1870年的140萬噸，去到1913年已超過1,000萬噸；煤產量更多，由1843年的310噸，到了1871年增加至3,400萬噸，增長了10倍有餘；自主研發的蒸汽機數量亦由1841年的40架增至1870年的5,000多架。
第一次世界大戰爆發不久，德國欲以速戰速決方式擊敗法俄兩國，因此只有計算德國本土的經濟實力，沒有考慮到英法大量的海軍和殖民地支持。隨著現實中的戰事持續，德國依賴的俄國、美國糧食，因為英法尤其是英國的封鎖，使得國內開始糧荒，專為向荷蘭和斯堪地那維亞國家購買精緻主食，這導致糧食價格飛漲、以及窮人無法吃上廉價麵包的問題。1916年至1917年的一戰末期，這個情況更為嚴重，甚至連粗糧麵包、不加工麵包都開始極度短缺，政府開始取消除了主食以外的食品供應，集中對麵包進行配額管制，這導致了不少人營養不良並且患上缺鹽、缺糖的疾病。隨著糧食短缺的加劇，麵包工業被優先供給，這又產生了連鎖效應，在戰爭中最最重要的軍需品的份額被抽走，軍工廠人手被拉去麵包廠，工廠無人工作；德國政府遂開放女性填補空缺，導致了1918年婦女在工廠就業人數高達230萬，較1913年的160萬高出許多，不過這也變相的提升了女性的地位，為了之後男女平權提供了先行條件。

### 金融工商
| 經濟部門          | 1882 | 1895 | 1907 |
| ----------------- | ---- | ---- | ---- |
| 農業              | 41.6 | 35.0 | 28.4 |
| 工業/手工業       | 34.8 | 38.5 | 42.2 |
| 運輸/貿易         | 9.4  | 11.0 | 12.9 |
| 家庭服務          | 5.0  | 4.3  | 3.3  |
| 公共服務/自由職業 | 4.6  | 5.1  | 5.2  |
| 無業/退休         | 4.7  | 6.1  | 8.1  |

工商業發展迅速還帶動了金融業、貸款產業的發達，德國各邦為了管控流動資本而相繼成立國家型銀行，政府亦統一了貨幣，設立帝國銀行作為中央銀行，制定完善的商業法，帝國也得以藉此匯集大量資本。在經濟高速發展達到頂峰時，1873年的大蕭條使德國經濟發展減緩，失業率上升，工人把經濟危機歸咎在猶太人身上。但在統一後的爆發式繁榮過後，德國於1879年改行保護關稅政策，以保護國內工農業，導致經濟在1895年至1903年發生延緩，然而俾斯麥的保護關稅政策到了19世紀末已失去成效，不但使國內物價高漲，還造成外國的報復性攻擊，使德國工業產品雖然已高質量著稱，但是苦於沒有讓產品傾銷的殖民地，因此根本打不進英、法、美市場，外銷不甚理想；直到卡普里維時期，才透過和奧匈帝國、瑞士、荷蘭加強經濟聯繫，形成了大日耳曼經濟圈，這才改善了關稅保護政策的弊端。第一次世界大戰爆發前的最後10年，德國經濟透過和德語區的國家建立密切互動關係，得到了巨大的發展。

### 鐵路運輸
德國人最初缺乏技術基礎，他們需要從英國進口他們的工程設備和硬件，但他們很快就學會了運營和擴展鐵路所需的技術。在許多城市，新的鐵路車間是技術革新和技能培訓的中心。因此，到1850年，德國已經能夠自給自足地滿足鐵路建設的需求，鐵路同時成為了鋼鐵工業發展的主要動力。1870年德國統一促進了國家統一、企業國有化以及經濟進一步的發展。與法國的情況不同，德國的目標是支持工業化，因此將縱橫交錯的重型線路鋪設在了魯爾和其他工業區，並為漢堡和不來梅等主要港口提供了良好的聯繫。1873年俾斯麥創立帝國鐵路局，負責國家的鐵路事務，迅速擴建帝國鐵路網。到1880年，德國擁有9400輛機車，拉動了43,000名乘客和30,000噸貨運，並領先於法國。德國鐵軌的總長度從1865年的14,690公里，到1875年已達27,960公里，最終增加到1913年的63,000公里，建立了僅次於美國的世界上最大的鐵路網絡，而此時英國的鐵路里程為32,000公里。

### 印染工業
到1900年，德國化學工業主導了合成染料的世界市場。三大公司巴斯夫、拜耳和霍伊斯特與五家較小的公司一共生產了數百種不同的染料。到1913年，這八家公司生產了近90％的世界染料供應，並將其生產的約80％銷往國外。三大公司也已將上游整合到基本原料的生產中，並開始擴展到其他領域，例如藥品、照相膠片、農藥、電化學。最高級別的決策掌握在專業的受薪經理手中，故而德國染料公司被稱為“世界上第一家真正的現代化管理的工業企業”。

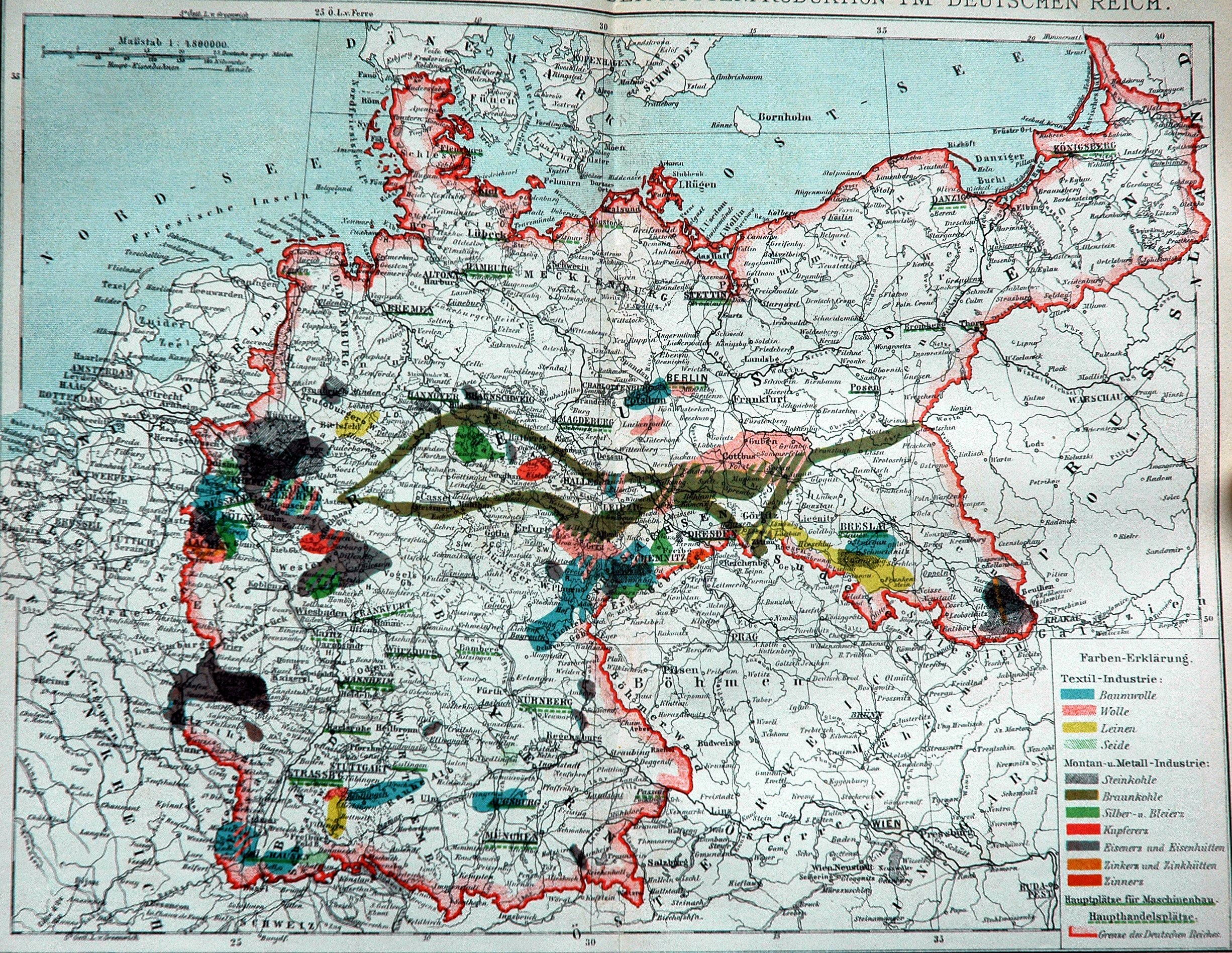
工業、礦山和冶煉廠
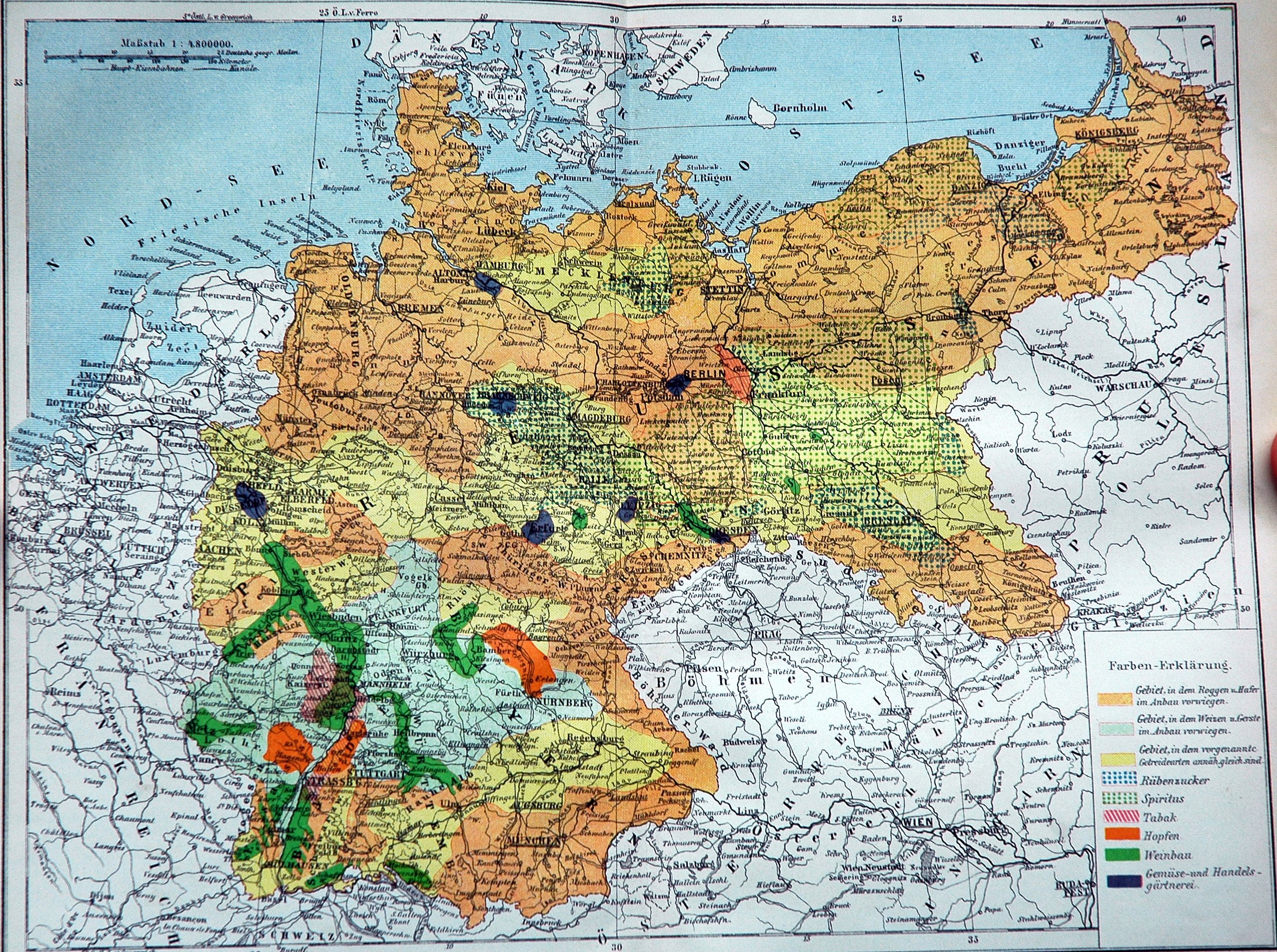
農業
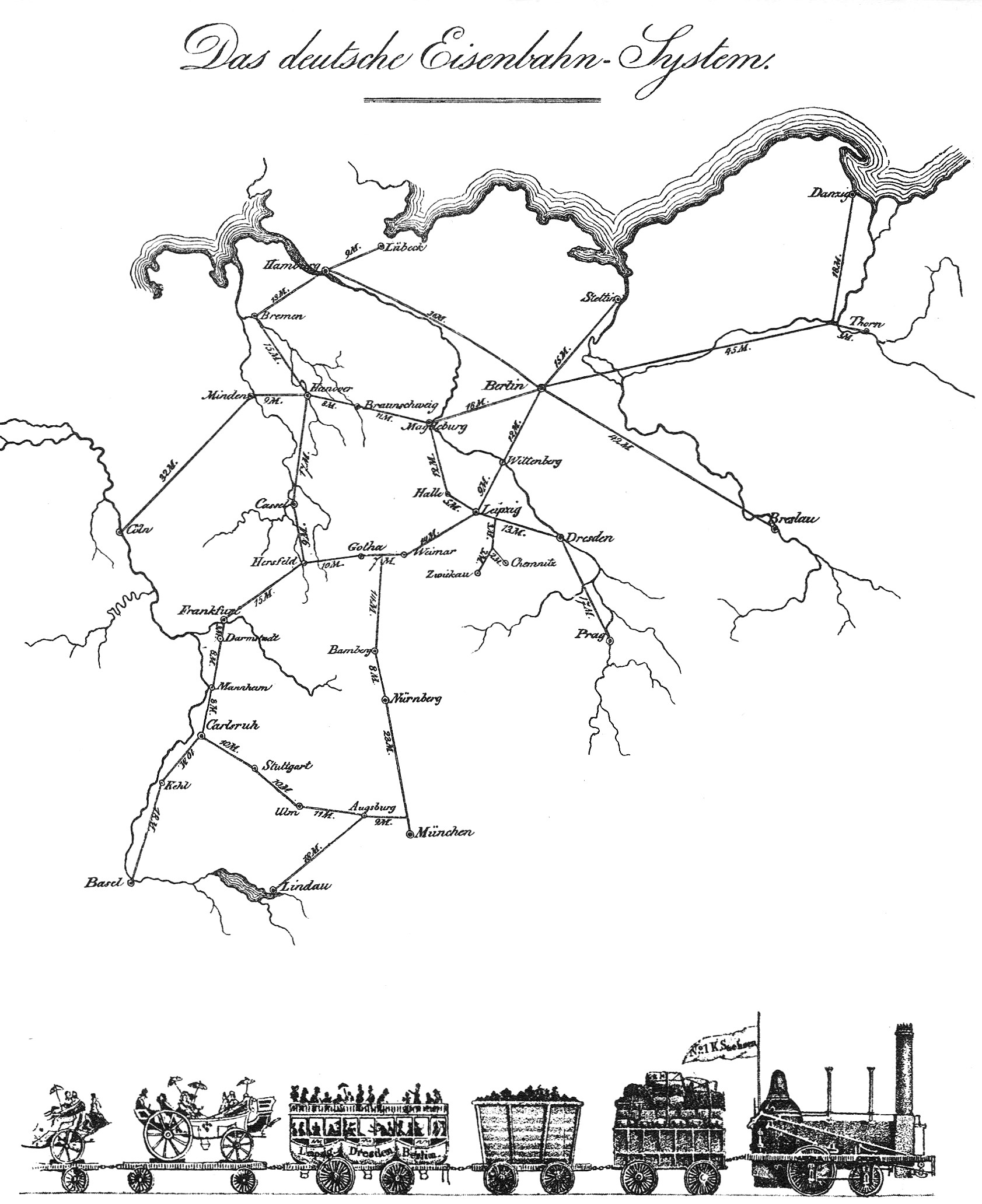
1833年的鐵路網[註 9]
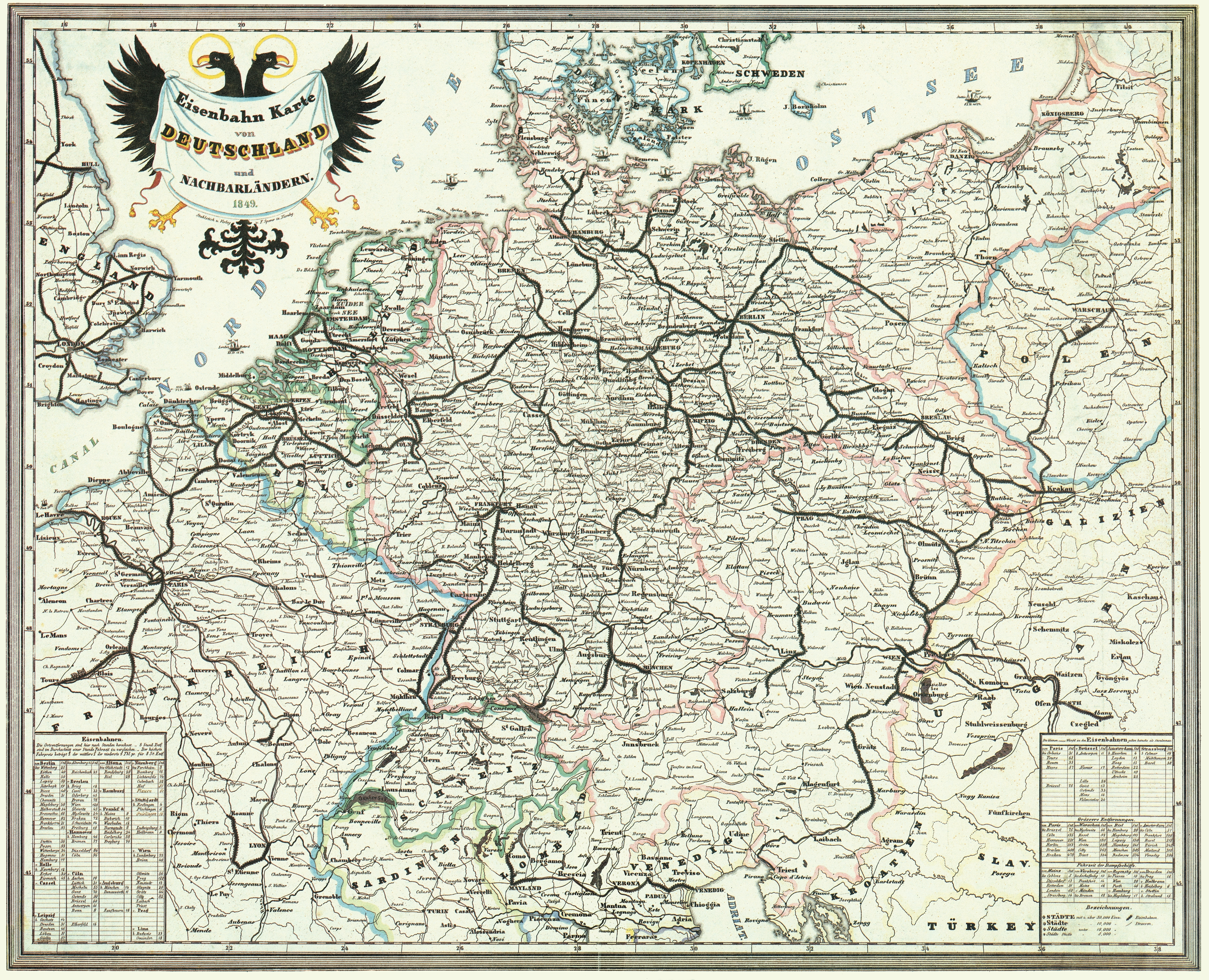
1849年的鐵路網
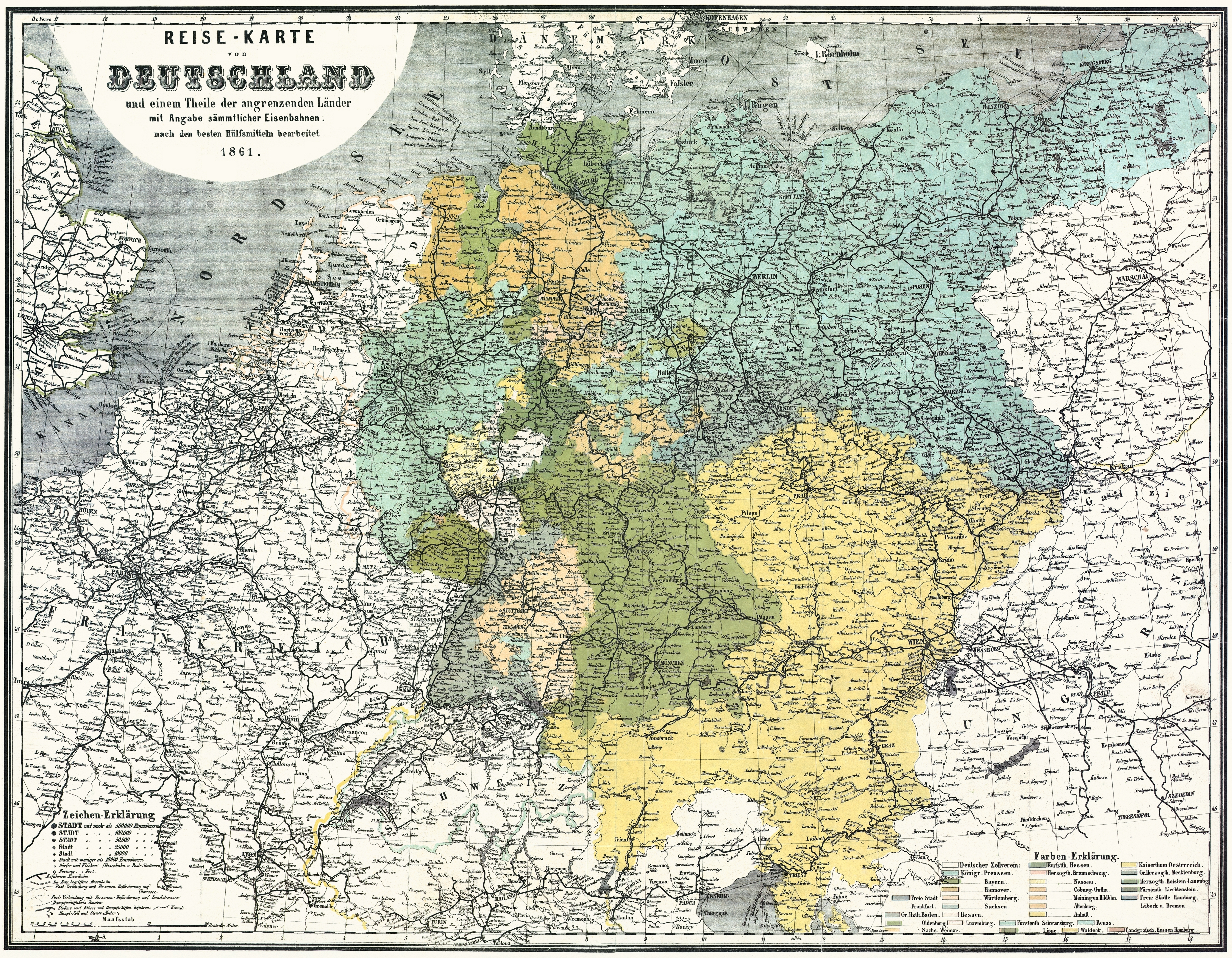
1861年的鐵路網[註 10]
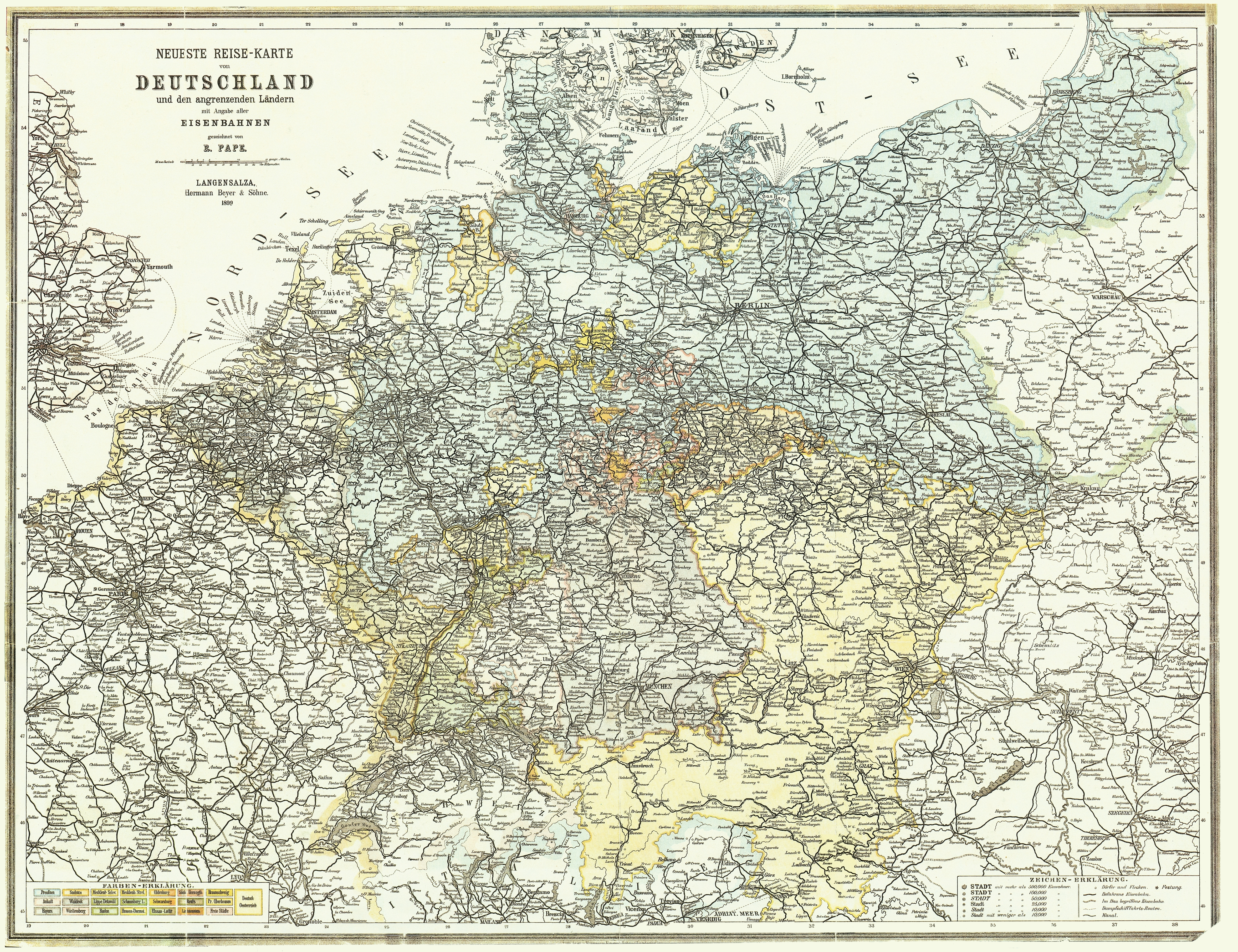
1899年的鐵路網

## 社會

### 法律法规

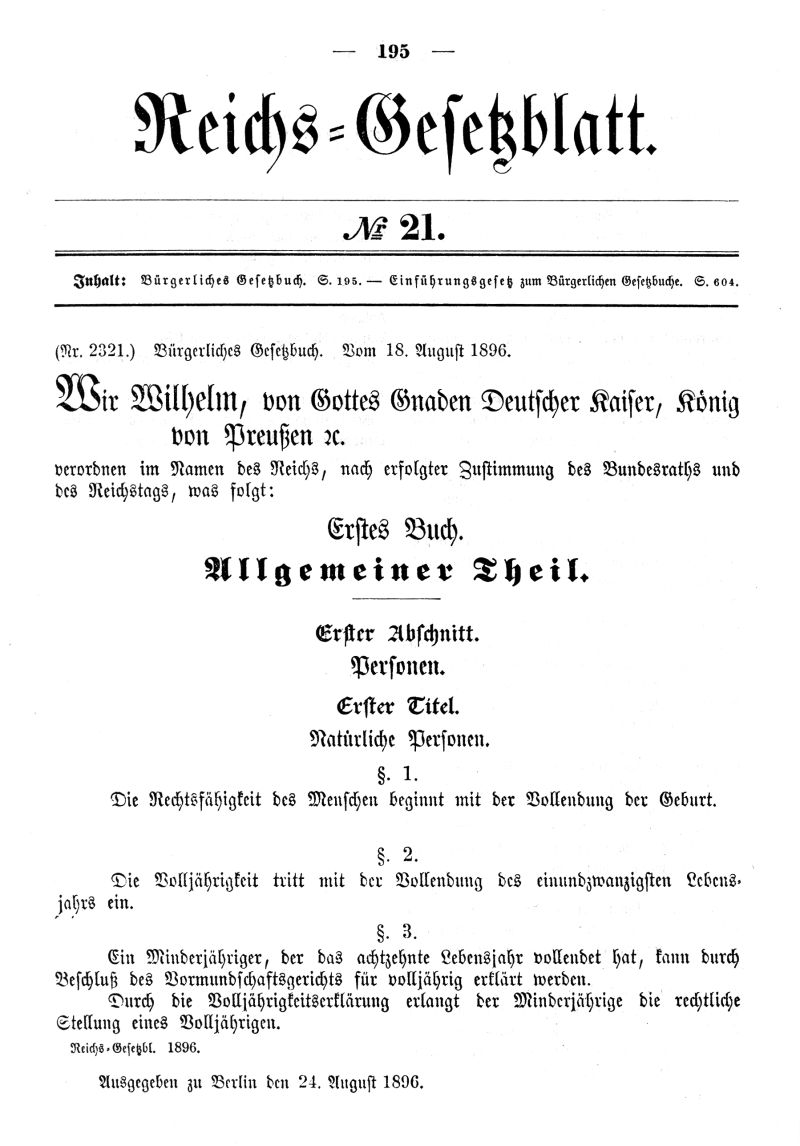
1896年8月24日出版的德国民法典

1871年的德國有4,100萬人，到了1914年已增長至6,770萬人，人口在43年內增加了四分之三，相反鄰國法國只從3,600萬增至4,000萬人。大批年輕人離開鄉村到城市尋找機遇，德國的大城市迅速擴大，產生了一系列社會問題。早期大多數工人居住和工作環境都很惡劣，工人工資較低，缺乏保障，住屋與公共設施未能配合人口湧入的需要，許多工人為節省開支，往往與數人合租一間住房。城鎮衛生不良，衛生設施較原始。城市的迅速工業化，對舊地主產生極大影響，這些容克地主以三級制支配普魯士的政治，但他們的勢力隨著工業化而式微。為了解決社會問題，政府於是在1883年推出疾病保險法、1884年的意外災難保險法和1889年的老年和殘廢保險法、1911年的職員保險法，使德國成為一個擁有優良社會保障制度的國家。此外政府又大力興建房屋，縮短工人的工作時間，1878年立法規定婦女及兒童不得從事對有害身體的工作，14至16歲的青少年每天工作不得超過10時。
與此同時，德國也在努力通過制定和改變法律使幾個世紀以來一直獨立發展的各邦國之間的差異的縮小。完全不同的法律歷史和司法制度帶來了極大的複雜性，特別是對國家貿易而言。儘管邦聯於1861年引入了通用貿易法典（該法典在德意志帝國時期仍被採納，並經過重大修改，但直到今天仍在生效），但在其他方面，法律幾乎沒有相似之處。
1871年，德意志各邦國制定了共同的《刑法》（Reichsstrafgesetzbuch）；1877年，在法院系統（Gerichtsverfassungsgesetz）、民事訴訟程序（Zivilprozessordnung）和刑事訴訟程序（Strafprozessordnung）中建立了共同的司法程序。1873年對憲法進行了修改，允許其取代各州的各種民法典（如果存在的話；例如以前由拿破崙占領的德國部分地區採用了《法國民法典》，而在普魯士1794年的《普鲁士一般邦法》仍然有效）。1881年，德國成立了第一個委員會，為整個帝國製定通用的民法典。該委員會最終制定出了《德國民法典》，該法規最終於1900年1月1日生效，對世界各國的法律法規制定產生了深遠的影響。

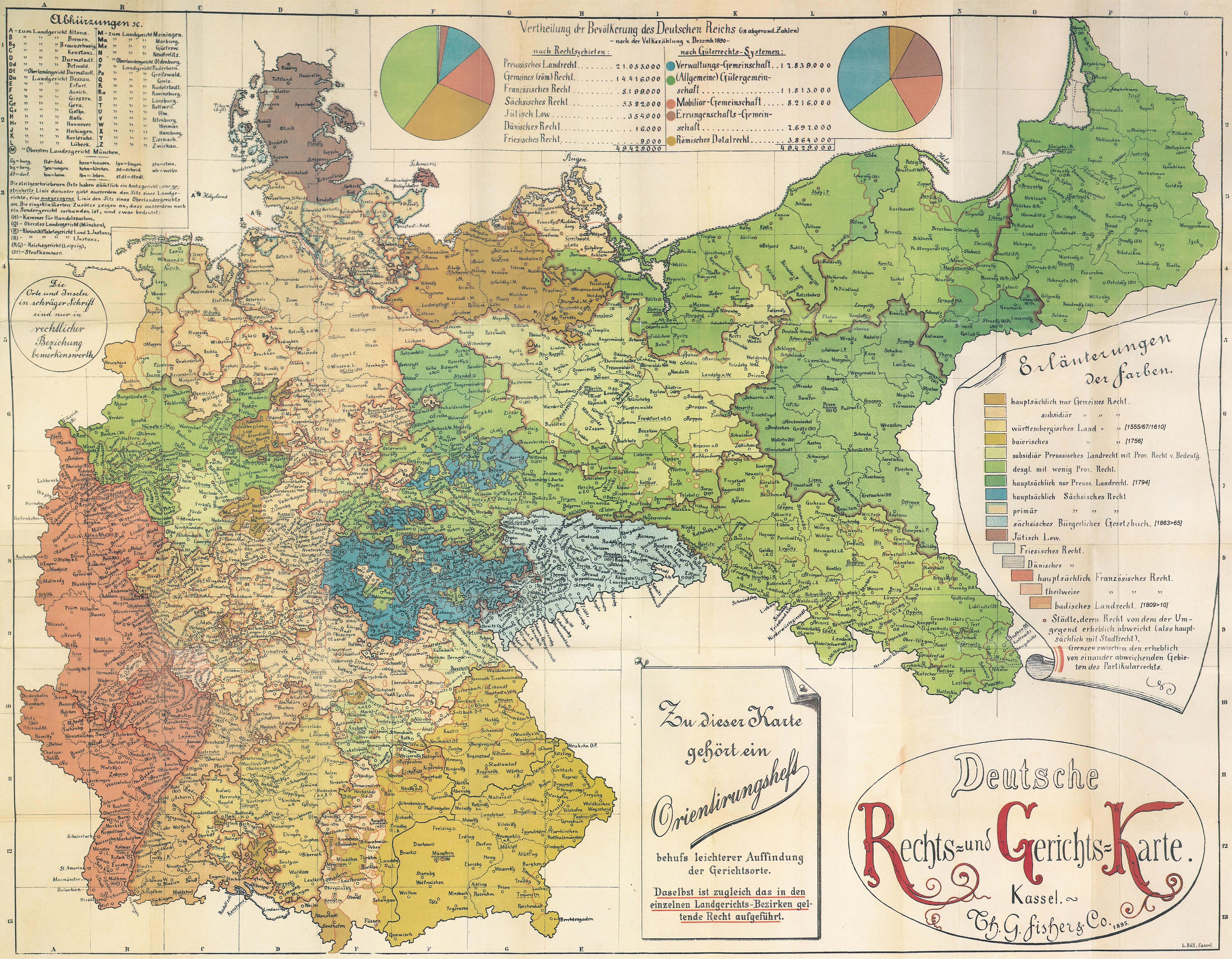
1900年前德國不同的司法體系
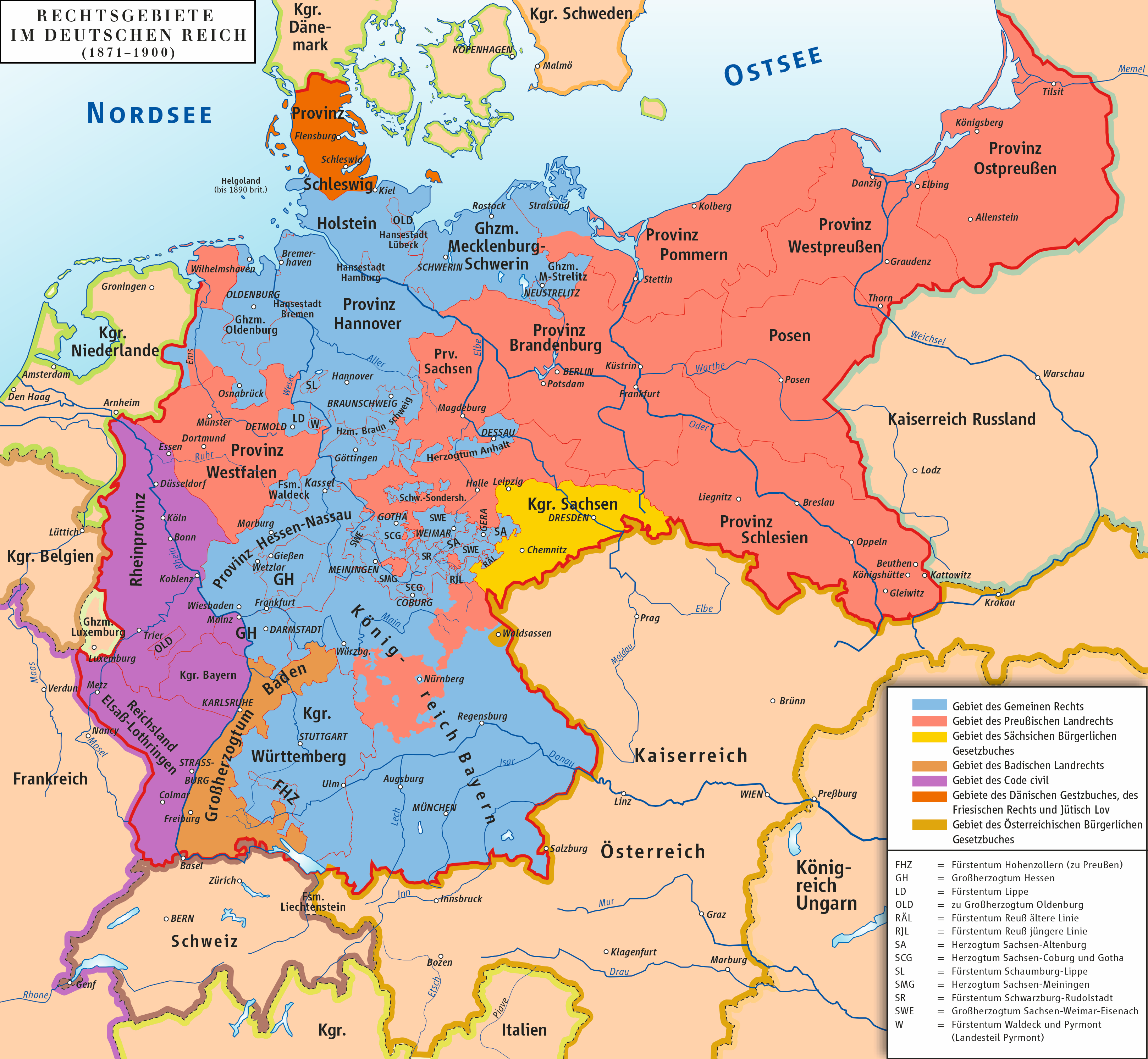
德意志帝國內不同的法律體系
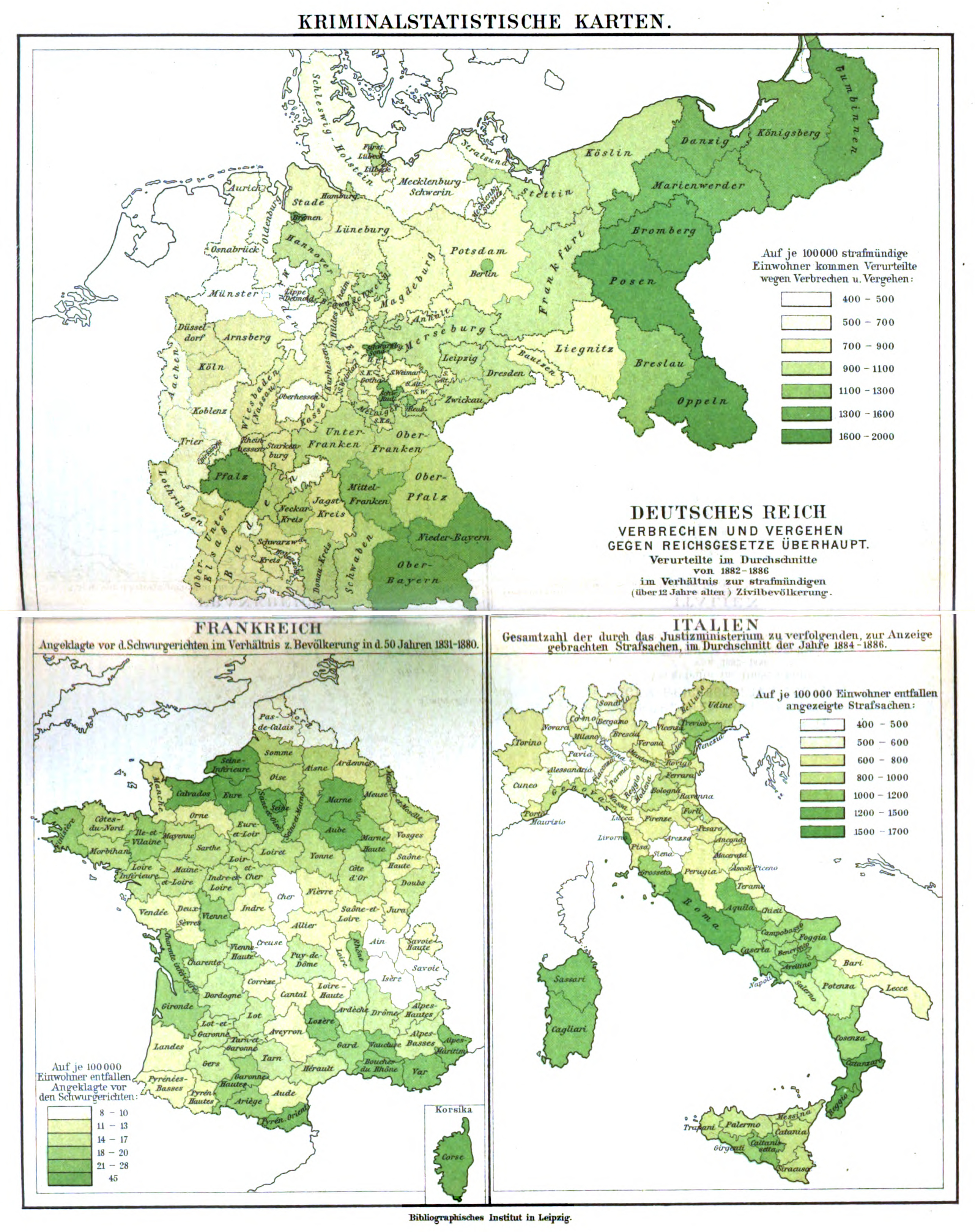
德法義三國各政區人口犯罪比例圖（1882–1886）

### 城市發展
1871年至1910年間，统一的德意志帝國經歷了大規模工業化和城市化。在此期间大量人口從農村地區向城市流動，而他們的生活和工作條件往往很差，这为之後的國內社會的衝突埋下了伏筆。
1871年至1910年間，德國居住在城市地區的人口數量顯著增加。1871年至1910年間，居住在2,000人以下城市的德國人比例從64%下降至40%，而居住在20,000至99,999人城市的德國人比例從8%上升至13%，在同一時期，居住在人口超過100,000人的城市中的人口比例從5%增加到21%。
然而這種城市化在德國各地發生的情況並不均衡。具體而言，德國的城市化和工業化集中在北部和西部的工業區，而德國南部和東部則保留了以農村為主的特徵。例如在1910年，東普魯士和波森65%的人口居住在不到2,000人的小城市中，這個比例在全國中為40%，在萊茵蘭和威斯特法倫為20%。總體而言，這一時期德國最迅猛的城市化發生在萊茵蘭、威斯特法倫、薩克森和勃蘭登堡。此外，這一時期德國的工業發展集中在魯爾、薩克森和西里西亞。在這些地區的總人口中，47%的勃蘭登堡省人口、40%的威斯特伐利亞省人口和50%的萊茵省人口在1910年居住在20,000人或更多的城市中。
1875年至1910年間，德國城市的人口大幅增加。在此期間，擁有超過10,000名居民的德國城市數量從271個增加到576個。同時德國人口超過20萬的城市數量從同期的3個增加到23個。此外，杜伊斯堡、埃森和基爾等城市的人口在此期間都增加了五倍或更多。杜伊斯堡的人口從37,380人增加到229,438人，埃森的人口從54,790人增加到294,653人，基爾的人口從37,246人增加到211,627人。
1900年代，隨著科技發展，一方面帶來了不少問題，例如了水、空氣和土地污染問題，但另一方面亦造就了不少便民設施，不但政府提供供水、電力和煤氣服務，私人企業亦拓展這些服務，以及修建有軌電車改善城市交通網絡。大都市出現了地鐵，街道上亦出現了汽車。
日常娛樂和大眾文化方面，亦呈現多元化特徵。19世紀末，年青一代興起了候鳥運動，侯鳥成員穿著寬身、舒適的休閒服裝出到田野鄉間遠足、宿營等，希望能脫離社會的束縛，過著一種貼近自然身活的方式。這團體對現代政治和教育制度作出批評，有民族主義、反物質主義和反猶太主義的傾向。此外，人民相信實證主義，相信科學法則和進步的必然性。博物館和畫廊紛紛成立，不同的紀念碑亦在各城市建立，用以顯示日耳曼民族的歷史。人民在經濟和公共生活上產生自我意識，成為了「城市的主人」。各種社交俱樂部和政治組織的出現，主導了公共生活、公民道德和價值觀念。
| 德國人口定居城市規模分布（1871–1910） | 德國人口定居城市規模分布（1871–1910） | 德國人口定居城市規模分布（1871–1910） | 德國人口定居城市規模分布（1871–1910） | 德國人口定居城市規模分布（1871–1910） | 德國人口定居城市規模分布（1871–1910） | 德國人口定居城市規模分布（1871–1910） | 德國人口定居城市規模分布（1871–1910） | 德國人口定居城市規模分布（1871–1910） | 德國人口定居城市規模分布（1871–1910） |
| ------------------------------------- | ------------------------------------- | ------------------------------------- | ------------------------------------- | ------------------------------------- | ------------------------------------- | ------------------------------------- | ------------------------------------- | ------------------------------------- | ------------------------------------- |
| 規模/年份                             | 1871                                  | 1875                                  | 1880                                  | 1885                                  | 1890                                  | 1895                                  | 1900                                  | 1905                                  | 1910                                  |
| 少於 2,000                            | 63.9%                                 | 61.0%                                 | 58.6%                                 | 56.3%                                 | 53.0%                                 | 49.8%                                 | 45.6%                                 | 42.6%                                 | 40.0%                                 |
| 2,000 至 4,999                        | 12.4%                                 | 12.6%                                 | 12.7%                                 | 12.4%                                 | 12.0%                                 | 12.0%                                 | 12.1%                                 | 11.8%                                 | 11.2%                                 |
| 5,000 至 19,999                       | 11.2%                                 | 12.0%                                 | 12.6%                                 | 12.9%                                 | 13.1%                                 | 13.6%                                 | 13.5%                                 | 13.7%                                 | 14.1%                                 |
| 20,000 至 99,999                      | 7.7%                                  | 8.2%                                  | 8.9%                                  | 8.9%                                  | 9.8%                                  | 10.7%                                 | 12.6%                                 | 12.9%                                 | 13.4%                                 |
| 100,000 及以上                        | 4.8%                                  | 6.2%                                  | 7.2%                                  | 9.5%                                  | 12.1%                                 | 13.9%                                 | 16.2%                                 | 19.0%                                 | 21.3%                                 |

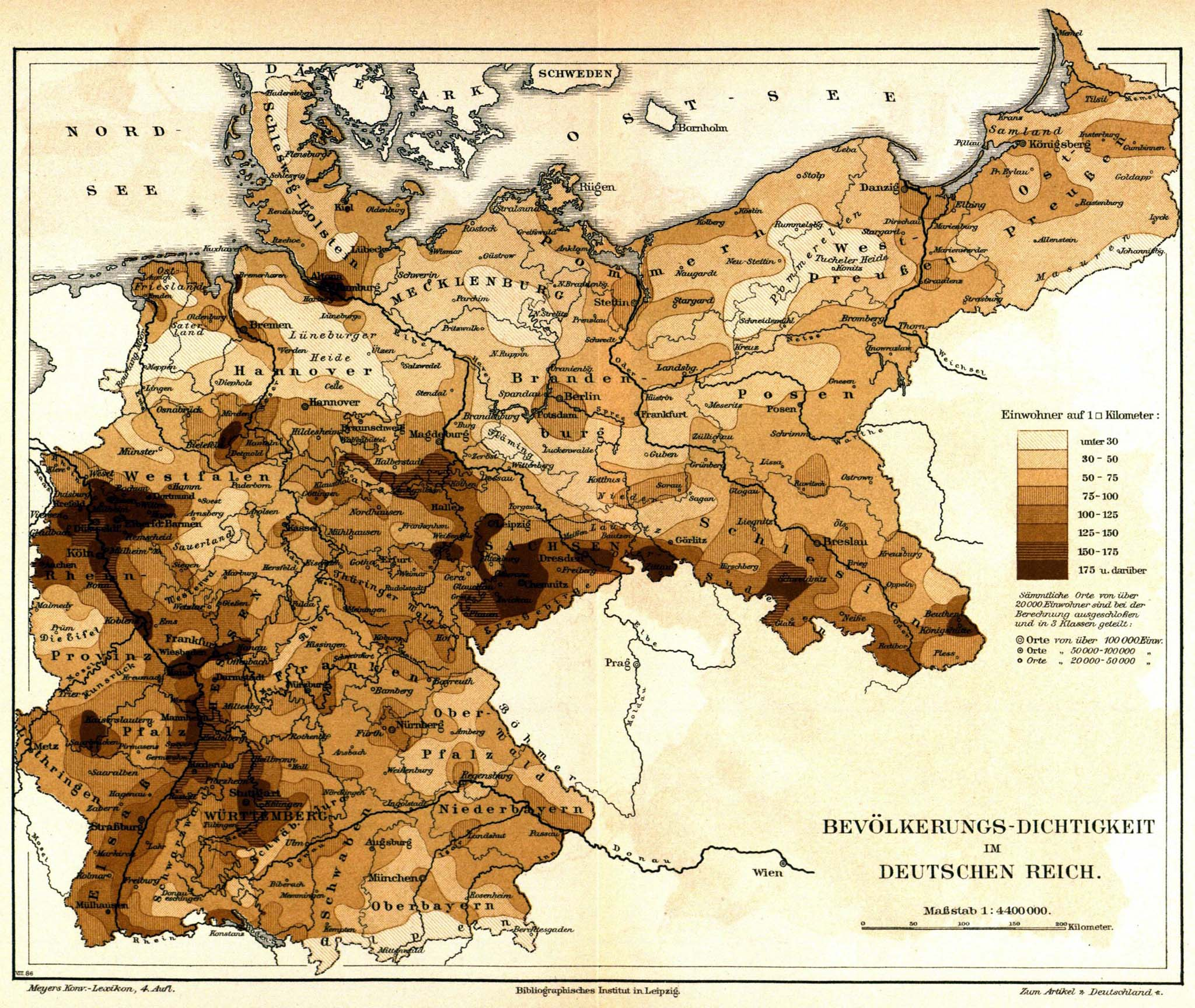
人口密度（1885年）
帝國議會選區
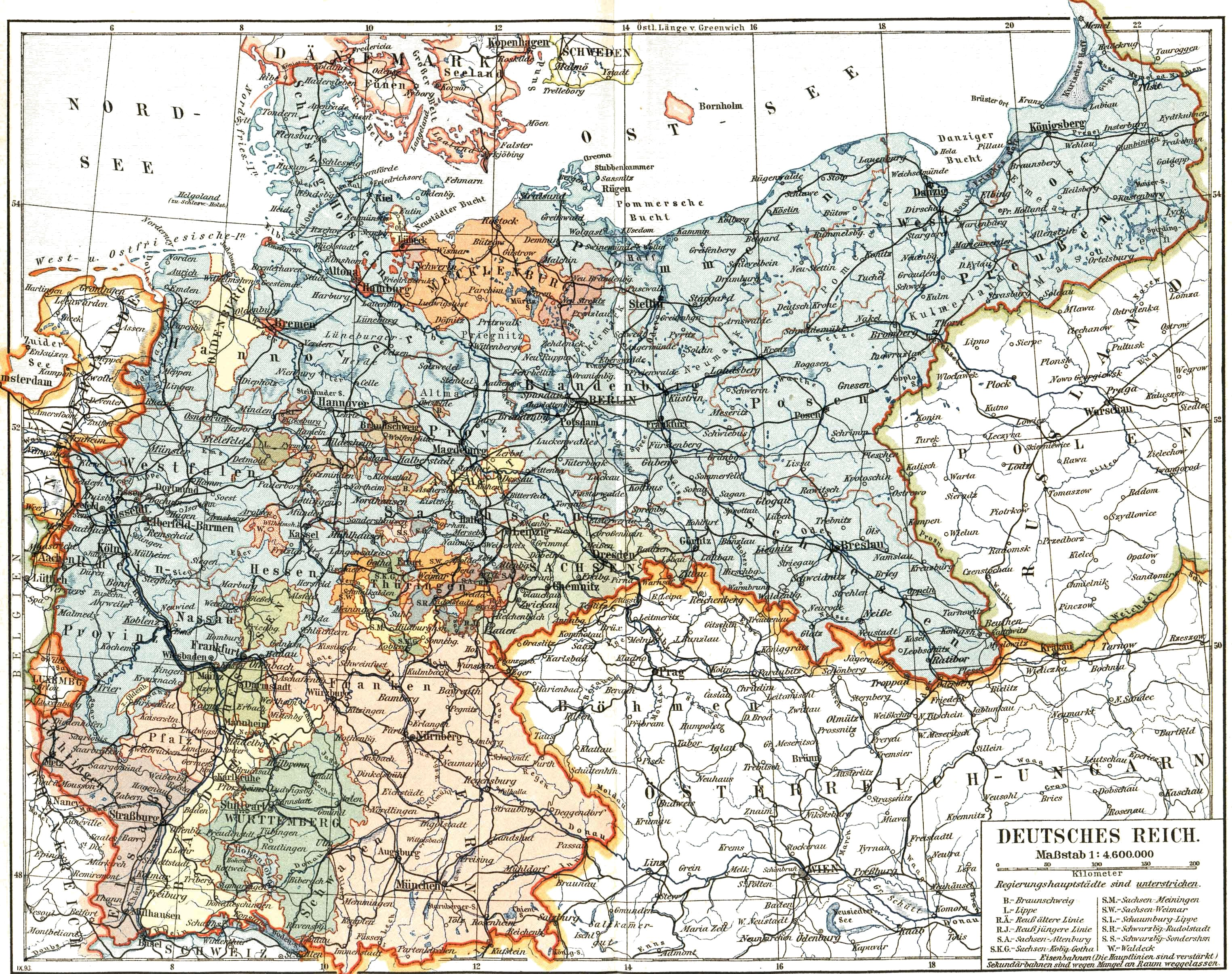
1893年的帝國組成各部分及重要城市

### 平权福利
德國國內男女不平等現象甚為普遍，婦女是沒有投票權的二等公民、法律對婦女的歧視、同工不同酬、受教育權利、甚至在1908年帝國結社法通過前婦女是沒有參與政治權利，包括工會和政黨。戰前避孕方法極不普及，故每家庭都有4至5名子女，加上死亡率漸漸下降，導致人口急增。德國出現了婦女運動，爭取教育和就業平等。資產階級婦女並對只局限在家庭領域的生活並不滿足，由於她們的女兒在完成學業與結婚之間有一段很長的時期，因此希望尋求更多教育和就業機會。1865年成立的德國婦女會和萊特會便在帝國成立初期積極爭取這些要求。他們的努力在20世紀初漸見成效，儘管受到德國各邦男性的反對，女性終於能夠有機會接受高等教育。
相比歐洲其它國家，德國的教育制度可以說是相當進步。19世紀初多數邦通過立法，規定國民須接受小學義務教育。1871年，普魯士就有33000所初級學校，在學學童約400萬人，1911年增至39000所，學生高達650萬人。因此德國民眾識字率甚高，直到十九世紀末，每1000名德國人中，無法讀寫的文盲不到5人。學校向學生灌輸忠君愛國、紀律、苦幹的觀念，眾多課目中歷史科最為重視，學童須熟習德國歷史。然而只有少數人能在完成小學後繼續接受教育，只有關係良好的富家子弟才能升讀中學和大學。1871年的德國共有13,000名大學生，這數字在1885年上升至27,000人，而大學亦不鼓勵大學生以批評眼光判斷時事。普魯士女學生能參加1908年的高中畢業考試。在一戰前，約有4,000名女性接受高等教育。

## 語言

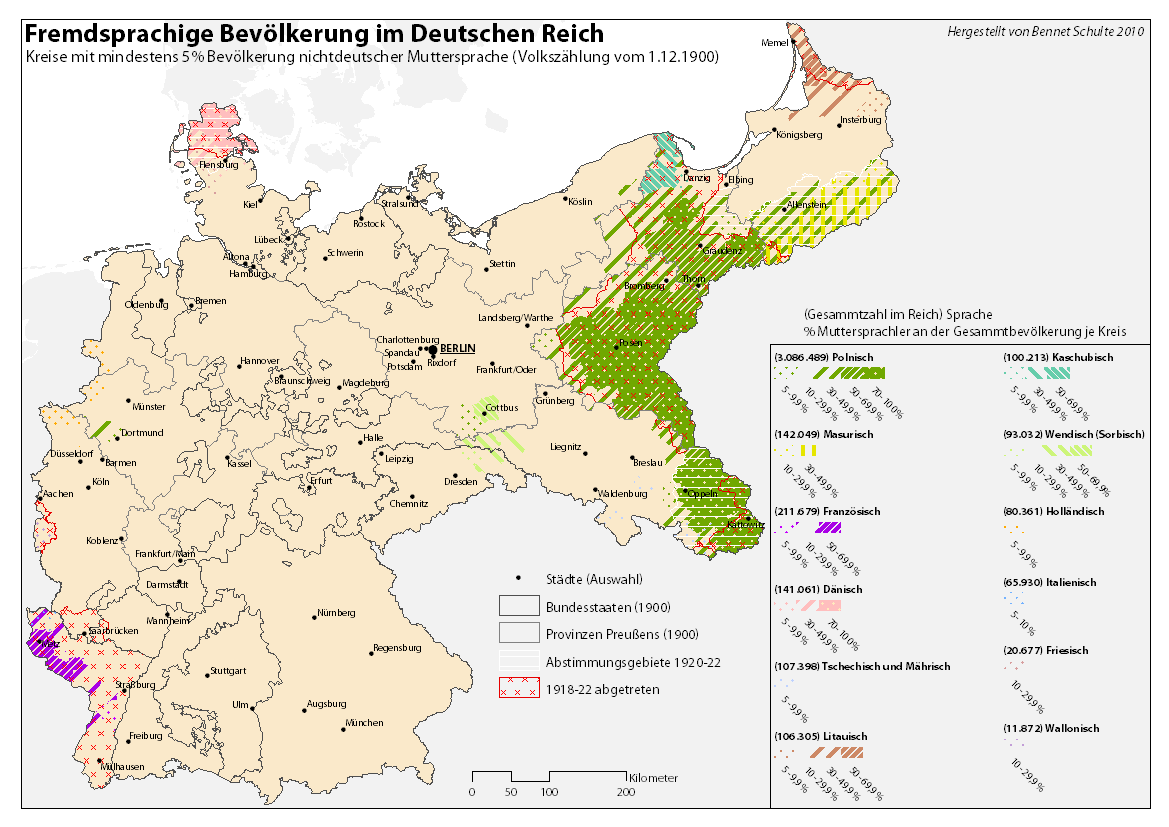
1900年德意志帝國各區（kreis）的語言使用者比例

德意志帝國中大約92％的人口以德語作為第一語言，1880年，德語的語法和拼寫規則首次出現在杜登辭典中。1901年，這被一詞典宣佈為標准德語的規範。標準德語正字法隨後基本上沒有修改，直到1998年德國、奧地利、列支敦士登和瑞士的政府代表正式頒布了1996年的德語拼寫改革。改革後的德語拼寫經歷了八年的過渡期，在此期間，大部分學校都教授了改革後的拼寫，而媒體則並存了傳統的拼寫和改革的拼寫。
在19世紀後期，德語取代拉丁語成為西方科學的通用語言，這一地位持續到二戰結束。 那個時代許多最偉大的科學論文首先以德語發表，例如阿爾伯特·愛因斯坦、馬克斯·普朗克、威廉·倫琴和馮·諾伊曼的論文。
少數民族中，唯一數量明顯的少數族裔語言（5.4％）是波蘭語，它的使用者主要分布在波蘭被普魯士瓜分的波森（波茲南）地區。
非德語日耳曼語（0.5％），例如丹麥語，荷蘭語和弗里斯蘭語，位於帝國的北部和西北部，靠近丹麥，荷蘭，比利時和盧森堡的邊界。低德語在整個德國北部都被使用，儘管在語言上與高德語的區別等同於與荷蘭語和英語的區別，但被歸為“德語”的範疇。丹麥語和弗里斯蘭語主要在普魯士的石勒蘇益格-荷爾斯泰因州北部使用，而荷蘭語在普魯士的西部邊界地區（漢諾威、威斯特法伦和萊茵省）使用。
波蘭語和其他西斯拉夫語言（6.28％）主要在東部使用。少數（0.5％）會講法語，其中絕大多數在阿爾薩斯-洛林地區，法語人口占此地總人口的11.6％。
人口统计
| 語言           | 人數       | 比例  |
| -------------- | ---------- | ----- |
| 德語           | 51,883,131 | 92.05 |
| 德語和其他外語 | 252,918    | 0.45  |
| 波蘭語         | 3,086,489  | 5.48  |
| 法語           | 211,679    | 0.38  |
| 馬蘇里亞語     | 142,049    | 0.25  |
| 丹麥語         | 141,061    | 0.25  |
| 立陶宛語       | 106,305    | 0.19  |
| 卡舒比語       | 100,213    | 0.18  |
| 索布語         | 93,032     | 0.16  |
| 荷蘭語         | 80,361     | 0.14  |
| 義大利語       | 65,930     | 0.12  |
| 摩拉維亞語     | 64,382     | 0.11  |
| 捷克語         | 43,016     | 0.08  |
| 弗里斯蘭語     | 20,677     | 0.04  |
| 英語           | 20,217     | 0.04  |
| 俄語           | 9,617      | 0.02  |
| 瑞典語         | 8,998      | 0.02  |
| 匈牙利語       | 8,158      | 0.01  |
| 西班牙語       | 2,059      | 0.00  |
| 葡萄牙語       | 479        | 0.00  |
| 其他外語       | 14,535     | 0.03  |
| 帝國公民       | 56,367,187 | 100   |

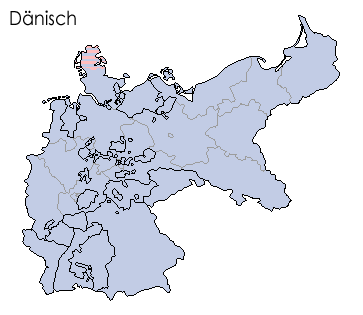
丹麥語
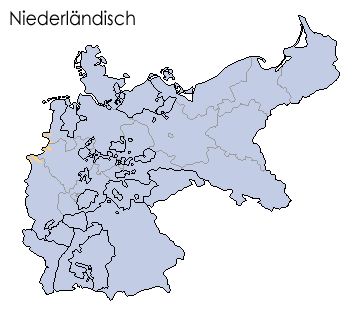
荷蘭語
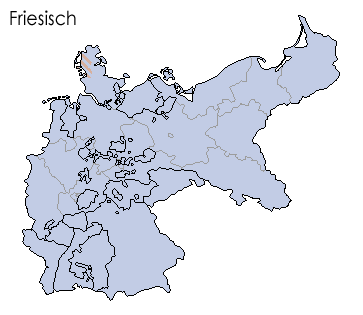
弗里斯蘭語
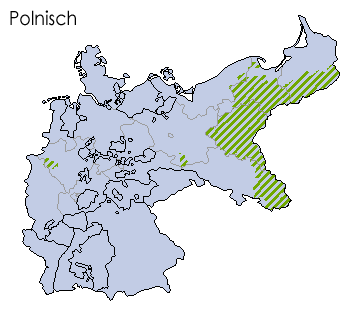
波蘭語
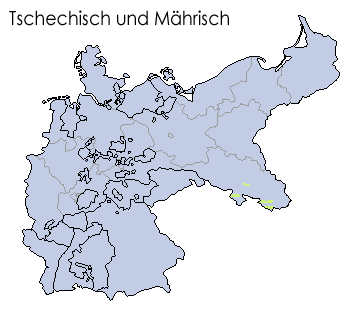
捷克語
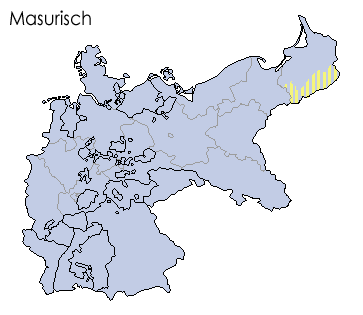
馬蘇里亞語
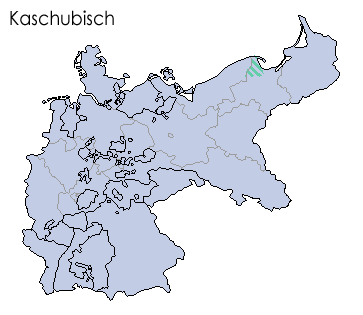
卡舒比語
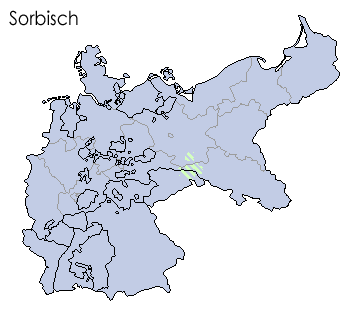
索布語
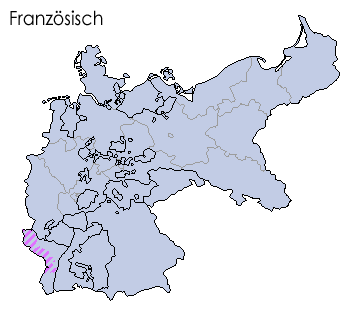
法語
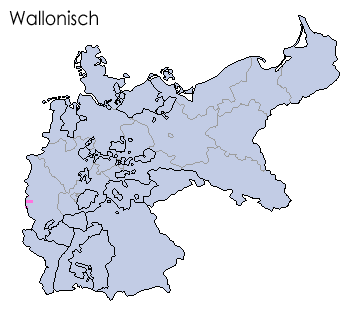
瓦隆語
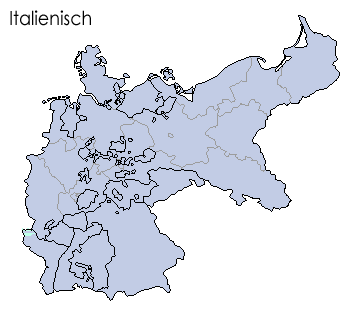
義大利語
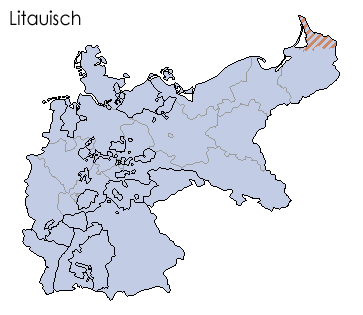
立陶宛語
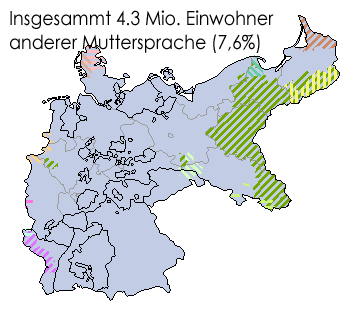
非德語

## 宗教

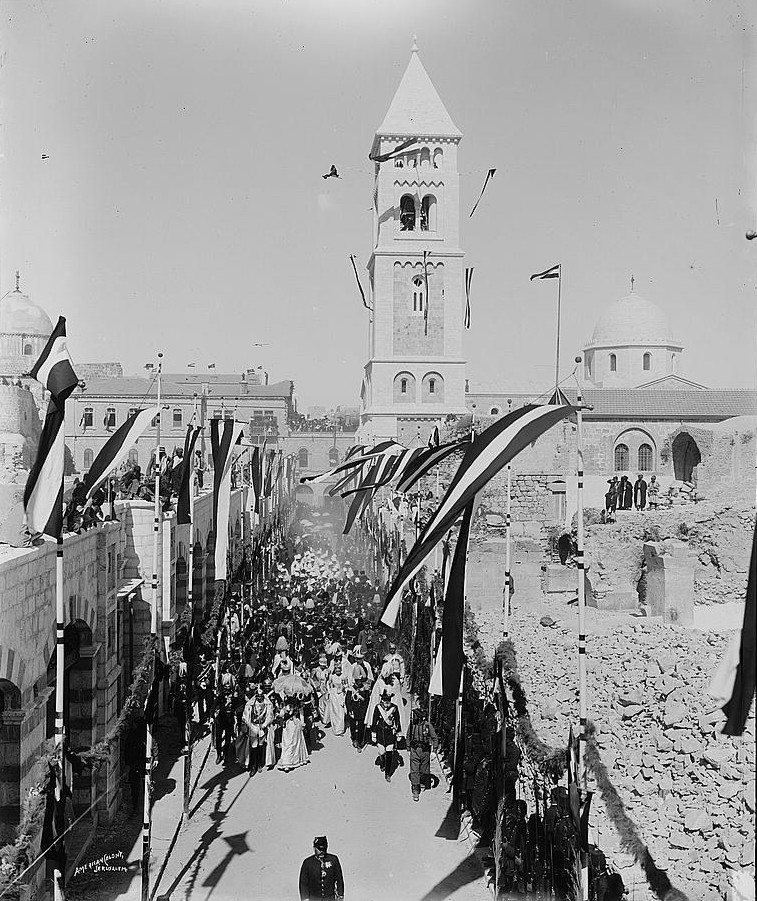
作為“普魯士諸省福音會最高總督”的威廉二世皇帝和皇后奧古斯塔·維多利亞拜謁位於耶路撒冷的路德會救贖主堂（1898年10月31日）

總的來說德意志帝國的宗教人口統計数据幾乎不變，仍然是幾乎完全是天主教的區域（下巴伐利亞和上巴伐利亞，威斯特法伦，上西里西亞等）和幾乎完全是新教的區域（石勒蘇益格-荷爾斯泰因，波美拉尼亞，薩克森等）。宗教偏見，特別是對混合婚姻的偏見，仍然很普遍。然而通過內部的移民，宗教交融逐漸地變得越來越普遍。在東部地區，宗教和種族緊密聯繫，“新教徒=德意志人，天主教徒=波蘭人”這一等式成為社會的共識。在西部，魯爾和威斯特伐利亞受移民影響的發達地區地區以及一些大城市，宗教環境發生了很大變化，天主教逐漸被新教影響、代替。
德國的宗教對政治產生了非常大影響。在天主教地區，中央黨有很多選民。另一方面，社會民主黨和自由聯盟在魯爾的天主教地區幾乎得不到任何選票。隨著德意志帝國最後幾十年的世俗化，這種情況開始改變。
| 面積          | 新教       | 新教  | 天主教     | 天主教 | 其他基督教 | 其他基督教 | 猶太教  | 猶太教 | 其他   | 其他 |
| 面積          | 數量       | %     | 數量       | %      | 數量       | %          | 數量    | %      | 數量   | %    |
| ------------- | ---------- | ----- | ---------- | ------ | ---------- | ---------- | ------- | ------ | ------ | ---- |
| 普魯士        | 17,633,279 | 64.64 | 9,206,283  | 33.75  | 52,225     | 0.19       | 363,790 | 1.33   | 23,534 | 0.09 |
| 巴伐利亞      | 1,477,952  | 27.97 | 3,748,253  | 70.93  | 5,017      | 0.09       | 53,526  | 1.01   | 30     | 0.00 |
| 薩克森        | 2,886,806  | 97.11 | 74,333     | 2.50   | 4,809      | 0.16       | 6,518   | 0.22   | 339    | 0.01 |
| 符騰堡        | 1,364,580  | 69.23 | 590,290    | 29.95  | 2,817      | 0.14       | 13,331  | 0.68   | 100    | 0.01 |
| 巴登          | 547,461    | 34.86 | 993,109    | 63.25  | 2,280      | 0.15       | 27,278  | 1.74   | 126    | 0.01 |
| 阿爾薩斯-洛林 | 305,315    | 19.49 | 1,218,513  | 77.78  | 3,053      | 0.19       | 39,278  | 2.51   | 511    | 0.03 |
| 德意志帝國    | 28,331,152 | 62.63 | 16,232,651 | 35.89  | 78,031     | 0.17       | 561,612 | 1.24   | 30,615 | 0.07 |

在帝國的海外殖民地，數百萬的人口信仰當地宗教，同時，大約兩百萬的穆斯林在德國統治下的東非生活。

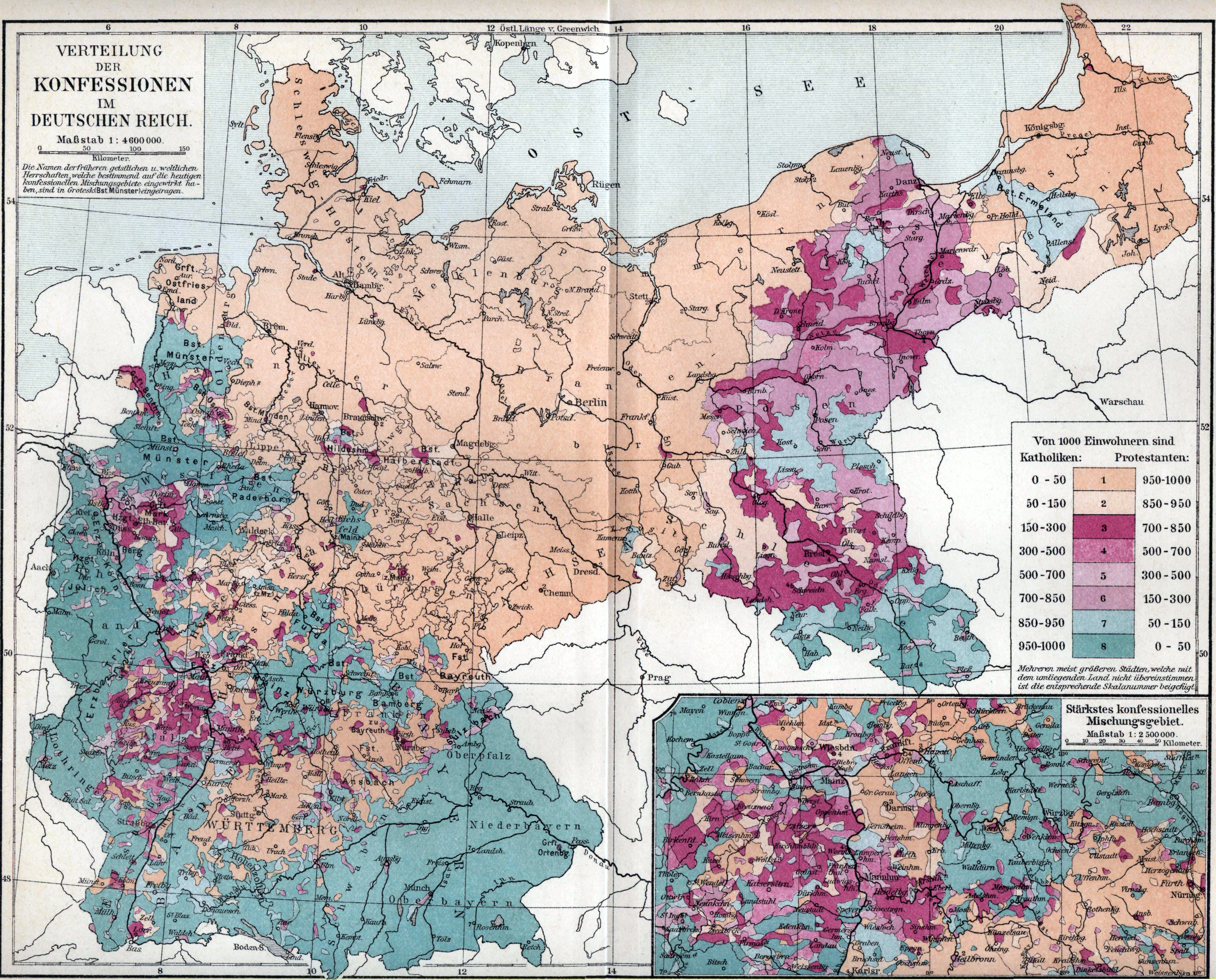
德意志帝國的新教和天主教分佈
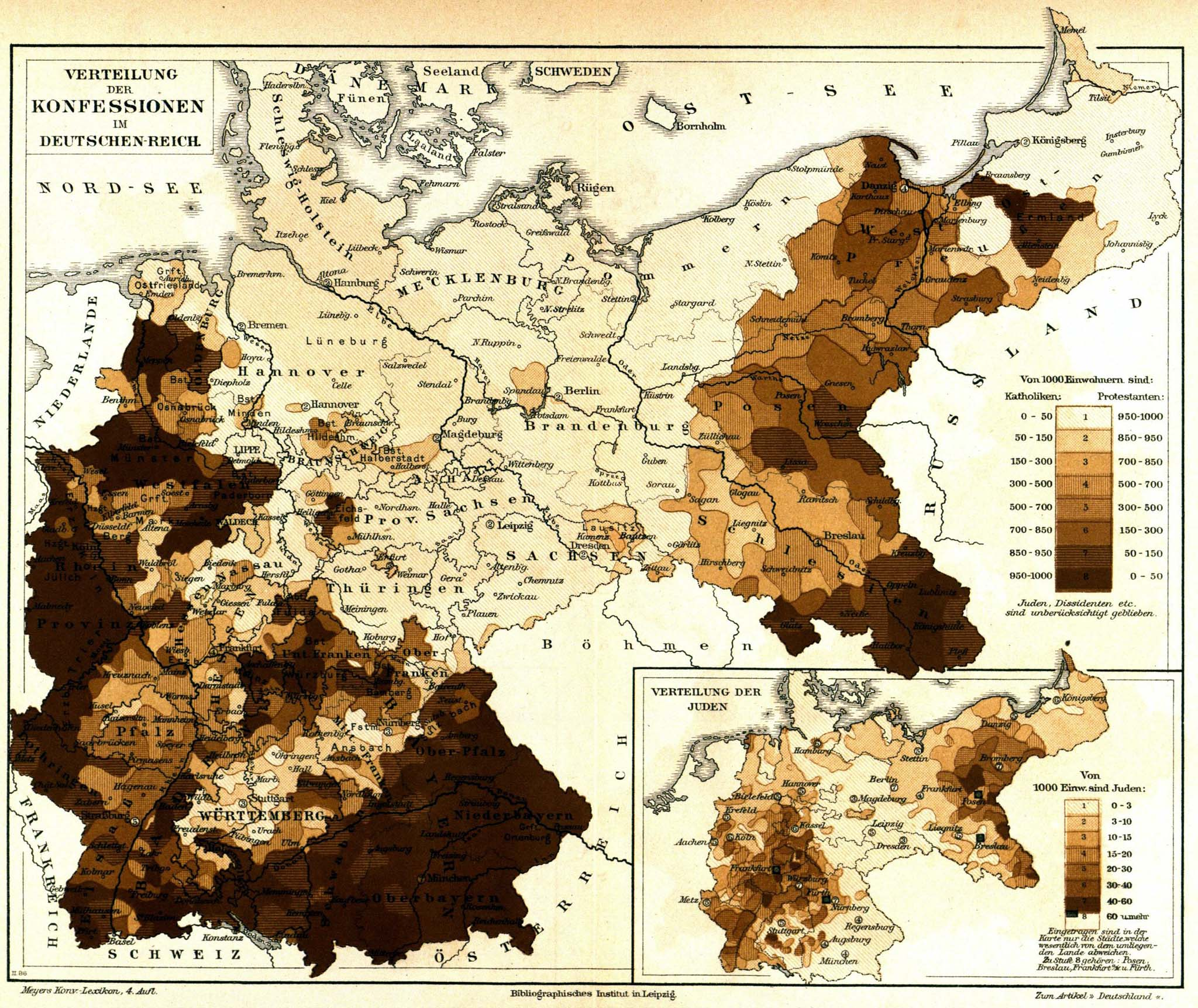
德意志帝國的新教、天主教和猶太教分佈（Meyers Konversationslexikon)
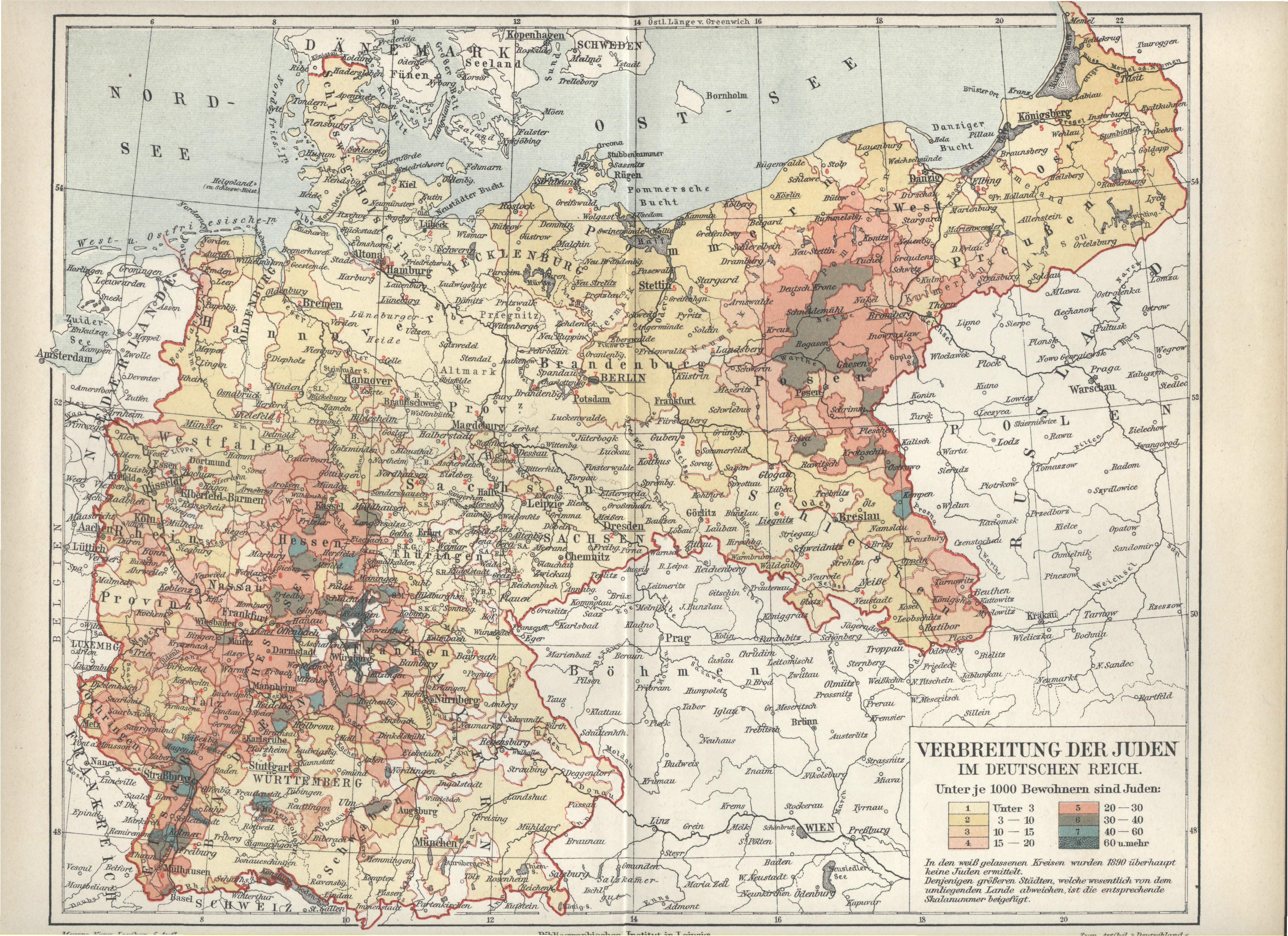
德意志帝國的猶太教分佈

## 文化

### 哲學藝術
德意志帝國時期生了大量對後世影響深遠的思想文化人物。卡爾·馬克思提出了社會主義學說，他的著作《資本論》在1860至90年代陸續出版。弗里德里希·尼采最初是叔本華的簇擁，然而他很快就拒絕了后者消極的人生觀，並尋求提供一種積極的哲學。他的哲學思想攻擊人們自滿於呆板、淺薄和庸俗的生活，在超人和奮進中尋求解脫，他在19世紀末接連出版了《善惡的彼岸》《查拉圖斯特拉如是說》《悲劇的誕生》等作品。托马斯·曼1900年的小說《布登勃洛克一家》記錄了德國北方一個資產階級家庭幾代人的銳變，描繪了1835年至1870年代間德國經濟與社會的變化。次年，在被普魯士科學院的18位院士联名推荐后，文学家兼史学家特奧多爾·蒙森因巨作《罗马史》而获得诺贝尔文学奖。十年后，格哈特·霍普特曼以其空靈的詩歌和散文獲得了1912年的諾貝爾文學獎。赫爾曼·黑塞的最初兩篇長篇作品《彼得·卡門青》和《在輪下》在1904和06年相繼發表，使其迅速成名。他因“高度的創意和深刻的洞見”而獲得了1946年的諾貝爾文學獎，並在戰後的自由主義思潮中受到大量歡迎。埃德蒙德·胡塞尔在1886年至1916年间分别在哈雷-维滕贝格大学与哥廷根大学教书，他在此期间的研究对现象学和认识论的发展具有承前启后的价值。1913年，卡尔·雅斯贝尔斯的《一般精神病理學》发表，此书已成為精神病理學的經典著作，許多現代診斷標準都源於其中的觀點。浪漫派音樂大師理查德·瓦格纳的音樂劇主要以中世紀作題材，探究社會中的深層緊張關係，代表作有《尼伯龙根的指环》《紐倫堡的名歌手》等。此時期的繪畫已脫離浪漫派，進入寫實的風格，代表者有威廉·莱布尔、埃米尔·诺尔德等，前者擅長描畫農民的生活和繪製肖像畫，后者通过色彩浓烈的水彩展现出表现主义的主题。

德意志帝國時期思想文化方面著名人物
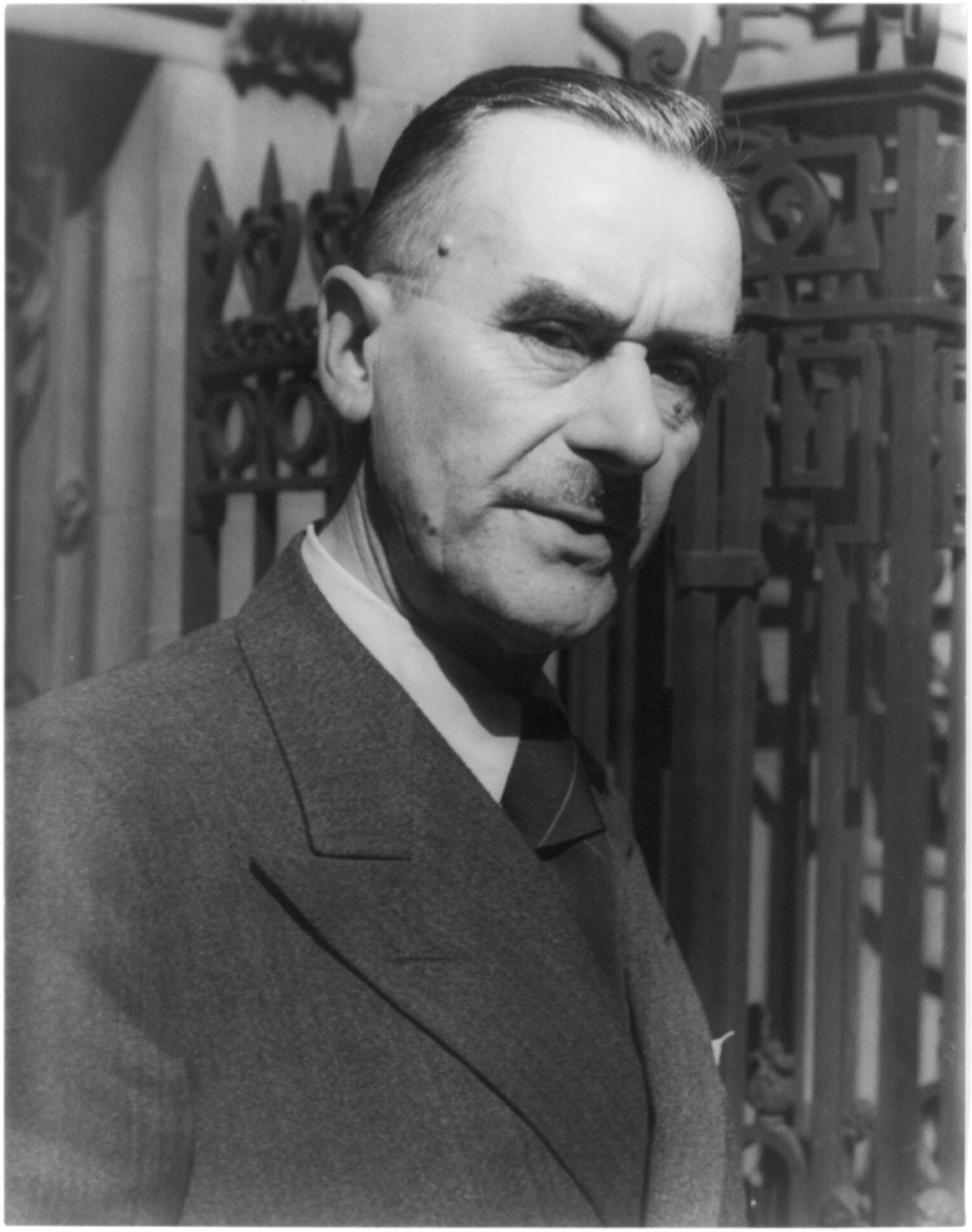
托馬斯·曼 Thomas Mann （1875－1955）
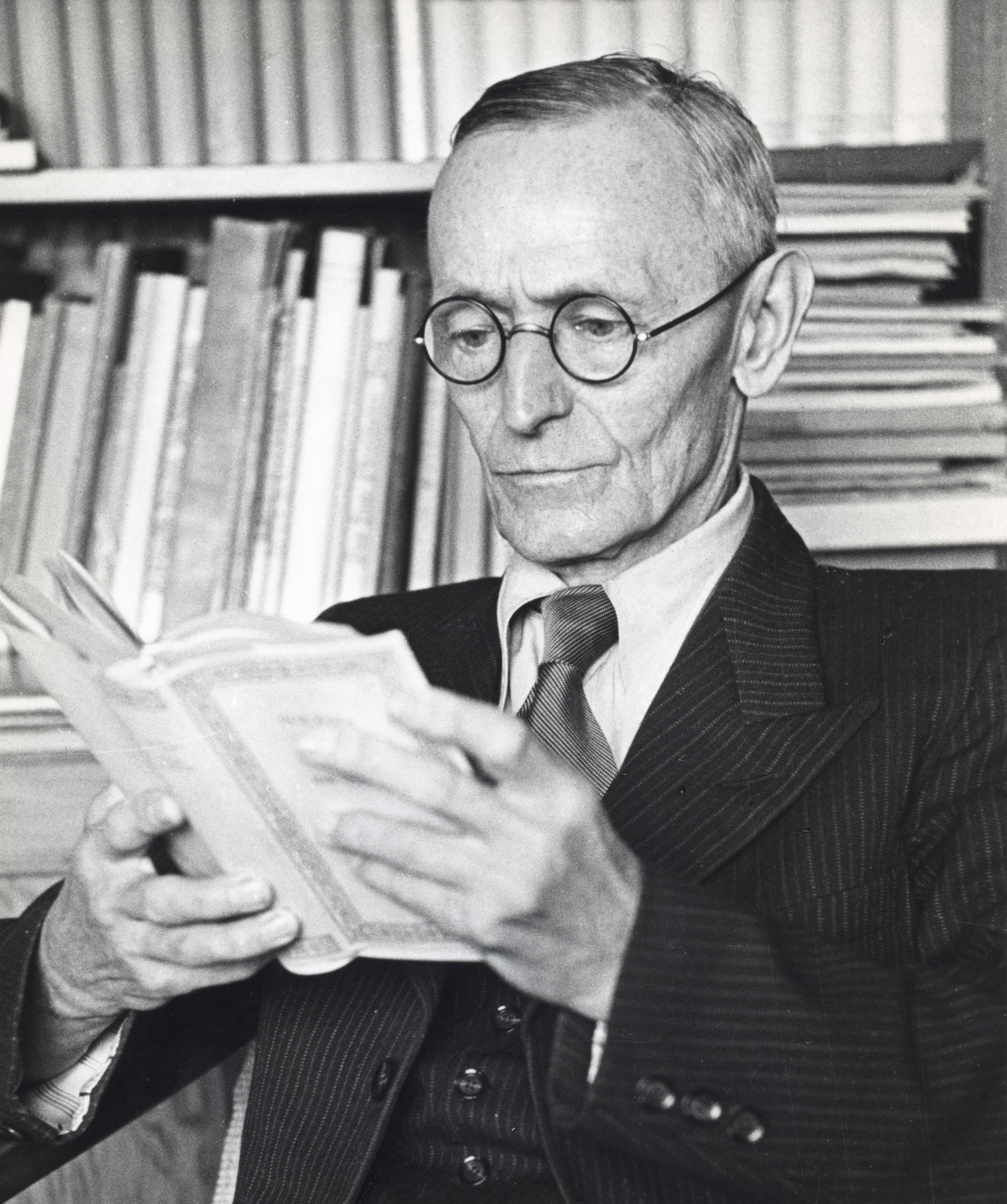
赫爾曼·黑塞 Hermann Hesse （1877－1962）
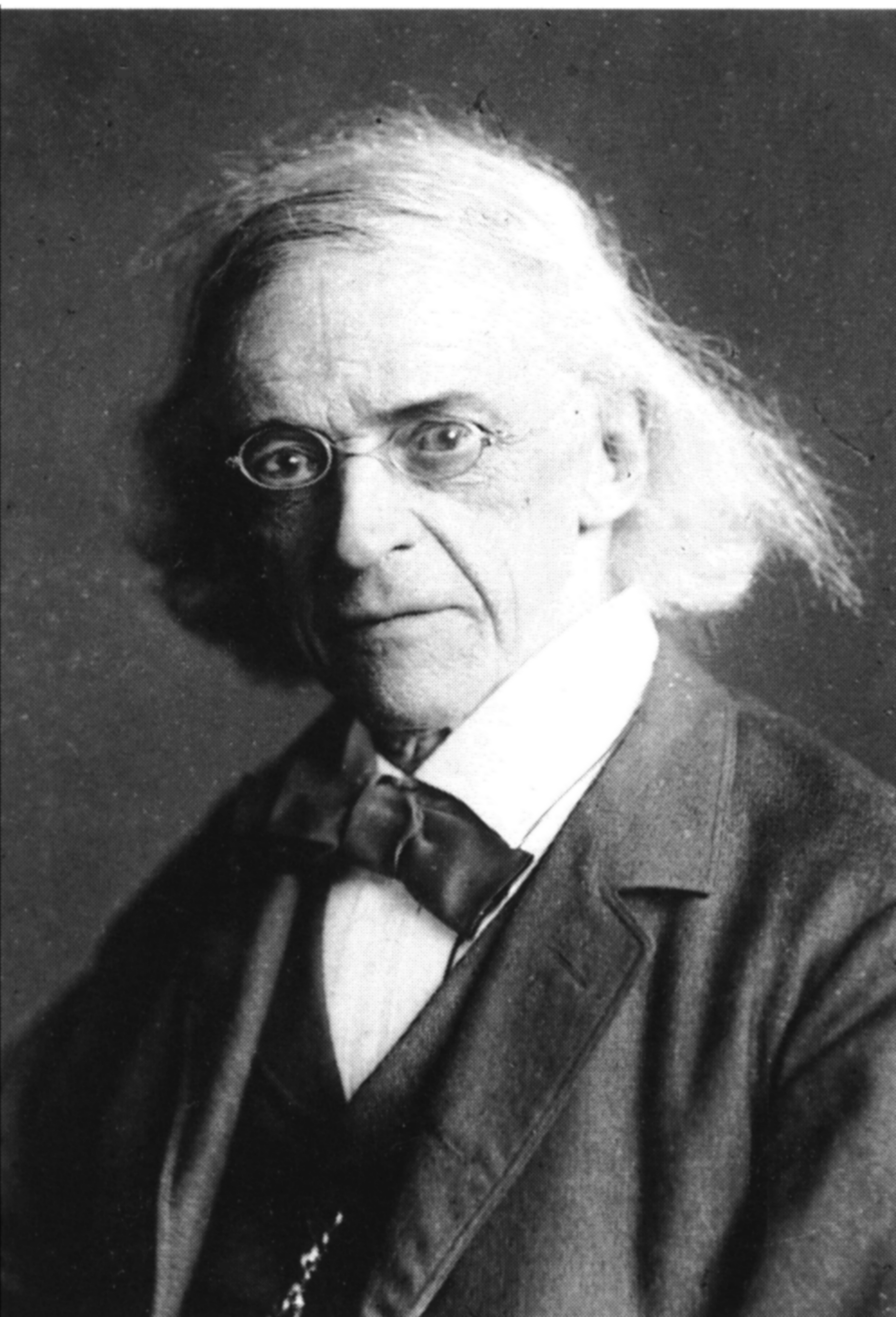
特奧多爾·蒙森 Theodor Mommsen （1817－1903）
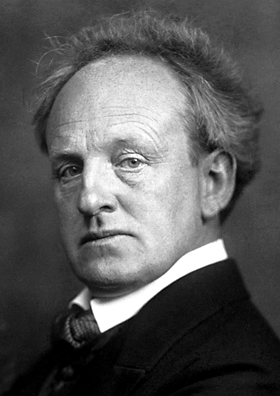
格哈特·霍普特曼 Gerhart Hauptmann （1862－1946）
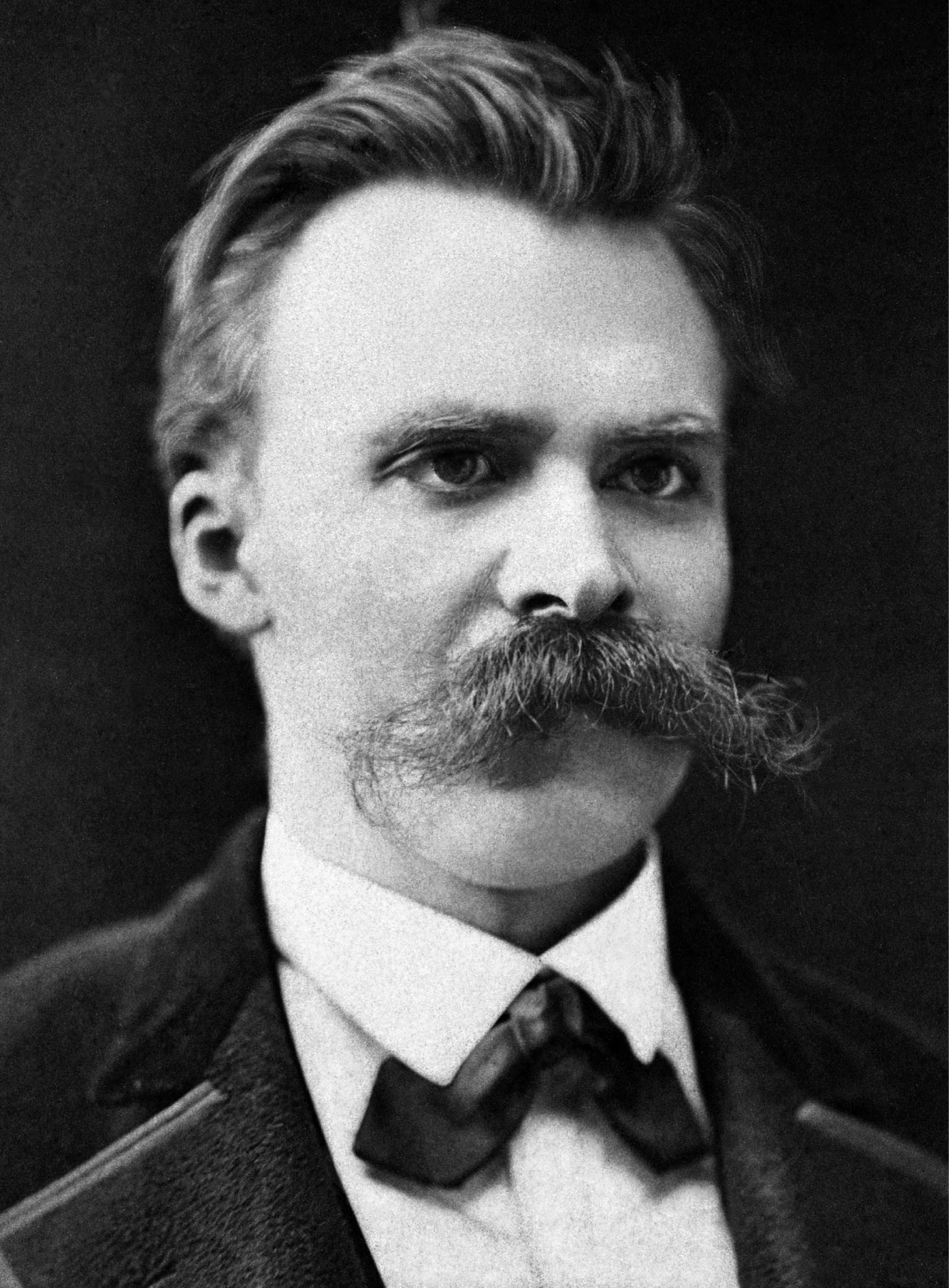
弗里德里希·尼采 Friedrich Nietzsche （1844－1900）
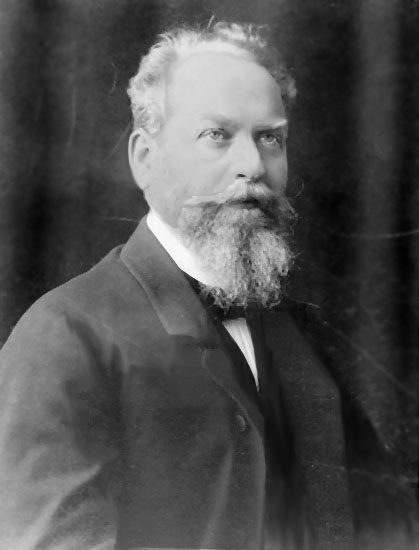
埃德蒙德·胡塞爾 Edmund Husserl （1859－1938）
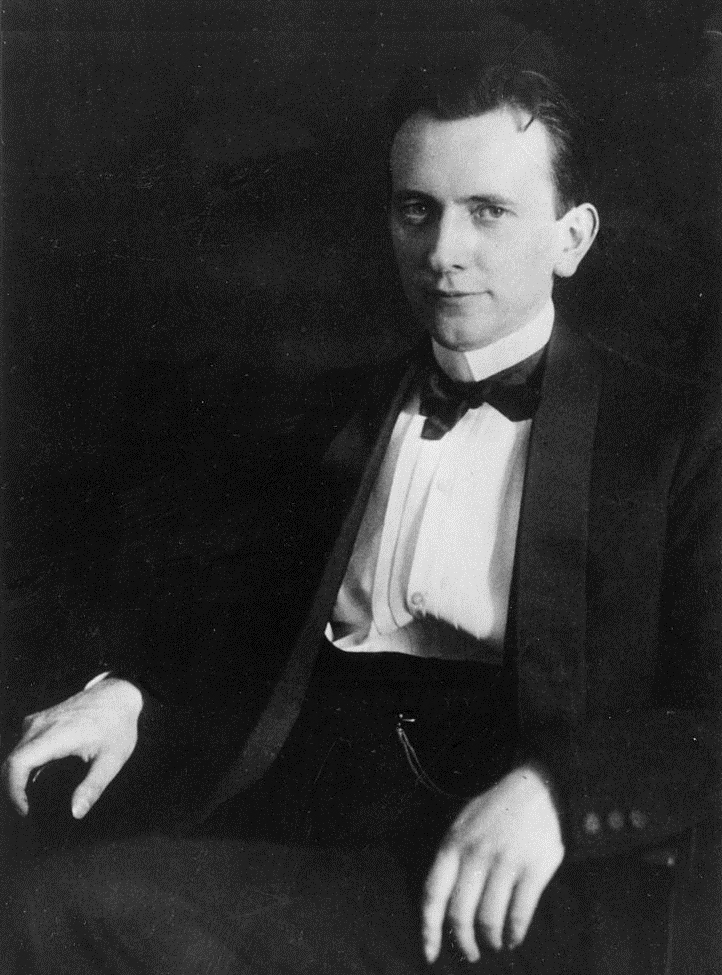
卡尔·雅斯贝尔斯 Karl Jaspers （1883－1969）
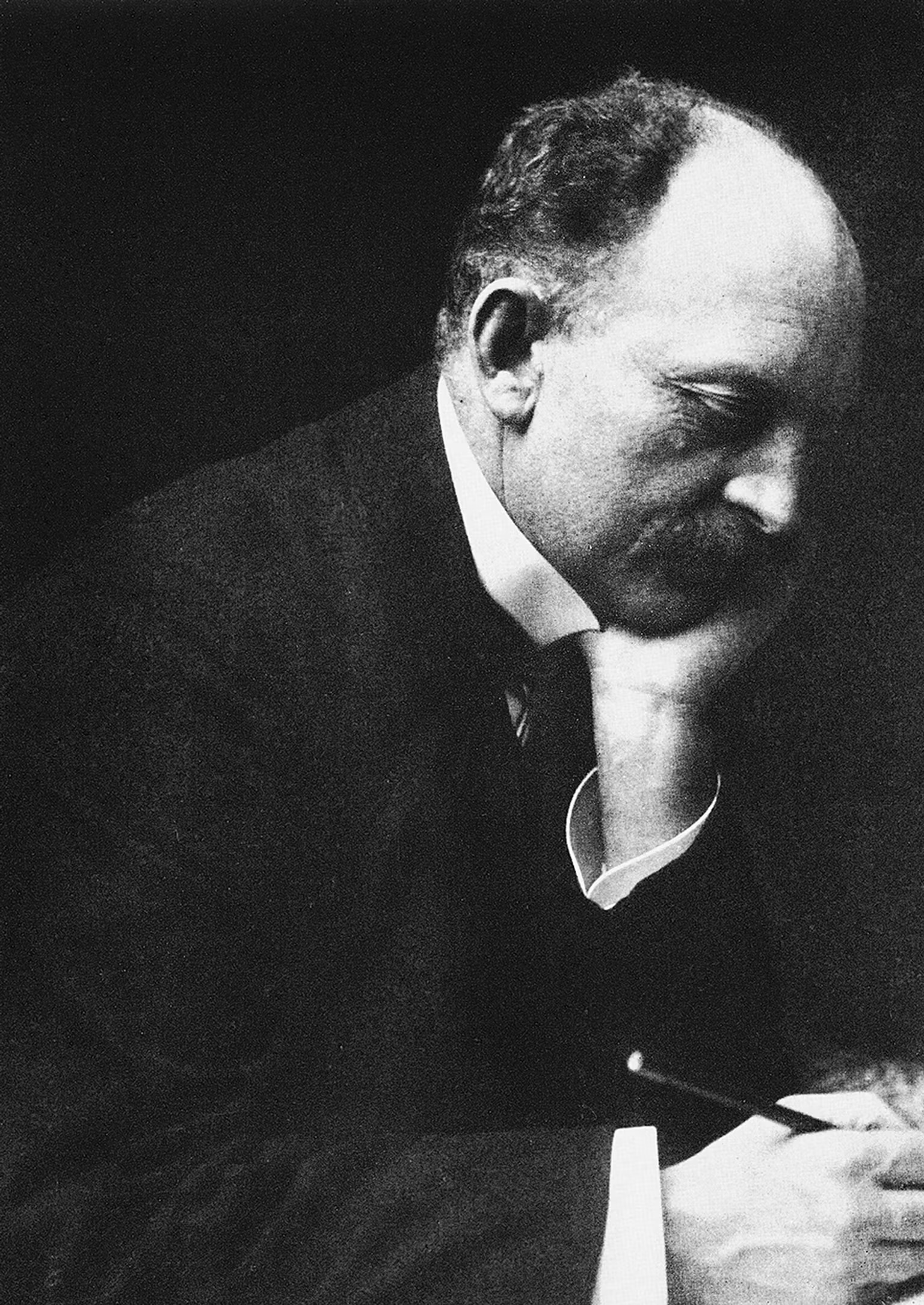
埃米爾·諾爾德 Emil Nolde （1867－1956）
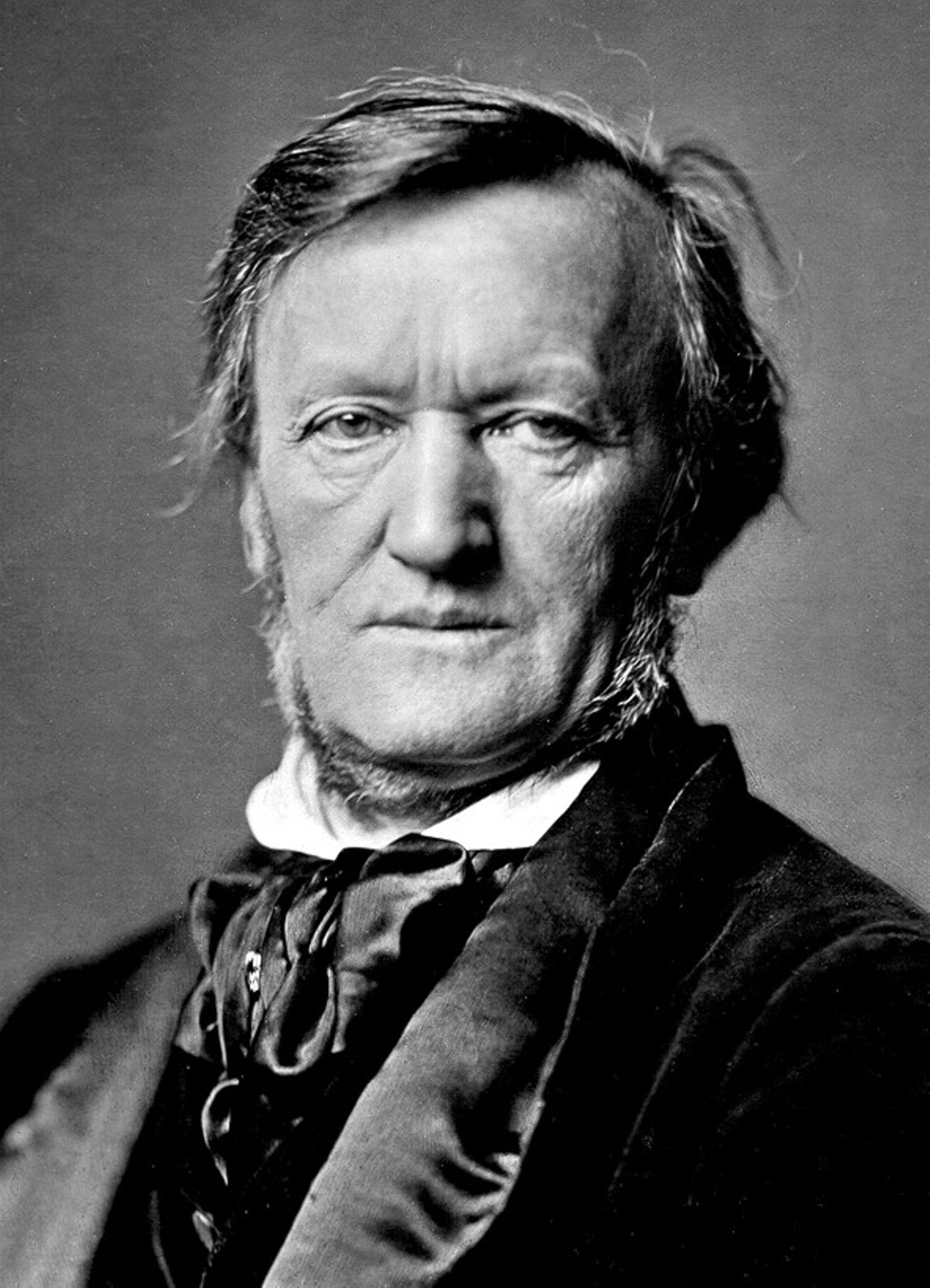
理查德·華格納 Richard Wagner （1813－1883）

- 托馬斯·曼

（1875－1955）
- 赫爾曼·黑塞

（1877－1962）
- 特奧多爾·蒙森

（1817－1903）
- 格哈特·霍普特曼

（1862－1946）
- 弗里德里希·尼采

（1844－1900）
- 埃德蒙德·胡塞爾

（1859－1938）
- 卡尔·雅斯贝尔斯

（1883－1969）
- 埃米爾·諾爾德

（1867－1956）
- 理查德·華格納

（1813－1883）

### 科學技術
在存在的47年中，德意志帝國迅速完成了工業化，並成長為歐陸首屈一指的工業、技術巨頭，自19世纪中期至第二次世界大战结束的百年间，德语實際上作为西方科学界的通用语而存在。
1905年，當時尚不為人所知的愛因斯坦在科學雜誌《物理年鑑》中發表了三篇開創性的論文，第一次向人类介绍了狭义相对论。1915年，他又發表了一系列論文給出了廣義相對論的形式。經過7年的研究，1900年马克斯·普朗克得出了黑體輻射的普朗克公式，這一成就標誌著量子力學的誕生。現代物理學的這兩大支柱均是在20世紀前20年由德國科學家創造，而後又由另兩位德國科學家维尔纳·海森堡和埃爾溫·薛定諤進一步發展。威廉·倫琴發現了X射線，使他成為首位諾貝爾物理學獎得主，而海因里希·赫茲也在電磁學領域做出了突出貢獻，奠定了現代電子通訊的基礎。1904年，奥托·哈恩从镭盐中分离出一种新的放射性物质射钍，随后对天然放射性元素进行了深入的研究，并于1938年发现了核裂变现象，為核能的開發和利用提供了可能。
在化學方面同樣也有許多開創性貢獻。威廉·奥斯特瓦尔德对化学平衡、化学反应速率以及催化剂的作用作出了开创性的贡献，大大推动了现代化学工业的发展。卡爾·博施改進了氨氣合成的方法，使他取得了1931年諾貝爾化學獎。阿道夫·冯·拜耳对有机化学做出了突出贡献，他合成了靛藍、酚酞和荧光素，并在1905年获得了诺贝尔化学奖。赫尔曼·费歇尔因对肼类、糖类的研究，阿道夫·温道斯因对组胺、胆固醇研究，分别获得了1902和1928年的诺贝尔化学奖。
在科技實業方面，德國同時也產生了許多產業巨頭。戈特利布·戴姆勒和卡尔·本茨在1885年製造了第一台汽車，隨後創立了奔馳公司，同時，戈特利布·戴姆勒發明了第一個載重汽車，建立了戴姆勒發動機公司。維爾納·馮·西門子的電氣技術被後世廣泛採用，並製造了海底電纜。魯道夫·狄塞爾發明了柴油。斐迪南·馮·齊柏林伯爵創立了齊柏林飛艇公司，創造了舉世聞名的齊柏林飛艇。奧托·李林塔爾是首位能夠重複成功完成滑翔飛行的人，他雖然在試驗中身死，但促進了航天技術的發展與飛機的發明。

地理學家弗拉迪米爾·柯本綜合了全球的氣候、植被和土壤模式，於1918年歸納創造出了柯本氣候分類法，在經過一些修改後，這一分類法今日通行於世界。柯本的女婿，地質兼氣象學家阿尔弗雷德·魏格纳於1912年詳細闡述了大陆漂移学说，這一理論後續得到證實，成為了今日地質學研究的基礎。保羅·埃爾利希預測了自體免疫的存在，大大推動了免疫學的發展。威廉·馮特開創了實驗心理學和認知心理學，並以《生理心理學的原理》一文宣告了心理學作為一門現代科學的誕生，他因此被後人視為心理學發展的重要里程碑式人物。鲁道夫·菲尔绍是第一个详细描述白血病、血栓形成、栓塞和脊索瘤的人，因其在药学和医学的突出贡献，他被后世称为“现代病理学之父”以及“药学教皇”。

德意志帝國時期科學技術方面著名人物
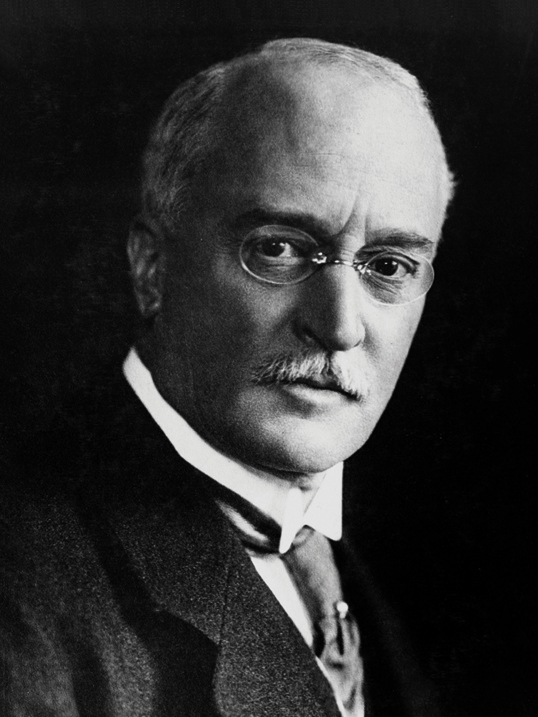
魯道夫·狄塞爾 Rudolf Diesel （1858－1913）
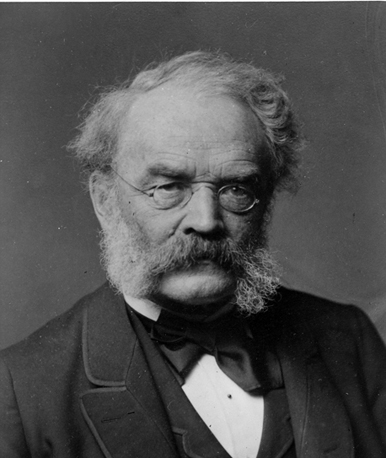
維爾納·馮·西門子 Werner von Siemens （1816－1892）
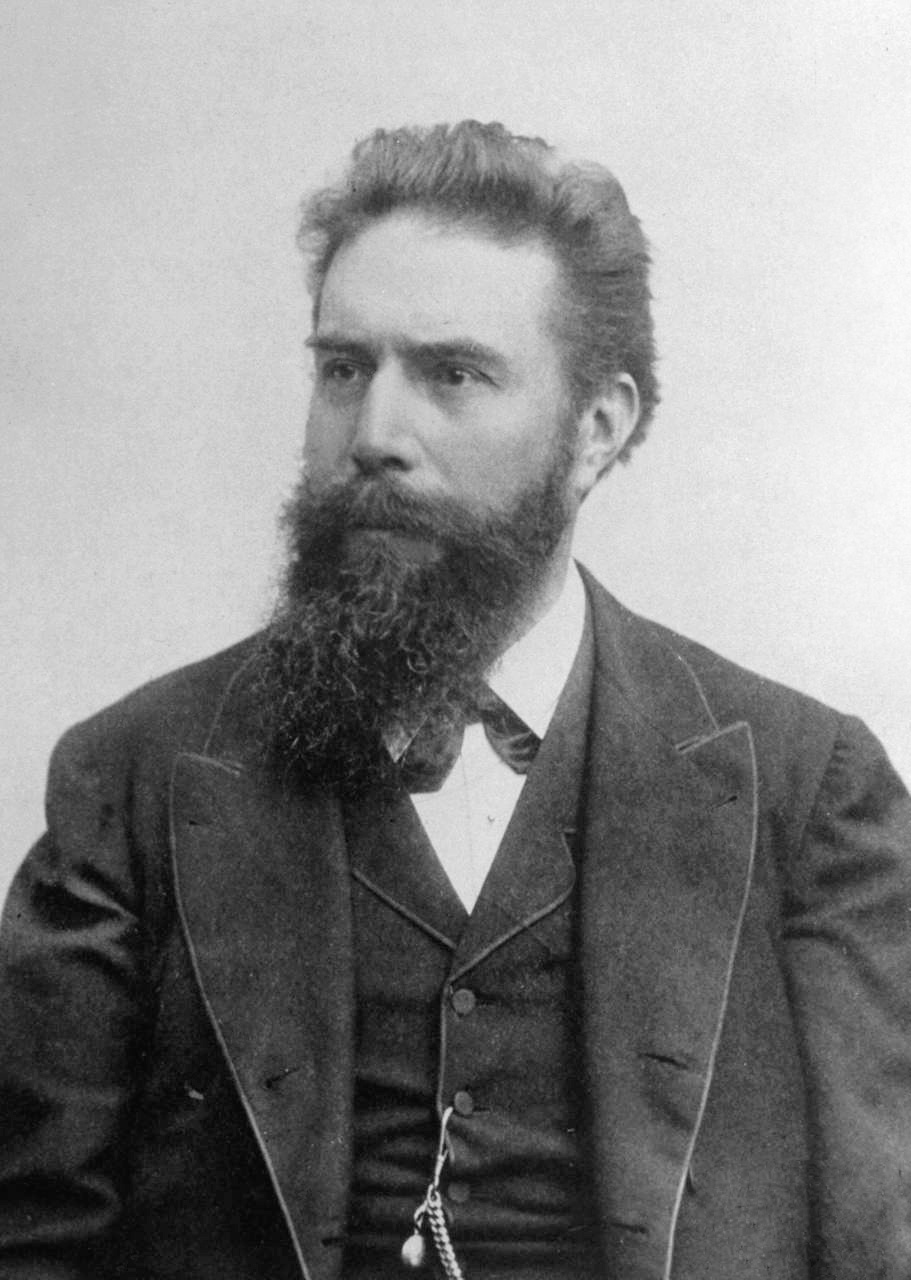
威廉·倫琴 Wilhelm Röntgen （1845－1923）
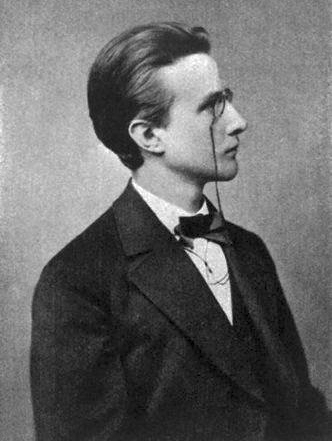
馬克斯·普朗克 Max Planck （1889–1976）
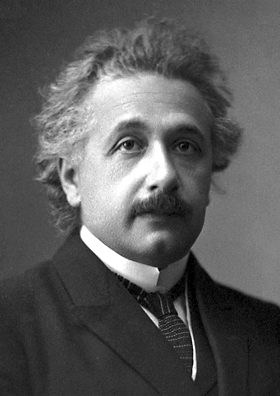
阿爾伯特·愛因斯坦 Albert Einstein （1879－1955）
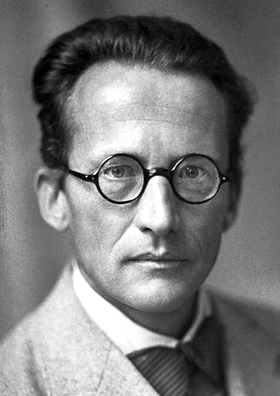
埃爾溫·薛定諤 Erwin Schrödinger (1887－1961）
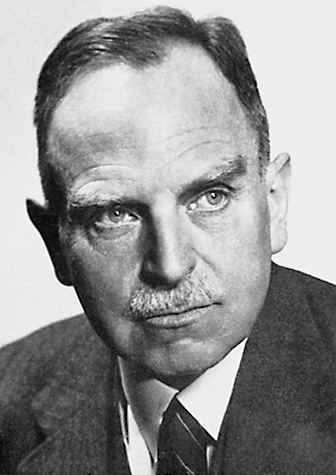
奧托·哈恩 Otto Hahn （1879－1968）
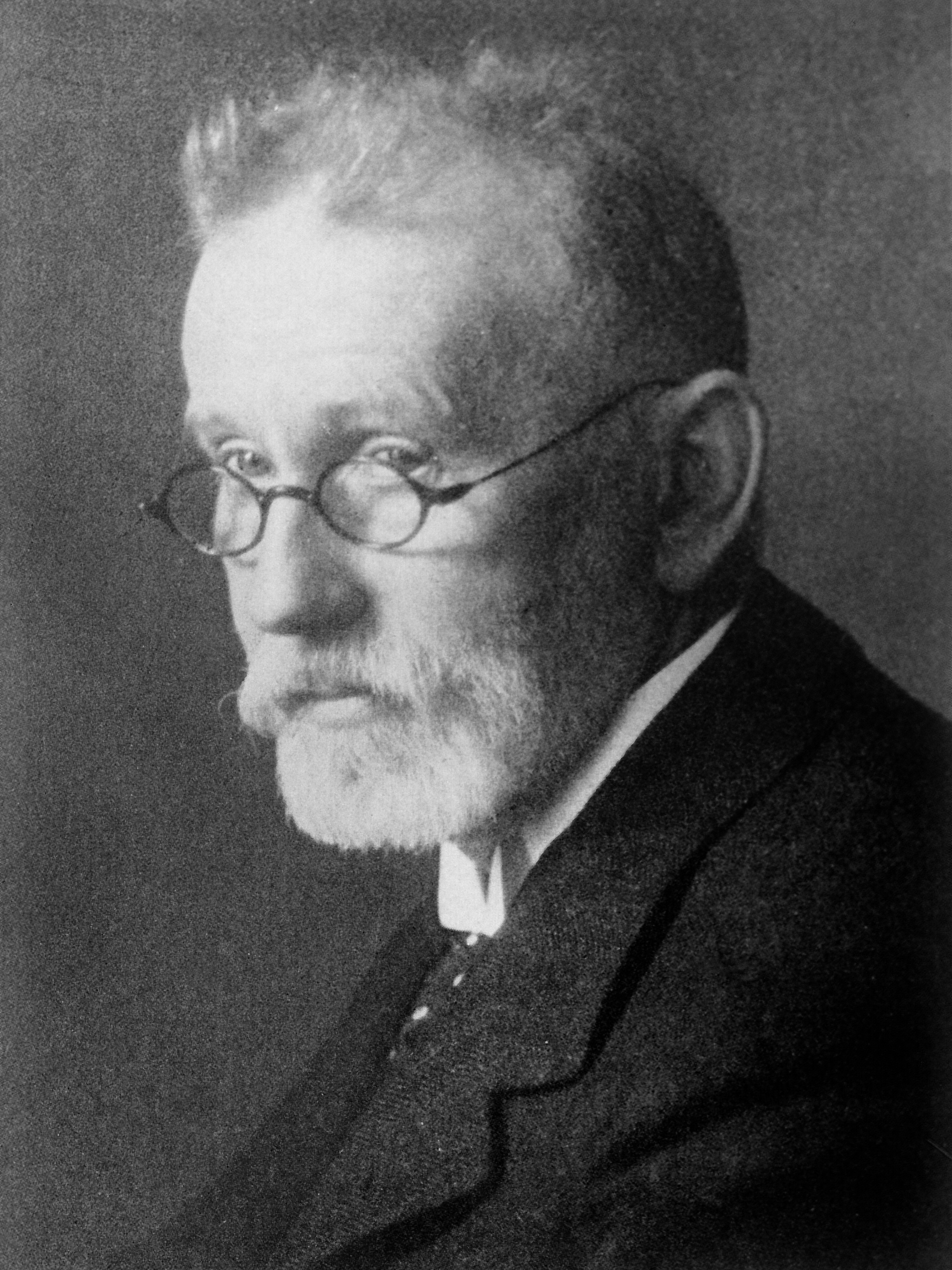
保羅·埃爾利希 Paul Ehrlich （1854－1915）
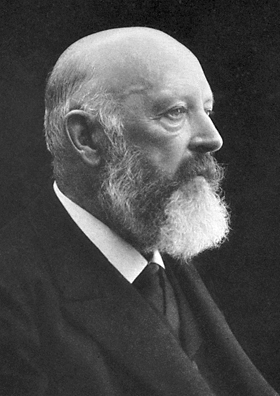
阿道夫·冯·拜尔 Johann von Baeyer （1835－1917）
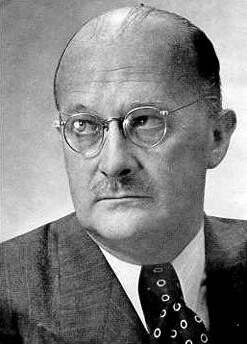
阿道夫·溫道斯 Adolf Windaus （1876－1959）
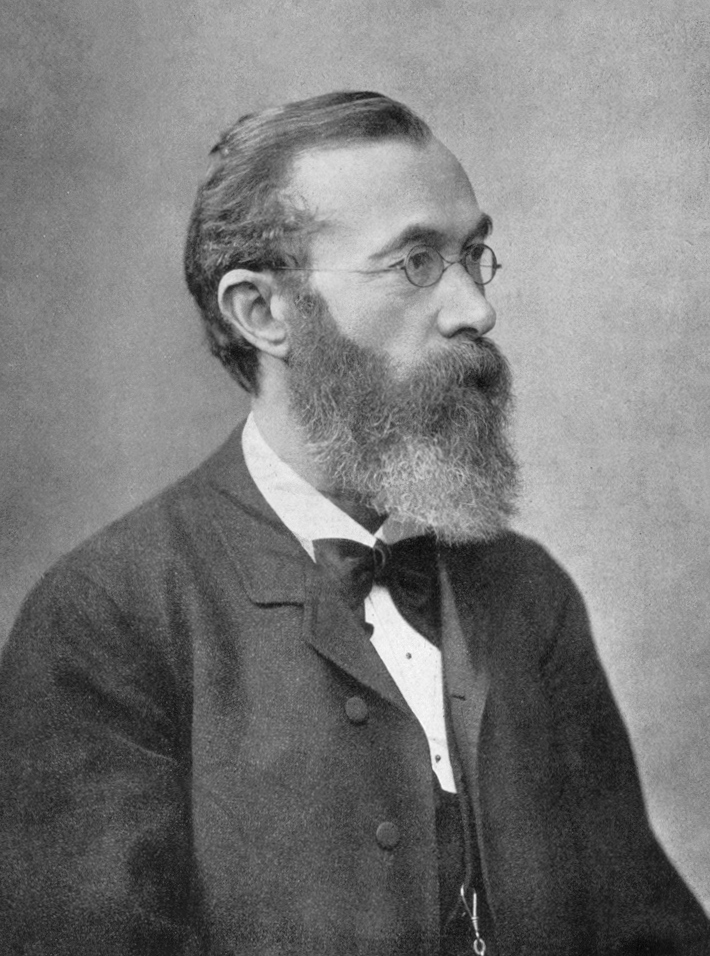
威廉·馮特 Wilhelm Wundt （1832－1920）
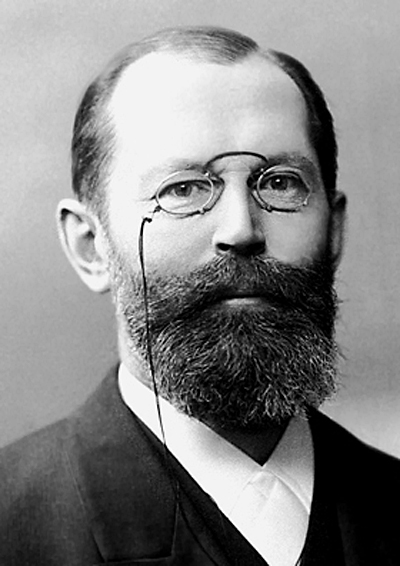
赫爾曼·費歇爾 Hermann Fischer （1852－1919）
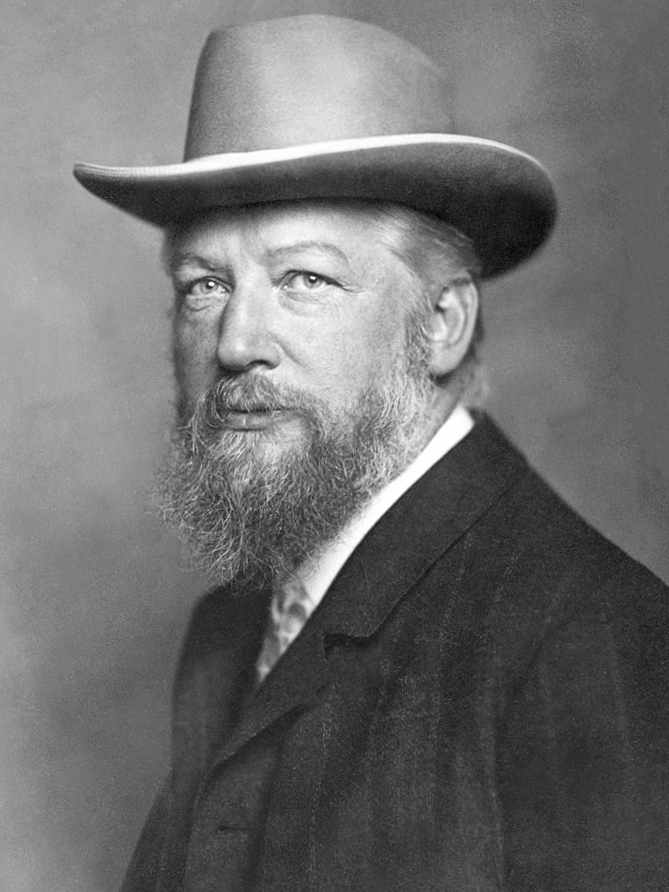
威廉·奥斯特瓦尔德 Friedrich Ostwald （1853－1932）
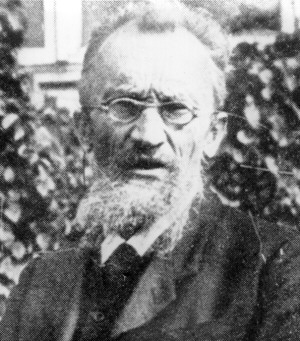
弗拉迪米爾·柯本 Wladimir Köppen （1846－1940）
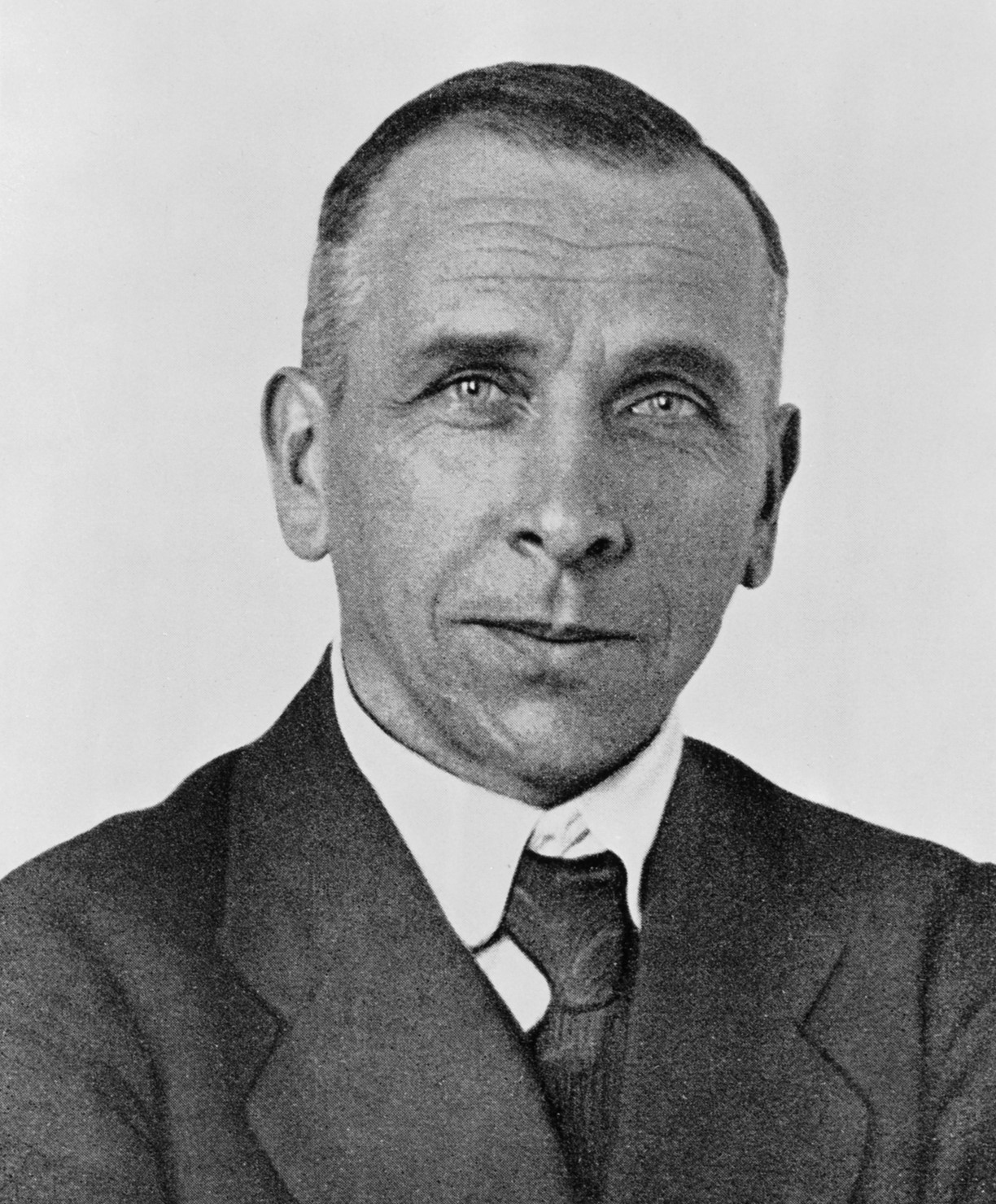
阿尔弗雷德·魏格纳 Alfred Wegener （1880－1930）
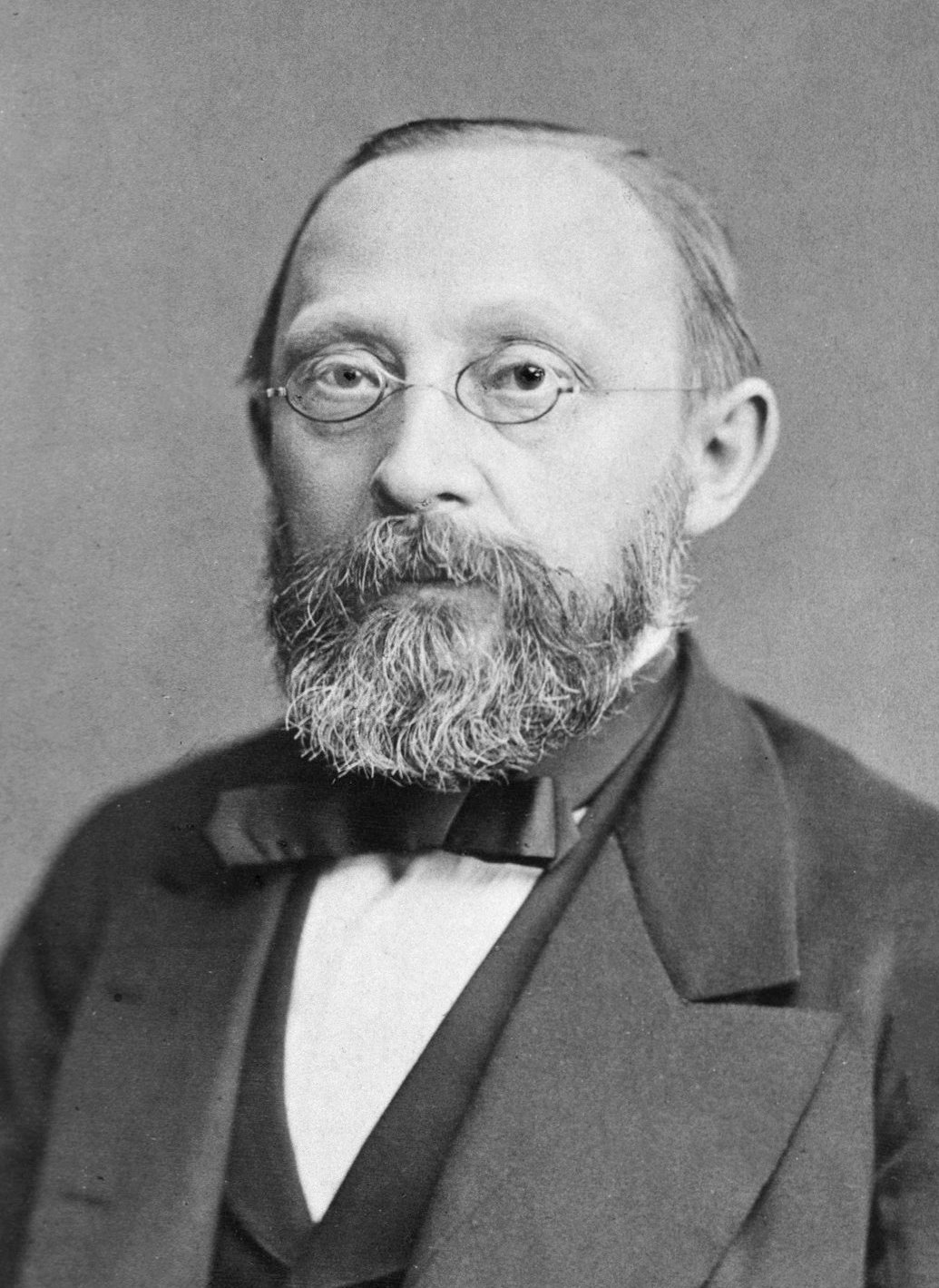
魯道夫·菲爾紹 Rudolf Virchow （1821－1902）
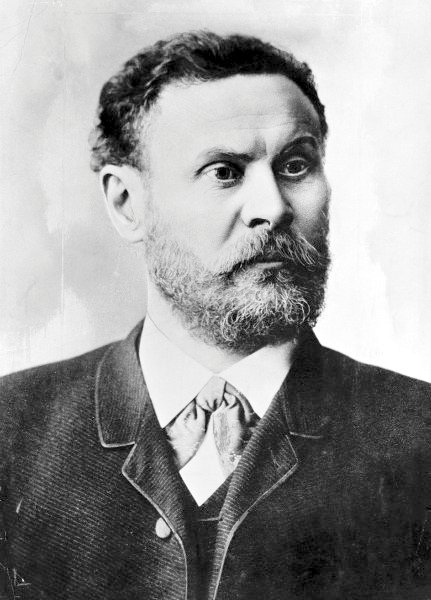
奧托·李林塔爾 Otto Lilienthal （1848－1896）

- 魯道夫·狄塞爾

（1858－1913）
- 維爾納·馮·西門子

（1816－1892）
- 威廉·倫琴

（1845－1923）
- 馬克斯·普朗克

（1889–1976）
- 阿爾伯特·愛因斯坦

（1879－1955）
- 埃爾溫·薛定諤

(1887－1961）
- 奧托·哈恩

（1879－1968）
- 保羅·埃爾利希

（1854－1915）
- 阿道夫·冯·拜尔

（1835－1917）
- 阿道夫·溫道斯

（1876－1959）
- 威廉·馮特

（1832－1920）
- 赫爾曼·費歇爾

（1852－1919）
- 威廉·奥斯特瓦尔德

（1853－1932）
- 弗拉迪米爾·柯本

（1846－1940）
- 阿尔弗雷德·魏格纳

（1880－1930）
- 魯道夫·菲爾紹

（1821－1902）
- 奧托·李林塔爾

（1848－1896）

## 軍事

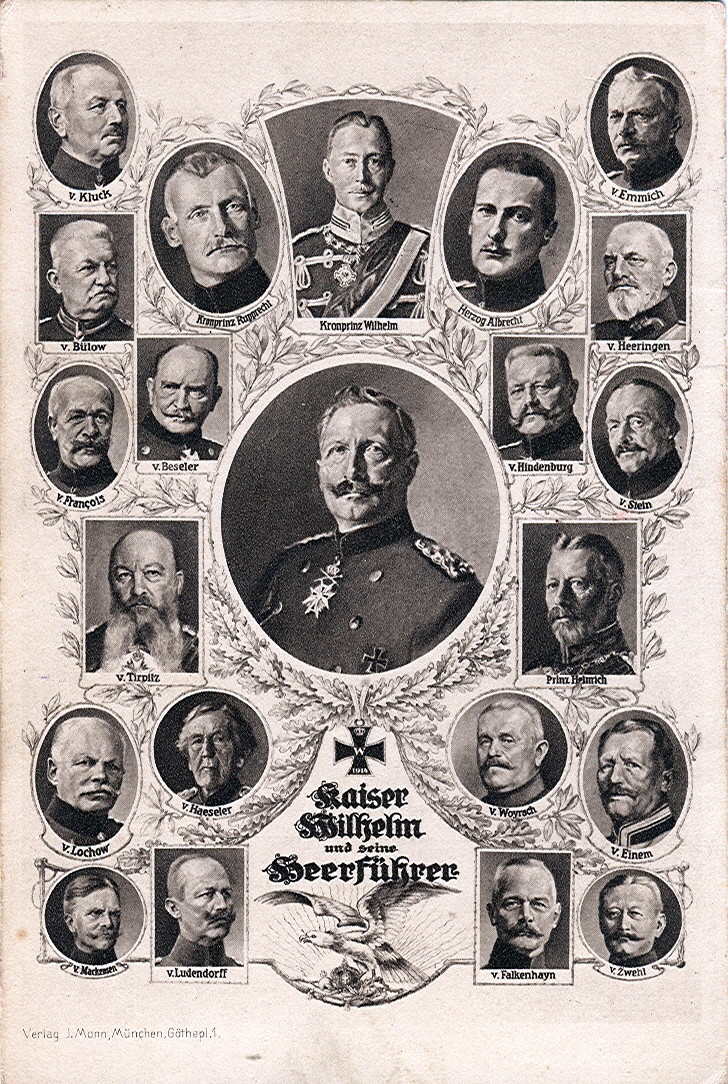
德國皇帝和他的軍事領袖（Heerführer）們：
中：威廉二世
上：威廉皇太子
左上：亞歷山大·馮·克盧克、卡爾·馮·比洛、漢斯·馮·貝瑟勒、魯普雷希特王太子、赫爾曼·馮·弗朗索瓦
右上：奧托·馮·埃米希、阿爾布雷希特親王、赫爾曼·馮·斯坦因、喬西亞斯·馮·赫林根、保羅·馮·興登堡
右：海因里希親王
左：阿尔弗雷德·冯·提尔皮茨
左下：埃瓦爾德·馮·洛克豪、奧古斯特·馮·馬肯森、戈特利布·馮·海斯勒、埃里希·魯登道夫
右下：埃里希·馮·法金漢、約翰·馮·茨維爾、雷穆斯·馮·沃伊爾施、卡爾·馮·艾內姆

德國軍隊在1870年只有40萬人左右，到了1911年增加至864,000人。國家實行徵兵制，全國男子都須要服役，期間不斷灌輸國家觀念，接受紀律訓練和意識形態的統一。軍官大多是來自貴族階級，1860年有65%軍官來自貴族家庭，可是這比例不斷下降，到1913年只有30%。
1890年代德國出現了沙文主義團體，其中勢力中最的是泛德意志協會，宣揚日耳曼種族優越論，提出奪取英、法等國殖民地，再吞併歐美小國，以建立世界性的大日耳曼帝國，對當時的德國造成了一定的影響。1887年，通過了軍事法案，同意增加軍費。1898年德國海軍聯盟成立，阿爾弗雷德·馮·提爾皮茨被任命為国家海军部秘書長，他倡議建造大型艦隊，並通過了第一個海軍擴建法案，在1904年前建造19艘戰艦、8艘裝甲艦和42艘巡洋艦。1900年通過第二個海軍法案，建造更多的船艦，並使德國海軍實力僅次於英國。德國擴建海軍引起了英國關注，兩國展開了軍備競賽。1906年英國第一艘無畏艦下水後，使德國大為緊張，當時基爾運河和威廉港的設備並不足以建造和容納此龐然大物。
1891年，德軍總參謀長施里芬開始調整對俄法的作戰計劃，以速戰速決為原則，先在六星期內擊敗法國，然後目標轉向動員速度較慢的俄國，並在4個月內將其擊敗。此計劃最終在1905年完成，這便是著名的「施里芬計劃」。為了準備戰爭，德國軍費開支不斷增加，1879年只有4.28億馬克，到1913年已超過20億馬克，軍隊人數從1874年的40萬增加至戰前的75萬，390艘船艦，海員達8萬人。同時，威廉二世亦積極對外擴張，甚至在第二次摩洛哥危機中派出「豹」號戰艦駛至摩洛哥，以示抗議。三國協約的組成，宣示了對立的軍事集團形成，1914年6月28日塞拉耶佛事件成為第一次世界大戰導火線，德國介入戰爭，實行施里芬計劃，向法俄宣戰。戰事的拖延使雙方死傷慘重，1917年齐默尔曼电报事件，威廉二世建議墨西哥與德國結盟攻打美國，促使美國加入戰爭。縱使俄國因十月革命而退出戰爭、簽訂《布列斯特-立托夫斯克条约》，使德國能專心在西線作戰，但德國戰敗的命運已無法改變，山窮水絕。隨著保加利亞和奧匈帝國先後投降，德國最終在1918年11月11日投降。

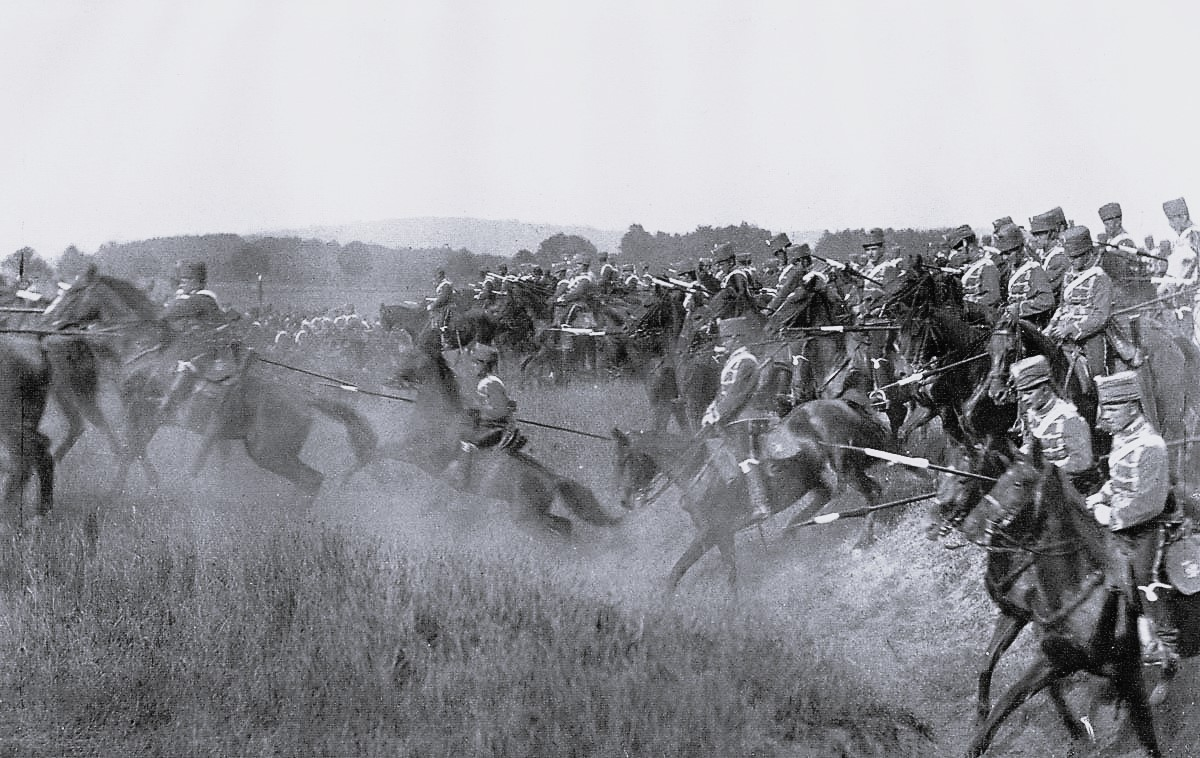
行進中的德軍驃騎兵（1912）
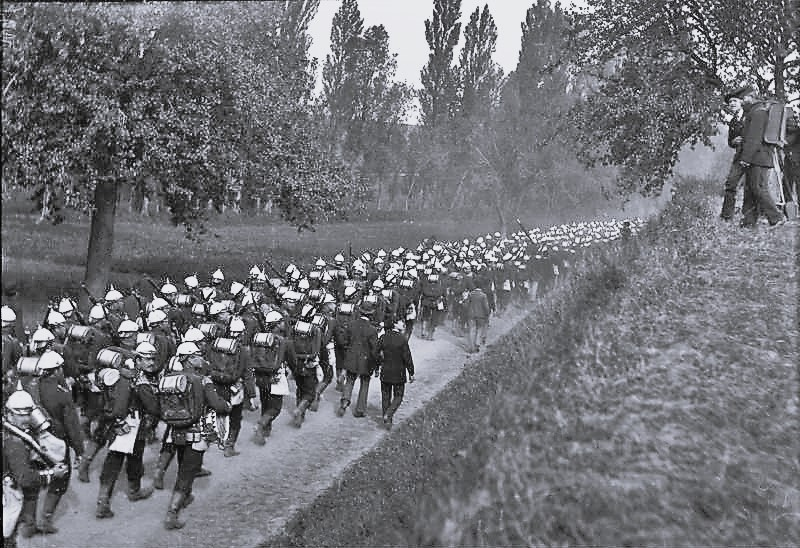
歐登瓦德山進行皇帝演習的德軍步兵（1888）
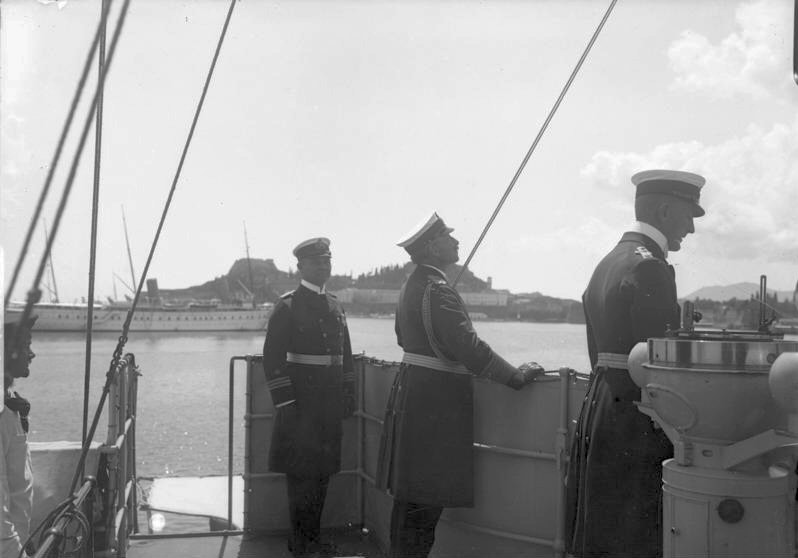
威廉二世在禿鷲號巡洋艦（德語：Geier）上檢閱（1894）
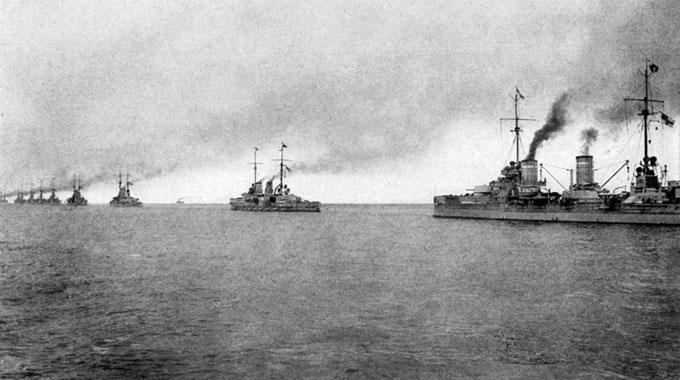
行駛中的公海艦隊（德語：Hochseeflotte）（1917）
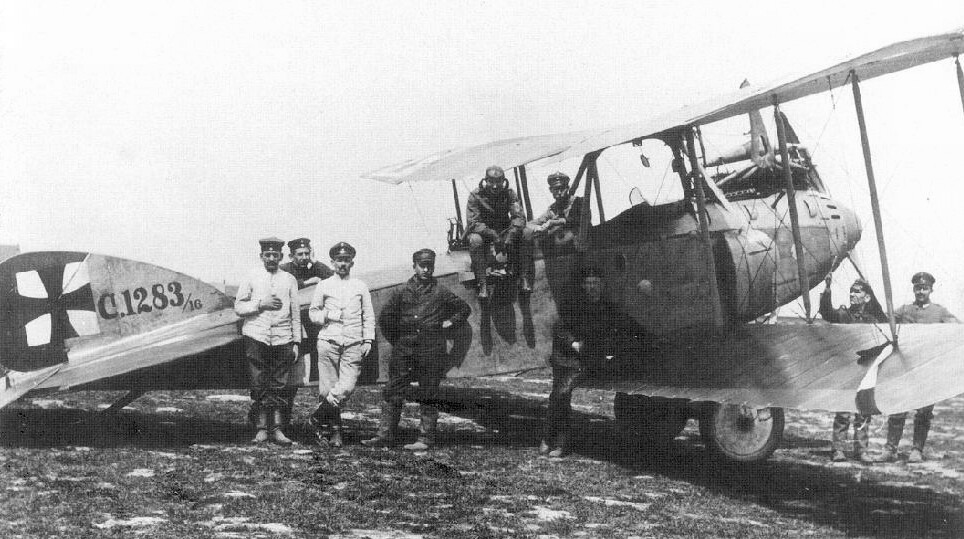
信天翁 C.II型飛機（1917）

## 外交

### 歐陸政策

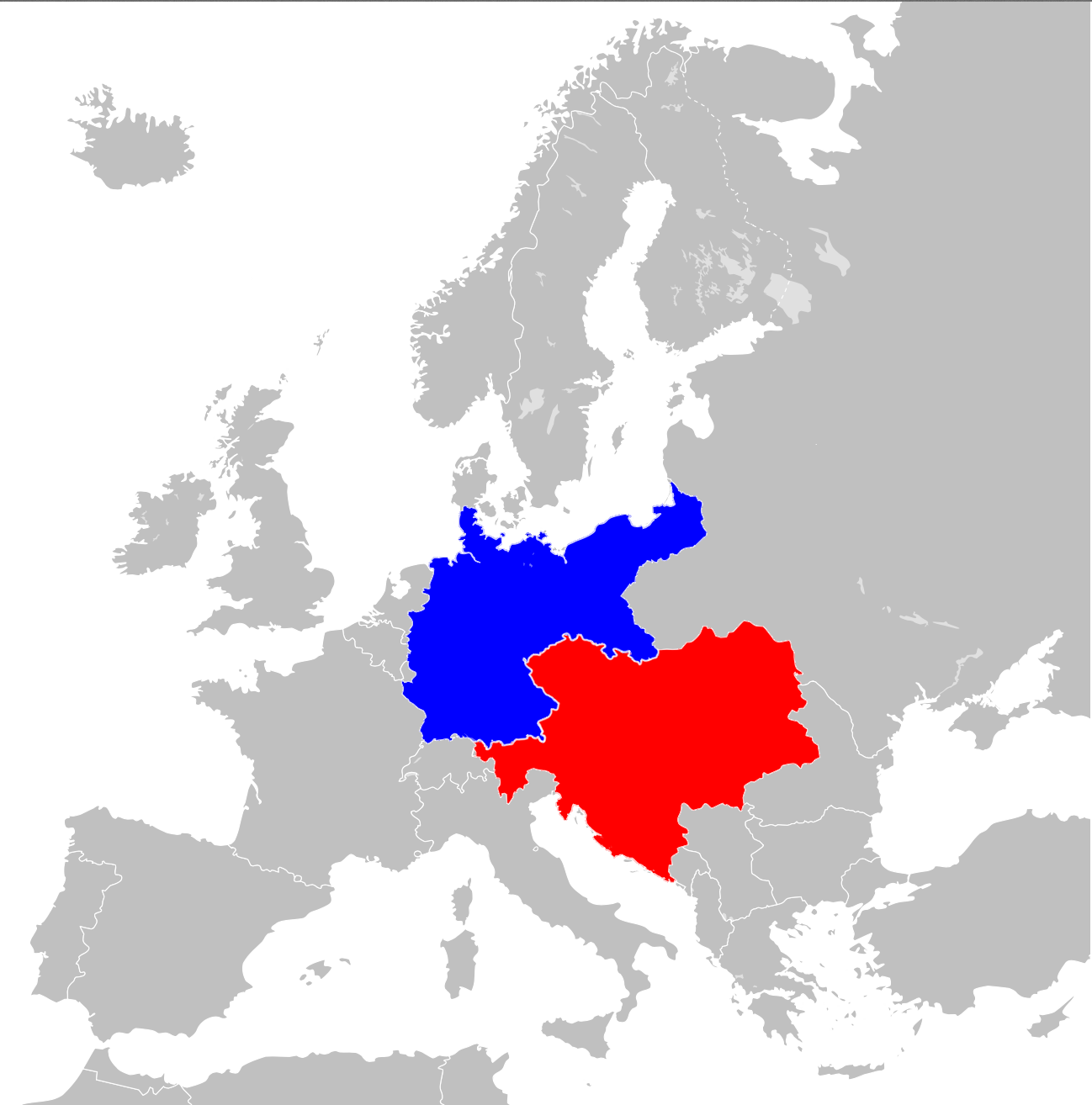
德国（蓝）和奥匈帝国（红）建立的德奥同盟

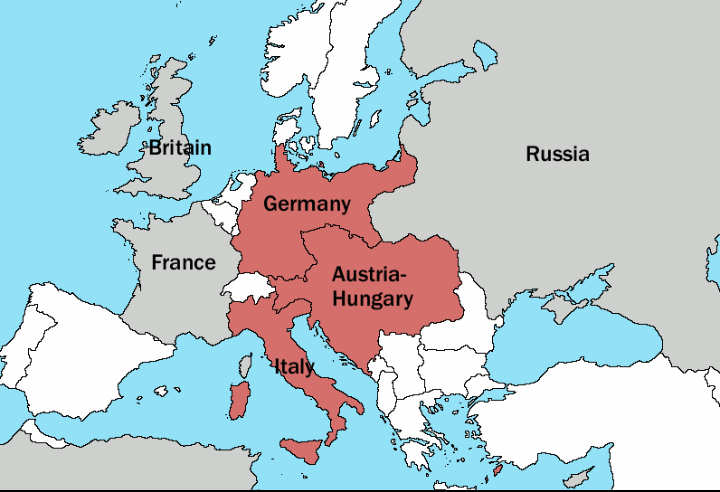
德意志帝國、奧匈帝國和意大利王國的三國同盟（紅）

俾斯麥知道德國剛剛建國，位於歐洲中央，四面均是強敵，加上德國的建立改變了歐洲勢力均衡的狀況，使列強感到不安。因此，他任內採用大陸政策，宣稱德國是「滿足的帝國」，以安撫列強。他煽動英、俄兩國互相對抗、與奧結盟、阻止帝俄擴張和孤立法國，目的是鞏固德意志帝國在歐洲大陸的霸權。1873年，德、俄、奧結成三皇同盟，是一個很模糊的軍事盟約，三國之間存在利益矛盾，所以三皇同盟並不是一個穩定的同盟。俾斯麥原以為法國需要一段很長時間，才能在普法戰爭和巴黎公社中恢復元氣，可是1873年提前付清了50億法郎賠款，迫使德軍撤出法國。俾斯麥不願意法國重新強大起來，在1874年藉口法國圖謀報復，在邊境集結軍隊，引發戰爭危機。俾斯麥相信三皇同盟剛剛建立，俄國不會反對德國對法國的行動，但俄國不希望德國過份強大，而法國又是一個能有效牽制德國的國家，沙皇亞歷山大二世批評俾斯麥的行動，表示俄國不會視而不見，俾斯麥只好放棄行動。
1878年俾斯麥主持召開柏林會議，它對德國而言不僅是一個修訂聖斯特法諾條約的會議，而是一個顯示德國實力的會議。會議中，德國極力討好英國和奧國，而俄國原有的利益在會議幾乎完全失去，使德俄關係惡化，三皇同盟已名存實亡。到了1879年10月，德奧結成同盟，條約規定締約國一方受到俄國攻擊，另一方應加入戰爭；意大利王國因為與法國爭奪突尼斯而在1882年加入該盟約，組成三國同盟。1879年德國實行貿易保護政策，限制俄國糧食入口，到了80年代，德俄關係基本上無法維持，這時法國主動出擊，1887年提出法俄結盟，1888年提供5億法郎幫助俄國解決財政困難，1889年又提供19億給俄國。俾斯麥為了維持德俄關係，在1887年簽定再保險條約，規約締約國一方受攻擊時，另一方須保持中立，可是在1890年威廉二世拒絕與俄國續約，俄國轉為加入英法陣營。
由於德國建立過晚，英、法等老牌殖民強國早已將具有戰略價值的殖民地佔領，此時進行殖民無異於與將英、法推到對立面。於是俾斯麥宣稱德國是一個滿足的帝國，因此在建國早年並沒有向外建立殖民地，以免與列強發生摩擦，所以德國的殖民帝國起步較晚。1882年12月6日在法蘭克福成立「德意志殖民事業協會」（Deutscher Kolonialverein），1884年在柏林成立「德意志移民團體」（Gesellschaft für deutsche Kolonisation），這兩個組織在1887年合併。1884年德國在納米比亞、多哥和喀麥隆建立了殖民地，1890年在坦噶尼喀建立殖民地。

### 世界政策

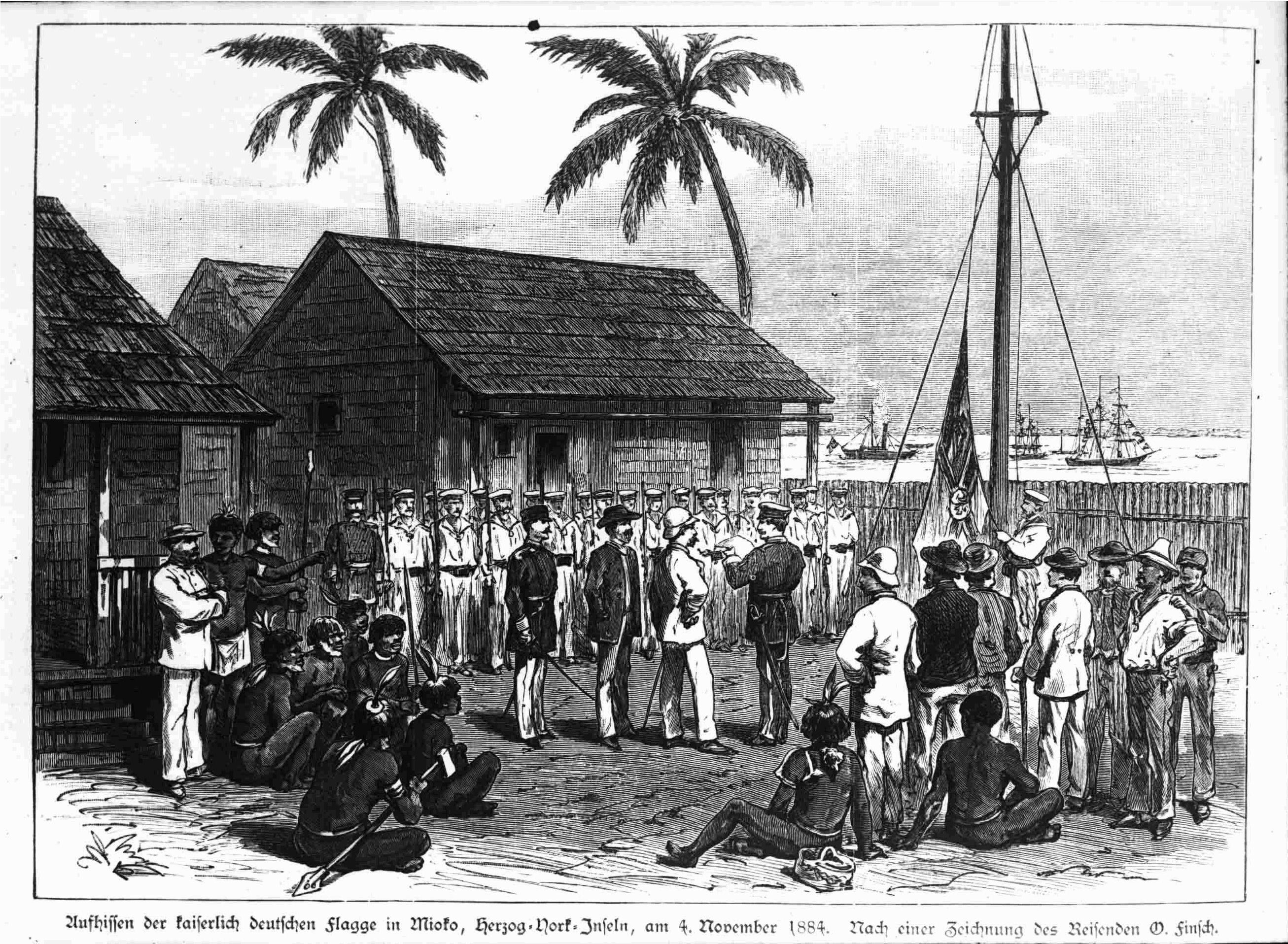
在德屬巴布亞新幾內亞升起德國國旗

威廉二世推行的世界政策，德國要尋找「太陽下的位置」，藉以建立一個殖民帝國，作風與俾斯麥的大陸政策完全不同。世界政策即是建立強大的軍隊和殖民帝國，與列強發生衝突是無可避免的，導致與英國關係惡化。1890年7月英德簽定黑爾戈蘭－桑給巴爾條約，德國承認桑給巴爾是英國殖民地，英國則把黑爾戈蘭島讓給德國，解決了英德殖民地之爭的問題，暫時改善兩國關係。這條約使俄國把靠向法國，因為英俄兩國在遠東的殖民地競爭非常激烈，兩國並在1892年訂立法俄同盟，使俾斯麥的孤立法國的努力毀於一旦。威廉二世早在19世紀末積極擴軍，尤其是海軍，介入外國殖民地事務，引起了英國的關注。1895英國進攻德蘭士瓦，威廉二世作出抗議，最後英國行動失敗，威廉二世祝賀德蘭士瓦，結果英國派艦艇到北海和英吉利海峽示威。

德意志殖民帝國旗

由於俾斯麥時期並沒有向積極外擴張其殖民地，因此德國的海外殖民地已大大落後於列強。威廉二世掌政時便加快殖民帝國步伐，1897年德國佔領大清山東半島。1898年英德簽定秘密協定，瓜分葡屬非洲，以防德國干預即將進行的第二次波耳戰爭，而德國亦答應不再支持波耳人。1899年乘美西戰爭的機會，出資購買關島、加羅林群島和帛琉。然而當時德國的殖民地面積遠遠不及英法兩國，而且多是資源貧乏的土地，威廉二世不甘這些收獲，便與英法兩國直接競爭。德國決定建造一支僅次於英國的艦隊，這無疑會引起英國的不滿，威脅英國的海上霸權，使英德關係惡化。
1902年6月，德、奧、意延長了三國同盟，然而數個月後意大利私自與法國達成秘密協議，意大利承認在法國在摩洛哥的利益，三國同盟變得不可靠。1903年得到巴格達鐵路建築權後，推出一項橫跨歐亞的鐵路計劃，連接柏林和巴格達，中途經君士坦丁堡，以把德國勢力滲入鄂圖曼帝國。英國提出要德國把連接波斯灣沿岸鐵路最後一段建築權讓給英國，但德國拒絕。於是英印總督在英軍艦隊護航下，在波斯灣進行一次示威性航行，使英德關係越來越緊張。

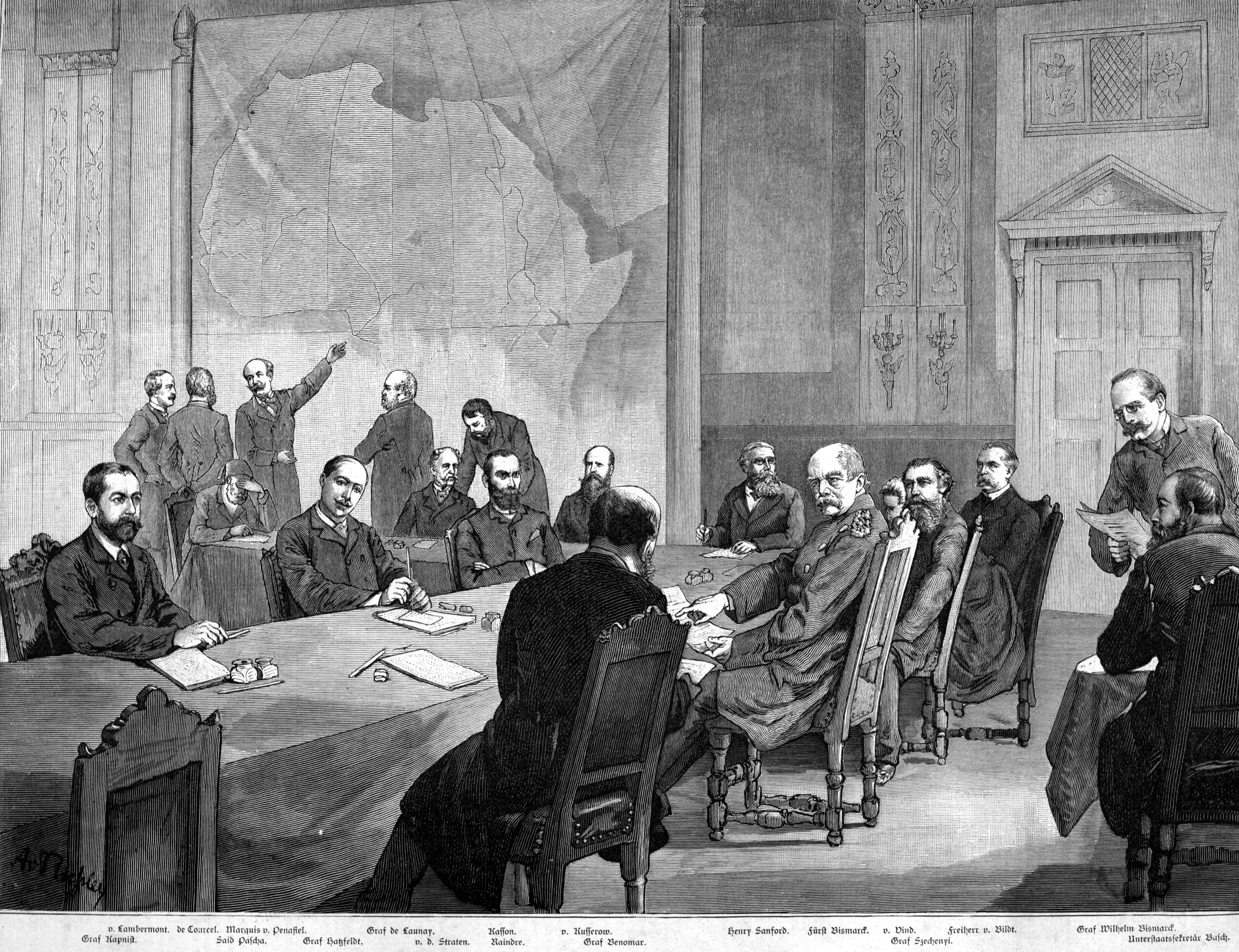
1884年的柏林會議

1905年在摩洛哥與法國發生爭執，引發第一次摩洛哥危機，威廉二世出訪摩洛哥並表示會保護摩洛哥的獨立及其領土的完整。1906年，德法兩國在西班牙阿尔赫西拉斯召開會議，商討解決摩洛哥問題，最後雙方同意摩洛哥港口警察由法國和西班牙警察擔任，德國在會議中被孤立。1911年引發第二次摩洛哥危機，德國派出艦艇開進摩洛哥港口阿加迪爾。德國的存心挑釁引致英國介入，最後德法兩國簽署《摩洛哥－剛果條約》，德國獲得部份剛果領土，與德屬喀麥隆東南土地連接，並承認摩洛哥為法国的保護國。縱使危機解決，使德法關係惡化是無可挽回的事實。1914年6月28日發生塞拉耶佛事件，德國向奧國表示無條件支持，奧國隨即向塞爾維亞發出最後通牒，塞爾維亞拒絕完全接受條款，結果奧國向塞爾維亞宣戰，德國向俄國及法國宣戰，第一次世界大戰爆發。

#### 中東地區
俾斯麥和威廉二世在都曾尋求與鄂圖曼帝國建立更緊密的經濟聯繫。在威廉二世統治時，在德意志銀行的資金支持下，1900年開始興建巴格達鐵路，儘管到1914年，它仍距離目的地在巴格達500公里。塞西尔·罗兹在1899年對威廉二世的一次採訪中，曾試圖“說服皇帝德意志帝國在海外外的未來在於中東，而不是非洲。擁有龐大的中東帝國，德國有能力讓英國不受阻礙地完成塞西尔·罗兹所希望建成的開普-開羅鐵路。英國最初支持巴格達鐵路，但是到1911年，英國政治家開始擔心它可能會擴展到波斯灣的巴士拉，威脅英國在印度洋的海軍優勢。因此他們要求停止建造，德國和鄂圖曼帝國默許了這一要求。
在第一次世界大戰中，鄂圖曼帝國作為德國的盟友加入了同盟國陣營，並與英法在中東的勢力展開了數次戰役。

#### 南美地區
在南美，德國的主要利益是在南美南部的阿根廷、巴西、智利和烏拉圭，並將南美北部的國家（厄瓜多爾、哥倫比亞和委內瑞拉）作為以保護其利益不受美國日益增長影響的緩衝區。德國的決策者分析了在瑪格麗塔島建立基地的可能性，並對加拉帕戈斯群島表現出興趣，但由於在南美洲北部建立分佈廣泛的基地補給將十分困難，德國當局很快放棄了任何此類提案。德國試圖將智利這個受德國影響較大的國家與美國的代理人在南美進行對抗，德國和英國曾通過智利設法使厄瓜多爾否認美國在加拉帕戈斯群島的海軍基地。在一戰前，德國對智利的影響力達到了頂峰。

## 徽章

德意志帝國大徽章
德意志帝國中徽章
德意志帝國小徽章
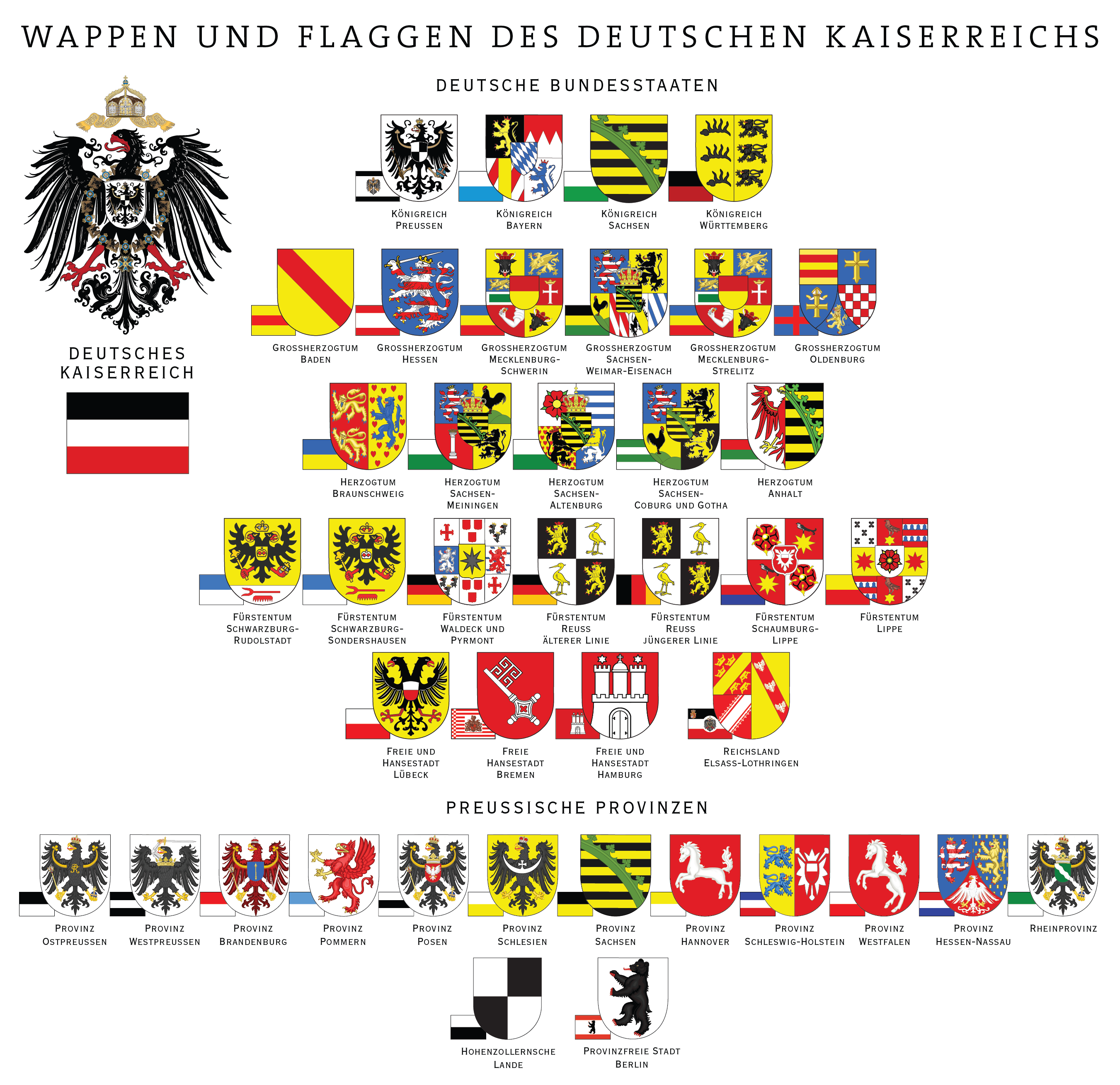
德意志帝國各邦的紋章

## 皇帝
| 序列 | 肖像 | 姓名                   | 所属王朝     | 开始日期           | 结束日期           | 备注                                            |
| ---- | ---- | ---------------------- | ------------ | ------------------ | ------------------ | ----------------------------------------------- |
| 1    |      | 威廉一世，德意志皇帝   | 霍亨索伦王朝 | 1871年1月18日 登基 | 1888年3月9日 逝世  | 1871年1月18日在巴黎凡尔赛宫镜厅登基为德意志皇帝 |
| 2    |      | 腓特烈三世，德意志皇帝 | 霍亨索伦王朝 | 1888年3月9日 登基  | 1888年6月15日 逝世 | 德意志皇帝兼普鲁士国王                          |
| 3    |      | 威廉二世，德意志皇帝   | 霍亨索伦王朝 | 1888年6月15日 登基 | 1918年11月9日 退位 | 德意志皇帝兼普鲁士国王                          |

## 总理
德意志帝國的帝國总理由德意志皇帝任免并向其负责，在絕大多數情況下由普魯士王國的內閣首長兼任。在德意志帝國的構架中，帝國總理（Reichskanzler）既擔任皇帝的第一部長，又擔任帝國議會上議院的議長，他既不被議會選舉，也不必對帝国議會負責，相反總理都是由皇帝親自任命的。
帝國總理可以管轄或干涉四個層次：
- 普鲁士国王，自1871年起，普魯士國王在聯邦憲法中规定，擔任聯邦議院負責人，並被授予德意志皇帝的稱號
- 聯邦參議院（Bundesrat），由聯邦各州的代表組成，由總理主持
- 帝國議會（Reichstag）
- 聯邦行政機構，最初由普魯士內閣首長奧托·馮·俾斯麥領導

從理論上講，帝國各州的外交部長將其州的代表指示給聯邦议院（Bundesrat），因此高於總理。出於這個原因，俾斯麥（從1871年起）繼續擔任普魯士首相和外交部長，幾乎在他擔任帝國總理的整個任期內，因為他想繼續行使這一權力。由於普魯士在聯邦參議院控制了17票，俾斯麥可以通過與較小的邦達成交易來有效地控制議事程序。
總理一詞表明與德國各州政府相比，該機構的優先級似乎較低，因為與各邦首长相比，聯邦帝國的新總理不應該是一位成熟的總理。總理的頭銜還像徵著強大的君主主義、官僚主義和明显的反議會成分，就像普魯士歷史上的哈登贝格一樣。
在這兩個方面，聯邦的行政部門，然後是1867年和1871年成立的帝國，都故意不同於1848-49年革命年代的邦聯，後者由由政府選舉產生的首相領導、國民議會。1871年，聯邦總理的概念被轉移到新成立的德意志帝國的行政部門，該帝國現在還包含南德意志各州。在這裡，“總理”和“聯邦機構”（與“部”或“政府”相對）的術語表明，與聯邦州政府相比，聯邦行政部門的（明顯）優先級較低。出於這個原因，直到1918年，總理和他麾下的帝國部門領導人都沒有使用大臣的頭銜。
1918年10月29日，德國憲法被修改，给予議會罷免總理的权利。然而這種變化並不能阻止幾天后革命的爆發。
政黨：
  德国中央党
  無黨派
| 届次 | 肖像                                          | 姓名                             | 所属政党   | 在任时期                                      | 持續時間  | 普鲁士王国内阁首长           |
| ---- | --------------------------------------------- | -------------------------------- | ---------- | --------------------------------------------- | --------- | ---------------------------- |
| 1    |                                               | 奥托·冯·俾斯麦                   | 无党籍     | 1871年3月21日 -1890年3月20日 （被皇帝解任）   | 18年364天 | 兼任 （—1873年1月）          |
| 1    | 阿尔布雷希特·冯·罗恩伯爵 （1873年1月—11月）   | 奥托·冯·俾斯麦                   | 无党籍     | 1871年3月21日 -1890年3月20日 （被皇帝解任）   | 18年364天 |                              |
| 1    | 兼任 （1873年11月—1890年3月）                 | 奥托·冯·俾斯麦                   | 无党籍     | 1871年3月21日 -1890年3月20日 （被皇帝解任）   | 18年364天 |                              |
| 2    |                                               | 列奧·馮·卡普里維                 | 无党籍     | 1890年3月20日 -1894年10月26日                 | 4年220天  | 兼任 （1890年3月—1892年3月） |
| 2    | 博托·祖·奥伊伦堡伯爵 （1892年3月—1894年10月） | 列奧·馮·卡普里維                 | 无党籍     | 1890年3月20日 -1894年10月26日                 | 4年220天  |                              |
| 3    |                                               | 克洛德维希·霍恩洛厄-希灵斯菲斯特 | 无党籍     | 1894年10月29日 -1900年10月17日                | 9年353天  | 兼任                         |
| 4    |                                               | 伯恩哈特·冯·比洛                 | 无党籍     | 1900年10月17日 -1909年7月14日                 | 8年270天  | 兼任                         |
| 5    |                                               | 特奥巴登·冯·贝特曼·霍尔维格      | 无党籍     | 1909年7月14日 -1917年7月13日                  | 7年364天  | 兼任                         |
| 6    |                                               | 乔治·米夏埃利斯                  | 无党籍     | 1917年7月14日 -1917年11月1日 （被皇帝解任）   | 110天     | 兼任                         |
| 7    |                                               | 乔治·冯·赫特林                   | 德國中央黨 | 1917年11月1日 -1918年9月30日                  | 333天     | 兼任                         |
| 8    |                                               | 马克斯·冯·巴登亲王               | 无党籍     | 1918年10月3日 -1918年11月9日 （革命爆发辞任） | 37天      | 兼任                         |

## 帝國遺產

### 發展奠基

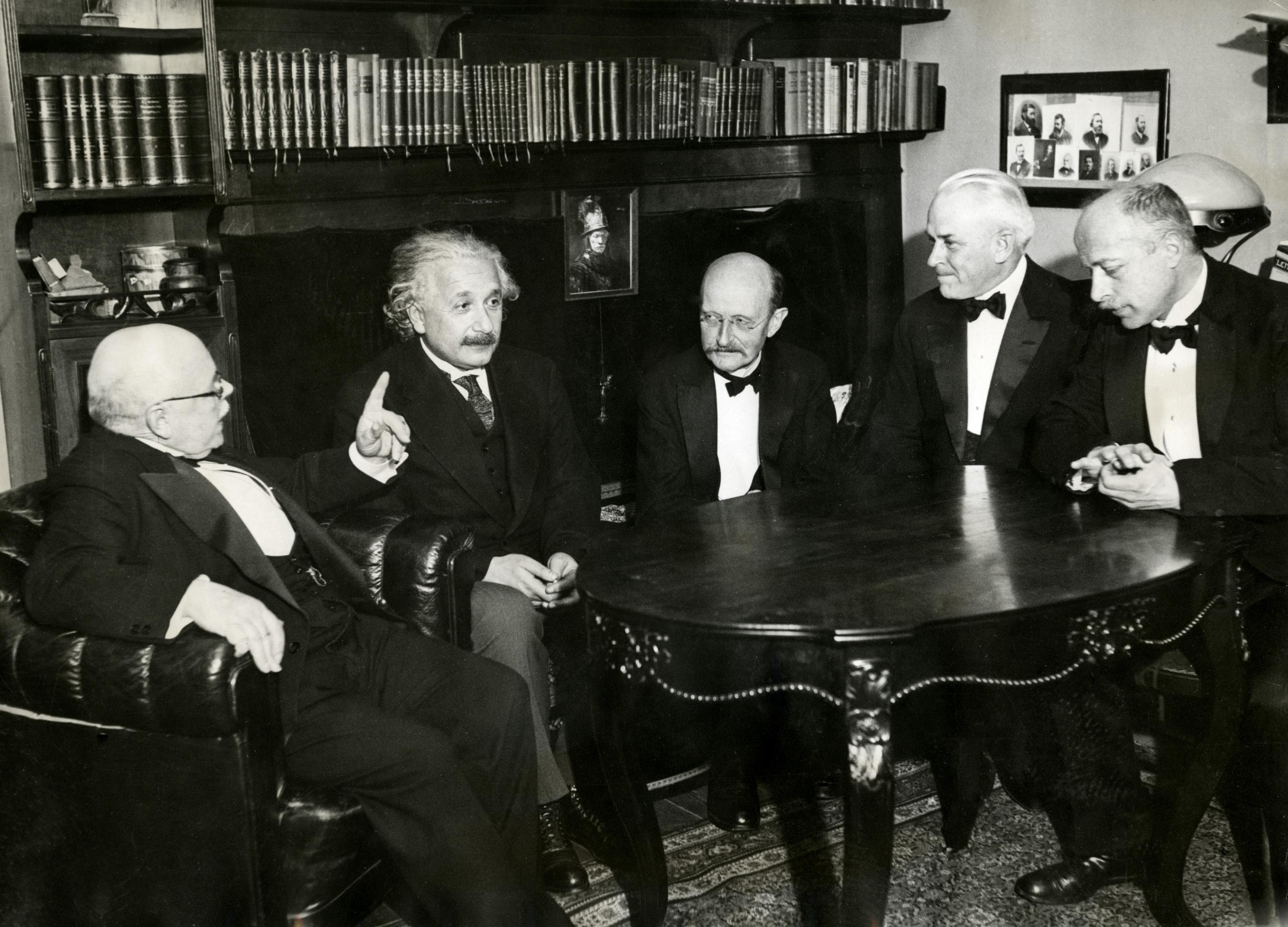
1931年11月11日，柏林的馮·勞厄家中的聚会，左起为瓦爾特·能斯特、阿尔伯特·爱因斯坦、马克斯·普朗克、羅伯特·密立根和馬克斯·馮·勞厄，除美国人密立根外，其他几位均成长于德意志帝国

第一次世界大戰的失敗和戰後的混亂，以及《凡爾賽條約》所施加的嚴厲懲罰，塑造了人們對於德意志帝國的正面記憶，尤其是在那些不信任和鄙視魏瑪共和國的德國人中。保守派、自由主義者、社會主義者、民族主義者、天主教徒和新教徒都有自己的理解和想法，這導致了帝國崩潰後德國的政治和社會氣氛異常艱難。
在俾斯麥領導下，一個統一的德意志國家終於被建立，但它仍然是普魯士人統治的國家，沒有像泛德意志民族主義者所希望的那樣包括奧地利。普魯士軍國主義體制、殖民開拓及其強大工業實力，都使它受到其他歐洲國家的厭惡和嫉妒。德意志帝國實施了一系列漸進式改革，例如落實了歐洲第一個社會福利制度和新聞自由制度。還有一個現代的選舉聯邦議會的製度，即帝國議會，其中每個成年男子都有一票表決權。儘管普魯士貴族繼續敵視，社會主義者和天主教中央黨在帝國的政治生活中仍可以發揮重要作用。
德意志帝國是德意志民族思想文化的一個巔峰時期。日後數位諾貝爾文學獎得主的主要作品均在該時期出版，如托马斯·曼的《布登勃洛克家族》、特奧多爾·蒙森的《羅馬史》、赫爾曼·黑塞的《彼得·卡門青》以及倭鏗的《人生的意義與價值》。繪畫組織青騎士社和橋社對現代藝術的發展做出了重要貢獻。這個時代形成了獨特的審美風格，為德國在20世紀成長為建築和藝術大國打下了深厚的基礎，故而德國文藝界將這個時代称为為後來一切發展奠基的時代（Gründerzeit）。
在經濟方面，皇帝時代（Kaiserzeit）奠定了德國作為世界領先經濟大國的地位。魯爾、薩爾、萨克森和西里西亞工業區的開發、各地快速的城市化、以及各種發明創造的應用均發生在這一時期。德國借助第二次工業革命的刺激以及人口、領土優勢，後來居上，成為了歐洲第一大工業國，並將此優勢延續至今。

### 道路辯論

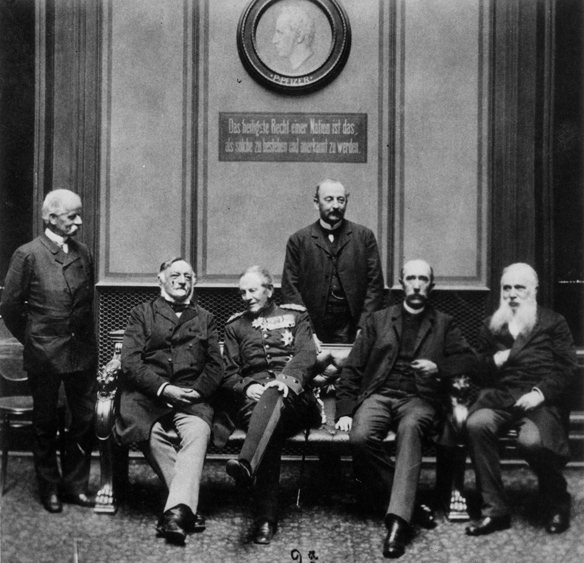
德國保守黨成立於1876年，是容克貴族階級的代表，在帝國內具有很大影響力。圖中是參加1889年德國保守黨黨團會議的主要成員（從左至右）：魯道夫·維希曼、奧托·馮·塞德維茨、赫爾穆特·馮·毛奇、康拉德·馮·克萊斯特、奧托·馮·海爾道夫-貝德拉和卡爾·古斯塔夫·阿克曼

許多歷史學家強調德國的“特殊道路”或“例外性”作為納粹主義和20世紀德國災難根源的核心重要性，根據科卡的研究，自上而下地進行國家建設的過程具有非常嚴重的長期影響。
就議會民主而言，這種情況下的議會軟弱無力，政黨四分五裂、相互猜忌。納粹正是建立在魏瑪政治文化中的不自由、反多元主義的元素之上。容克精英階層和高級公務員利用其強大的權力和影響力挫敗、阻礙了任何走向民主的運動。他們在1930-1933年的危機中發揮了特別不利的作用。俾斯麥對軍事的重視擴大了軍官的聲音，後者將軍事技術的現代化與政治的反動化相結合。在商業、金融和專業領域，新興的中產階級精英傾向於接受舊傳統精英階層的價值觀。漢斯-烏爾里希·韋勒認為，德意志帝國是一個混合體，它既是成功推動了資本主義工業化和社會經濟現代化，殘存了大量前工業時代的製度、權力關係和傳統文化。韋勒認為，這產生了高度的內部緊張，一方面導致了對社會主義者，天主教徒和改革者的壓制，另一方面導致了高度侵略性的外交政策。
比勒費爾德學派的代表人物漢斯-烏爾里希·韋勒將德國的災難之路的起源歸結於1860年代至1870年代，當時的德國經濟進行了現代化，但政治現代化並未發生，普魯士的農村精英階層依然有力地控制著軍事、外交和內政。傳統的、貴族的、前現代的社會與新興的現代化資產階級進行鬥爭。韋勒認識到工業、經濟和文化領域的現代化力量的重要性，因此認為反動傳統主義仍然在德國的權力政治等級、社會心態和階級關係（德語：Klassenhabitus）中占主導地位。此後的德國社會結構並沒有發生根本性的變革，並最終導致了1914年至1945年之間的政治災難進行解釋。
德意志特殊道路的研究具有曲折的歷史。早在19世紀，德國學者就提出這一概念，他們強調了德國通往現代化的獨立、特殊道路，認為這是使德國與以英國為代表的“西方道路”區分開來的積極因素。他們強調了強大的官僚國家、俾斯麥和其他強有力的領導人發起的改革、普魯士的奉獻精神、哲學和音樂的高度發達以及德國倡導的社會福利國家的優越性。1950年代，西德的歷史學家認為，特殊道路帶領德國走向了1933-1945年的災難。德國歷史結構和經驗的特殊性被解釋為先決條件，儘管這些先決條件並沒有直接導致國家社會主義，但確實阻礙了自由民主的發展並促進了法西斯主義的興起。1990年以後，對文化維度以及比較史和關係史的關注日益增加，德國的史學開始轉向不同的主題，而對特殊道路的關注則大大減少。儘管一些歷史學家放棄了特殊道理的論點，但他們並沒有提供公認的替代性解釋。

## 領土損失

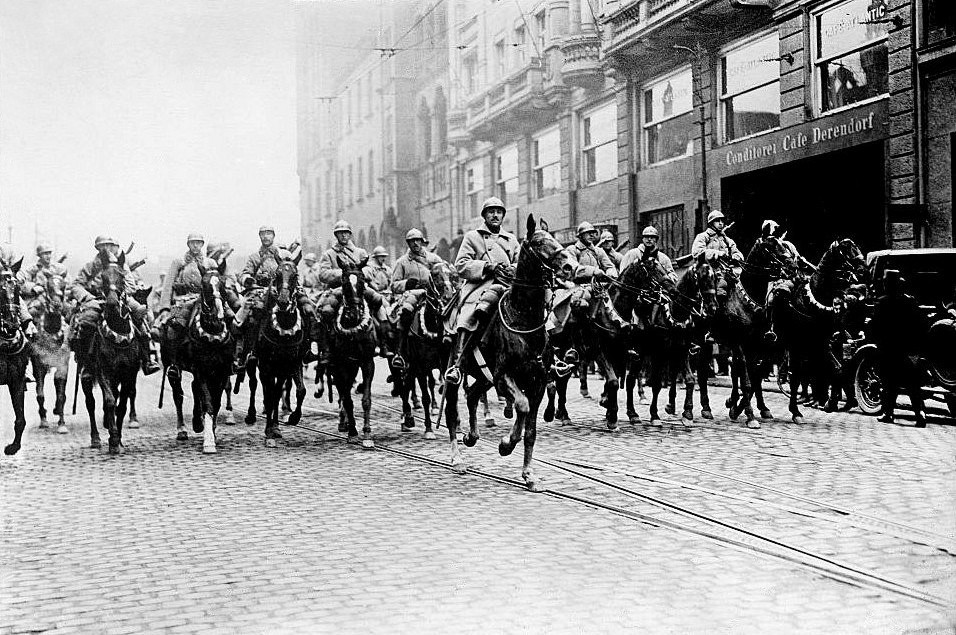
一戰後根據列強的裁定，德國需要擔負發動戰爭的全部責任，其大量國土和殖民地被割讓。圖為法國佔領魯爾期間法軍騎兵進入埃森

自1914年至今的德國領土損失。德國的領土從德意志帝國時期的54萬平方千米縮減到了兩德統一後的35萬平方千米，曾在中東歐地區居住千年的德意志裔人口在二戰後被大量遣返、驅逐回國

1918年11月11日，貢比涅停戰協定簽署，戰爭宣告結束。次年，凡爾賽條約於1919年6月28日簽署。德國將阿爾薩斯-洛林割讓給法國。奧伊彭-馬爾默迪將暫時被割讓給比利時，並舉行公投，以允許人民選擇留在比利時或返回德國控制的領土。公投結束後，該領土於1920年9月20日分配給比利時。北石勒蘇益格的未來將由公投決定。在1920年石勒蘇益格公投中，北部說丹麥語的民眾投票給了丹麥，而南部說德語的民眾則部分投票給了德國，石勒蘇益格因此被分割。荷爾斯泰因在沒有公投的情況下仍然屬於德國。梅梅爾領地被割讓給協約國，以決定該地區的未來。1923年1月9日，立陶宛軍隊入侵該領土。經過談判，國際聯盟於1924年5月8日批准了這一吞併，理由是立陶宛接受了《梅梅爾規約》，這是一項保護領土內非立陶宛人及其自治地位的權力分享安排。波蘭取得波森省和西普魯士的大部分地區，上西里西亞的一些地區在公投和獨立起義也併入了新成立的第二共和國。所有德國殖民地都被移交給國際聯盟，國際聯盟隨後將它們作為託管地分配給澳大利亞、法國、日本、新西蘭、葡萄牙和英國。新的所有者被要求在該地區充當無私的受託人，以各種方式促進其居民的福利，直到他們能夠管理自己。萊茵河左岸和右岸將永久非軍事化。工業上重要的薩爾地區將由國際聯盟管理15年，其煤田由法國管理。在此段時間結束時，公民投票將決定薩爾的未來地位。為確保條約條款的執行，盟軍將佔領萊茵河左岸5-15年。德國軍隊被限制在100,000名官兵並且解散總參謀部，大量戰爭物資將被移交，而軍需品的生產也將被嚴格削減。海軍也將同樣縮減，德國不被允許使用軍用飛機。德國還被要求賠償戰爭期間造成的所有平民損失。
| 前省份           | 1910年區域  | 領土佔比 | 1910年人口佔比 | 一戰後的歸屬   | 注釋       |
| ---------------- | ----------- | -------- | -------------- | -------------- | ---------- |
|                  |             |          |                |                |            |
| 西普鲁士         | 25,580 km2  | 100%     | 1.703.474      | 分割為：       |            |
| 给予波兰         | 15,900 km2  | 62%      | 57%            | 波美拉尼亚省   | [ Note 1 ] |
| 给予但澤自由市   | 1,966 km2   | 8%       | 19%            | 但泽自由市     |            |
| 给予東普魯士     | 2,927 km2   | 11%      | 15%            | 馬林韋德行政區 | [ Note 2 ] |
| 给予德国西部     | 4,787 km2   | 19%      | 9%             | 波森-西普魯士  | [ Note 3 ] |
|                  |             |          |                |                |            |
| 东普鲁士         | 37,002 km2  | 100%     | 2.064.175      | 分割為：       |            |
| 给予波兰         | 565 km2     | 2%       | 2%             | 波美拉尼亚省   | [ Note 4 ] |
| 给予立陶宛       | 2,828 km2   | 8%       | 7%             | 克莱佩达地区   |            |
| 给予德国         | 33,609 km2  | 90%      | 91%            | 東普魯士省     |            |
|                  |             |          |                |                |            |
| 波森             | 28,992 km2  | 100%     | 2.099.831      | 分割為：       |            |
| 给予波兰         | 26,111 km2  | 90%      | 93%            | 波兹南省       |            |
| 给予德国         | 2,881 km2   | 10%      | 7%             | 波森-西普魯士  | [ Note 5 ] |
|                  |             |          |                |                |            |
| 下西里西亞       | 27,105 km2  | 100%     | 3.017.981      | 分割為：       |            |
| 给予波兰         | 527 km2     | 2%       | 1%             | 波兹南省       | [ Note 6 ] |
| 给予德国         | 26,578 km2  | 98%      | 99%            | 下西里西亞省   |            |
|                  |             |          |                |                |            |
| 上西里西亞       | 13,230 km2  | 100%     | 2.207.981      | 分割為：       |            |
| 给予波兰         | 3,225 km2   | 25%      | 41%            | 西里西亞省     | [ Note 7 ] |
| 给予捷克斯洛伐克 | 325 km2     | 2%       | 2%             | 赫盧欽地區     |            |
| 给予德国         | 9,680 km2   | 73%      | 57%            | 上西里西亚省   |            |
|                  |             |          |                |                |            |
| 總計             | 131,909 km2 | 100%     | 11.093.442     | 分割為：       |            |
| 给予波兰         | 46,328 km2  | 35%      | 35%            | 波兰           | [ Note 8 ] |
| 给予立陶宛       | 2,828 km2   | 2%       | 2%             | 克莱佩达地区   |            |
| 给予但泽自由市   | 1,966 km2   | 2%       | 3%             | 但泽自由市     |            |
| 给予捷克斯洛伐克 | 325 km2     | 0%       | 0%             | 捷克西里西亚   |            |
| 给予德国         | 80,462 km2  | 61%      | 60%            | 普魯士自由邦   |            |

此外，對比於現今，有一大片原屬於德意志帝國的領土現時是屬於數個歐洲國家的領土：
| WhenlostfromGermany | 名稱                                                                                       | 今屬於 | 現今區劃 |
| ------------------- | ------------------------------------------------------------------------------------------ | ------ | --- |
| BothWorldWars       | 阿爾薩斯-洛林                                                                              | 法國   | 下萊茵省、上萊茵省和摩澤爾省（屬於大東部大區）                                                                                              |
| BothWorldWars       | 奧伊彭-馬爾默迪                                                                            | 比利时 | 歐本及馬爾梅迪市，列日省鄰近德國邊界的兩個城市及鄰近自治区                                                                                  |
| WorldWarII          | 威勒貝格                                                                                   | 荷蘭   | 荷蘭語稱，德荷邊境的一座小山，在二戰後被荷蘭吞併                                                                                            |
| WorldWarI           | 北石勒苏益格                                                                               | 丹麦   | 南日德兰郡 |
| BothWorldWars       | 赫盧欽地區（沿德國與奧匈帝國邊界延伸的一帶蘇台德地區）                                     | 捷克   | 捷克境內西里西亞鄰近波蘭邊界的赫盧欽地區 （1938年10月德国重新夺回，1944年1月－1945年5月期间該区德國人被苏军驅逐，此亦發生於整個蘇台德地區） |
| BothWorldWars       | 梅梅爾領地及梅梅爾市                                                                       | 立陶宛 | 克萊佩達地區，包括波羅的海沿岸的克萊佩達市 （1939年3月德国重新夺回，1944年1月－1945年5月期间該地区的德國人被苏军驅逐）                      |
| BothWorldWars       | 大部分西普鲁士和波森，东上西里西亞，波美拉尼亞的比托、勞恩堡和施托爾普，東普魯士的索爾達乌 | 波蘭   | 现为波兰的西里西亞省、波美拉尼亞省，現今波蘭語稱這四個城市為貝圖夫、勞恩堡、斯武普斯克和賈烏多沃，其中的德意志人口在二戰後被盡數驅逐        |
| WorldWarII          | 東勃蘭登堡、瓦爾米亞、馬祖里亞、西普魯士、東普魯士南部、波美拉尼亞中部和東部               | 波蘭   | 波兰的北部和西部地區，包括波美拉尼亞、西里西亞、盧布斯卡省、瓦爾米亞及馬祖里亞 （1944年1月－1945年5月期间該地区的德國人被苏军驅逐）         |
| WorldWarII          | 東普魯士北部和哥尼斯堡                                                                     | 俄羅斯 | 俄國位於波羅的海的外飛地加里寧格勒州 （1944年1月－1945年5月期间該地区的德國人被苏军驅逐）                                                   |

### 引用
1. ↑  Meyer, H.J. . Volume 4 5th. Bibliographisches Institut. 1894. Deutschland （德语）.
2. ↑  .   [25 April 2007]. （原始内容存档于2018-12-26） （德语）.
3. ↑  .   [25 April 2007]. （原始内容存档于2007-04-05） （德语）.
4. ↑  World Book, Inc. The World Book dictionary, Volume 1. World Book, Inc., 2003. p. 572. States that Deutsches Reich translates as "German Realm" and was a former official name of Germany.
5. ↑  Joseph Whitaker. Whitaker's almanack, 1991. J Whitaker & Sons, 1990. Pp. 765.
6. ↑  Kitchen, Martin. . John Wiley & Sons. 2011. ISBN 978-1-44439-689-8.
7. ↑  Toyka-Seid, Gerd Schneider, Christiane. . bpb.de.   [2020-09-21]. （原始内容存档于2020-10-26） （德语）.
8. ↑  Sturm, Reinhard. . bpb.de.   [2020-09-21]. （原始内容存档于2021-09-17） （德语）.
9. ↑  Michael Kotulla: Deutsches Verfassungsrecht 1806–1918. Eine Dokumentensammlung nebst Einführungen. 1. Band: Gesamtdeutschland, Anhaltische Staaten und Baden. Springer, Berlin 2006, pp. 231, 246
10. ↑  J. H. Clapham, The Economic Development of France and Germany 1815–1914 (1936)
11. ↑  Vagts, Alfred. . The Journal of the American Military Institute. 1939, 3 (4): 210  [2021-05-02]. ISSN 1520-8613. doi:10.2307/3038611. （原始内容存档于2021-09-10）.
12. ↑  Paul Kennedy, The Rise and Fall of the Great Powers: Economic Change and Military Conflict from 1500 to 2000 (1987)
13. ↑  . Idsia.ch.   [2 December 2012]. （原始内容存档于2014-01-02）.
14. ↑  Gat, Azar. . Oxford University Press. 2008: 517  [2021-04-07]. ISBN 978-0-19-923663-3. （原始内容存档于2021-09-17） （英语）.
15. ↑  Heine, Matthias. . DIE WELT. 2017-09-17  [2022-11-10]. （原始内容存档于2017-10-19） （德语）.
16. ↑  Blakemore, Erin. . HISTORY.   [2019-11-17]. （原始内容存档于2021-09-17） （英语）.
17. ↑  . The National WWII Museum.   [2019-11-17]. （原始内容存档于2021-09-17） （英语）.
18. ↑  . Encyclopedia Britannica.   [2020-11-23]. （原始内容存档于2021-09-17） （英语）.
19. ↑  例如 Roger Chickering, Imperial Germany and the Great War, 1914–1918. 3rd ed. Cambridge: Cambridge University Press, 2014; Cornelius Torp and Sven Oliver Müller, eds., Imperial Germany Revisited: Continuing Debates & New Perspectives. Oxford: Berghahn, 2011; James Retallack, ed., Imperial Germany 1871–1918. Oxford: Oxford University Press, 2008; Isabel V. Hull, Absolute Destruction: Military Culture and the Practices of War in Imperial Germany. Ithaca: Cornell University Press, 2005.
20. ↑  Heeren, Arnold Hermann Ludwig. Talboys, David Alphonso , 编. . London: H. G. Bohn. 1873: 480.
21. ↑  Kenneth Barkin. . .   [23 July 2019]. （原始内容存档于2021-09-17）.
22. ↑  德國史-中歐強權的起伏, p.137
23. ↑  Case, Nelson. . Cincinnati: Jennings & Pye. 1902: 139. OCLC 608806061.
24. ↑  德國文化史, p.242-248
25. ↑  Case 1902，第139–140頁
26. ↑  Case 1902，第140頁
27. ↑  德語：Die Politik ist keine Wissenschaft, wie viele der Herren Proffessoren sich einbilden, sondern eine Kunst.
28. ↑  Ralph Keyes. . 2006.
29. ↑  德國史, p.490-491
30. 1 2  德國史, p.494-496
31. ↑  劍橋德國簡史, p.195
32. ↑  劍橋德國簡史, p.196
33. 1 2  世界現代史, p.351-352
34. ↑  俾斯麥與德意志帝國, p.51-55
35. 1 2  德國史, p.496-498
36. ↑  俾斯麥與德意志帝國, p.58-60
37. ↑  俾斯麥與德意志帝國, p.69-74
38. ↑  Timothy Baycroft and Mark Hewitson, What is a nation?: Europe 1789–1914 (2006) p 166
39. ↑  Martin Broszat: Zweihundert Jahre deutsche Polenpolitik. suhrkamp 1978, p. 144; ISBN 3-518-36574-6
40. ↑  Kitchen, Martin. . Cambridge University Press. 2000: 214. ISBN 978-0-521-79432-9.
41. ↑  Engen, Rodney K. Sir John Tenniel: Alice's White Knight, Aldershot, Hants, England: Scolar Press, 1991, 140–142.
42. ↑  Michael Balfour. . 倫敦: Penguin. 1975: 157.
43. ↑  世界現代史, p.352-353
44. ↑  德國史, p.506-507
45. ↑  Isabel V. Hull, The Entourage of Kaiser Wilhelm II, 1888–1918 (2004) p. 85
46. ↑  Kurtz 1970，67.
47. ↑  德國史, p.536-538
48. ↑  Kurtz 1970，72
49. ↑  Geoffrey Cocks and Konrad H. Jarausch, eds. German Professions, 1800–1950 (1990)
50. ↑  Matthew Jefferies, Imperial Culture in Germany, 1871–1918 (2003).
51. ↑  Kurtz 1970，56.
52. ↑  Lamar Cecil, Wilhelm II: Emperor and Exile, 1900–1941 (1996) ch 9–13
53. ↑  Matthew Stibbe. . Cambridge UP. 2006: 176–178  [2021-04-07]. ISBN 9780521027281. （原始内容存档于2021-09-17）.
54. ↑  Holger H. Herwig, The First World War: Germany and Austria–Hungary 1914–1918 (1996)
55. ↑  Rod Paschall, The defeat of imperial Germany, 1917–1918 (1994)
56. ↑  German Historical Museum. .   [2021-04-08]. （原始内容存档于2000-11-02） （德语）.
57. ↑  德意志帝國, p.191
58. ↑  俾斯麥與德意志帝國, p.129-131
59. ↑  德語：Der Kaiser hat abgedankt. […] Das alte und morsche, die Monarchie ist zusammengebrochen. Es lebe das Neue. Es lebe die deutsche Republik!
60. ↑  Zit. nach Michalka u. Niedhart (Hrsg.): Deutsche Geschichte 1918–1933, S. 20 f.
61. ↑  德國史, p.565-569
62. ↑  A. J. Ryder, The German Revolution of 1918: A Study of German Socialism in War and Revolt (2008)
63. ↑  俾斯麥與德意志帝國, p.132
64. 1 2 3  Stephen Tonge. . History Home. 11 November 2013  [22 March 2019]. （原始内容存档于2020-12-11）.
65. ↑  Stefan Berger. . Stefan Berger/Alexei Miller (Eds.): National Empires (Academia). January 2015: 247–308  [22 March 2019]. （原始内容存档于2022-05-13）.
66. ↑  劍橋德國簡史, p.191-193
67. ↑  德國史, p.488
68. ↑  Zahlen nach Tormin: Geschichte deutscher Parteien, S. 282 f. Hinweise: Sozialdemokraten umfassen bis 1874 die SDAP und den ADAV, unter Minderheiten sind subsumiert: Welfen, Polen, Dänen, Elsaß-Lothringer, unter Sonstige finden sich bis 1878 (Alt-)Liberale, Deutsche Volkspartei, 1881 und 1884 nur Deutsche Volkspartei, 1887 außerdem 1 Abg. der Christlich-Sozialen Partei und 2 weitere Abg.
69. ↑  Zahlen nach Loth: Kaiserreich, S. 236. Unter Linksliberale sind Deutsche-Friesinnige Partei, ab 1893 Freisinnige Volkspartei und Freisinnige Vereinigung, ab 1910 Fortschrittliche Volkspartei subsumiert.
70. ↑  Röhl, J. C. G. . Journal of Contemporary History. 1967-07, 2 (3)  [2022-11-10]. ISSN 0022-0094. JSTOR 259809. S2CID 160827181. doi:10.1177/002200946700200306. （原始内容存档于2022-11-10） （英语）.
71. ↑  Clark 2006，第158, 603–623頁.
72. ↑  Hans-Ulrich Wehler. . Scribd: 157.   [31 March 2019]. （原始内容存档于2022-05-03）.
73. ↑  Alexandra Richie, Faust's Metropolis. A History of Berlin (1998) p. 207.
74. ↑  David Blackbourn, The Long Nineteenth Century: A History of Germany, 1780–1918 (1998) p. 32.
75. ↑  Moses, John Anthony. . Rowman & Littlefield. 1982: 149  [2022-04-17]. ISBN 9780860434504. （原始内容存档于2022-05-10）.
76. ↑  Beck, Hermann, , 1995
77. ↑  Hennock, E. P., , 2007
78. ↑  Spencer, Elaine Glovka, , Business History Review 53 (1) ([President and Fellows of Harvard College, Cambridge University Press]), Spring 1979: 40–64, JSTOR 3114686, S2CID 154458964, doi:10.2307/3114686
79. ↑  Lambi, Ivo N., , Journal of Economic History 22 (1) (Cambridge University Press), March 1962: 59–70, JSTOR 2114256
80. ↑  Jochen Streb, et al. "Technological and geographical knowledge spillover in the German empire 1877–1918", Economic History Review, May 2006, Vol. 59 Issue 2, pp. 347–373
81. ↑  Stephen Broadberry, and Kevin H. O'Rourke. The Cambridge Economic History of Modern Europe (2 vol. 2010)
82. ↑  德國史, p.511-512
83. 1 2  Das Deutsche Kaiserreich, Industrialisierung und moderne Gesellschaft
84. ↑  德國史, p.519-520
85. ↑  德國史, p.513-516
86. ↑  A History, p.114
87. ↑  Gerd Hohorst, Jürgen Kocka, Gerhard A. Ritter: Sozialgeschichtliches Arbeitsbuch Bd. 2: Materialien zur Statistik des Kaiserreichs 1870–1914. München 1978, S. 66.
88. 1 2  Deutsche Historische Museum, Industrie & Wirtschaft
89. ↑  德國史, p.516-518
90. ↑  Allan Mitchell, Great Train Race: Railways and the Franco-German Rivalry, 1815–1914 (2000)
91. ↑  Feuchtwanger, Ed. . Routledge. 2002. Table 1. ISBN 978-1-13462-072-2.
92. ↑  John J. Beer, The Emergence of the German Dye Industry (1959).
93. ↑  Werner Abelshauser, German History and Global Enterprise: BASF: The History of a Company (2004) covers 1865 to 2000;
94. ↑  Chandler (1990) pp. 474–475Template:Incomplete short citation
95. ↑  劍橋德國簡史, p.201-202
96. 1 2  . Germanhistorydocs.ghi-dc.org.   [2017-04-24]. （原始内容存档于2017-04-24）.
97. 1 2  . Germanhistorydocs.ghi-dc.org.   [2017-04-24]. （原始内容存档于2017-04-24）.
98. ↑  Abrams, Lynn. . Routledge. 24 January 2007: 13–. ISBN 978-1-134-22915-4. （原始内容存档于24 April 2017）.
99. 1 2  . Germanhistorydocs.ghi-dc.org.   [2017-04-24]. （原始内容存档于2017-04-24）.
100. 1 2  劍橋德國簡史, p.210-214
101. 1 2  Das Deutsche Kaiserreich, Bürgerliche Kultur und ihre Reformbewegungen
102. ↑  俾斯麥與德意志帝國, p.64-66
103. ↑  德意志帝國, p.104-110
104. ↑  Deutsche Historische Museum, Wissenschaft & Forschung
105. ↑  .   [20 January 2010]. （原始内容存档于6 February 2010） （德语）.
106. ↑  包含低地德語
107. ↑  "The Hitler Legacy: The Nazi Cult in Diaspora" p. 64
108. ↑  德國文化史, p.258-314
109. ↑  Nina Porzucki. . 2014-10-12  [2022-04-25]. （原始内容存档于2014-10-14） （英语）.
110. ↑  Roberts, J. M. The New Penguin History of the World, Penguin History, 2002. Pg. 1014. ISBN 0-14-100723-0
111. ↑  德國文化史, p.254-257
112. ↑  The Alfred B. Nobel Prize Winners, 1901-2003 的存檔，存档日期2010-02-10. History Channel from The World Almanac and Book of Facts 2006. Retrieved 2007-01-02
113. ↑  Historical figures in telecommunications. （页面存档备份，存于）  International Telecommunication Union. Jan. 14, 2004. Retrieved 2007-01-02
114. ↑  Adolf Baeyer, Viggo Drewsen.  [Preparation of blue indigo from o-nitrobenzaldehyde]. Berichte der deutschen chemischen Gesellschaft. 1882, 15 (2): 2856–2864  [2021-04-08]. doi:10.1002/cber.188201502274. （原始内容存档于2021-05-23）.
115. ↑  Adolf von Baeyer: Winner of the Nobel Prize for Chemistry 1905  Armin de Meijere Angewandte Chemie International Edition Volume 44, Issue 48 , Pages 7836 – 7840 2005 Abstract Archive.today的存檔，存档日期2012-12-10
116. ↑  . www.nndb.com.   [2019-05-29]. （原始内容存档于2021-09-17）.
117. ↑  . NobelPrize.org.   [2019-05-29]. （原始内容存档于2018-07-24） （美国英语）.
118. ↑  Sprekelmeyer, Linda, editor. These We Honor: The International Aerospace Hall of Fame. Donning Co. Publishers, 2006. ISBN 978-1-57864-397-4.
119. ↑  "51 Heroes of Aviation" （页面存档备份，存于） Flying. Retrieved: March 24, 2019
120. ↑    - Allaby, Michael (2002). Encyclopedia of Weather and Climate. New York: Facts On File, Inc. ISBN 0-8160-4071-0.
121. ↑  Frankel, H. . H.T. Engelhardt Jr and A.L. Caplan  (编). . Cambridge University Press. 1987  [2021-04-08]. ISBN 978-0-521-27560-6. （原始内容存档于2021-09-17）.
122. ↑  Brady Haran. . BBC News UK. 4 June 2003  [6 October 2011]. （原始内容存档于5 November 2011）.
123. ↑  Kim, Alan. . Zalta, Edward N.  (编).  Winter 2022. Metaphysics Research Lab, Stanford University. 2022.
124. ↑  Butler-Bowdon, Tom. . Nicholas Brealey Publishing. 2010-12-07. ISBN 978-1-85788-473-9 （英语）.
125. ↑  Silver, G A. . American Journal of Public Health. 1987-01-01, 77 (1)  [2022-11-10]. ISSN 0090-0036. PMC 1646803 . PMID 3538915. doi:10.2105/AJPH.77.1.82. （原始内容存档于2022-11-21）.
126. ↑  Nordenström, Jörgen. . Chichester, West Sussex: John Wiley & Sons. 2012: 10  [2021-04-08]. ISBN 978-1-118-34339-5. （原始内容存档于2021-09-17）.
127. ↑  Huisman, Frank; Warner, John Harley. . Baltimore: Johns Hopkins University Press. 2004: 415  [2021-04-08]. ISBN 978-0-8018-7861-9. （原始内容存档于2021-09-17）.
128. ↑  俾斯麥與德意志帝國, p.67-68
129. ↑  Germany p.220-221
130. ↑  Germany p.222
131. ↑  A History, p.98
132. ↑  德國史, p.538-542
133. ↑  俾斯麥與德意志帝國, p.118-119
134. ↑  俾斯麥與德意志帝國, p.74-81
135. ↑  俾斯麥與德意志帝國, p.120
136. ↑  德國史, p.498-503
137. ↑  德國史, p.504-505
138. ↑  Das Deutsche Kaiserreich, Außenpolitik und Imperialismus
139. ↑  德國史, p.546-549
140. ↑  德國史, p.542-544
141. ↑  德國史, p.544-546
142. ↑  Stürmer, Michael (2000) 91
143. ↑  Louis, Ruanda-Urundi 1884–1919, p. 163
144. 1 2  Fischer, Ferenc. . Revista del CESLA. 2008, (11): 135–160  [2021-05-02]. ISSN 1641-4713. （原始内容存档于2021-09-05）.
145. ↑  Sanhueza, Carlos.  (PDF). . 2011: 29–40  [2021-03-06]. （原始内容存档 (PDF)于2022-01-08） （西班牙语）.
146. ↑  Penny, H. Glenn. . Comparative Studies in Society and History. 2017-07, 59 (3): 519–549  [2021-05-02]. ISSN 0010-4175. doi:10.1017/S0010417517000159. （原始内容存档于2021-09-17） （英语）.
147. ↑  Kocka, Jürgen. . Journal of Contemporary History. 1988-01, 23 (1): 3–16  [2021-05-02]. ISSN 0022-0094. JSTOR 260865. doi:10.1177/002200948802300101. （原始内容存档于2021-09-17） （英语）.
148. ↑  Wehler, Deutsche Gesellschaftsgeschichte: Vom Beginn des Ersten Weltkrieges bis zur Gründung der Beiden Deutschen Staaten 1914–1949 (2003) is the fourth volume of his monumental history of German society. None of the series has yet been translated into English. A partial summary appears in Hans-Ulrich Wehler, The German Empire, 1871–1918 (1997)
149. ↑  Helmut Walser Smith. . German Studies Review. May 2008, 31 (2): 225–240.
150. 1 2 3 4 5 6 7 8 9 10  Weinfeld, Ignacy. . Warsaw: Instytut Wydawniczy "Bibljoteka Polska". 1925: 2  [2022-04-19]. （原始内容存档于2018-12-25）.
151. 1 2 3 4  Nadobnik, Marcin.  (PDF). Ruch Prawniczy, Ekonomiczny i Socjologiczny (Poznań). 1921, 1 (3)  [2022-04-19]. （原始内容 (PDF)存档于2018-12-24） –AMUR - Adam Mickiewicz University Repository.
152. 1 2  . Gonschior.de.   [2022-04-19]. （原始内容存档于2016-03-31）.
153. 1 2  .   [2022-04-19]. （原始内容存档于2022-05-13）.
154. 1 2 3 4  . Rocznik Statystyki Rzeczypospolitej Polskiej (Warsaw: Główny Urząd Statystyczny). 1921, I: 56–62  [2022-04-19]. （原始内容存档于2019-06-20） （波兰语及法语）.
155. ↑  Jehke, Rolf. . territorial.de.   [2022-04-19]. （原始内容存档于2018-10-04）.
156. ↑  . GOV The Historic Gazetteer.   [2022-04-19]. （原始内容存档于2018-12-25）.
157. ↑  Khan, Daniel-Erasmus. . Tübingen: Mohr Siebeck. 2004: 78. ISBN 3-16-148403- 7.
158. 1 2  .   [2022-06-03]. （原始内容存档于2016-07-10）.
159. ↑  . OME-Lexikon - Universität Oldenburg.   [2022-04-19]. （原始内容存档于2019-08-18）.
160. ↑  Sperling, Gotthard Hermann.  (PDF). Opolska Biblioteka Cyfrowa. 1932  [25 December 2018]. （原始内容 (PDF)存档于25 December 2018）.
161. ↑   (PDF). Warsaw: GUS. 1939: 14  [25 December 2018]. （原始内容 (PDF)存档于27 November 2018）.
162. ↑  Der Große Brockhaus. 15th edition, vol. 14, Leipzig 1933, p. 741.

### 解釋性筆記
1. ↑  波蘭接收了位於維斯瓦河以東的西普魯士的幾個市縣：勒包（Löbau）、施特拉斯堡（Strasburg）、布里森（Briesen）、托恩（Thorn）、库尔姆（Culm）、格劳登茨（Graudenz）；以及位於其西部的西普魯士的大部分城市和縣：希維切縣（Świecie）、圖霍拉（Tuchola）、格但斯克舊城（Starogard Gdański）、馬林韋德（Kwidzyn），僅維斯瓦河以西的一部分），迪尔绍縣（Tczew）大部、茲沃圖夫縣（Złotów）東部、奇武胡夫縣（Człuchów）的一部分，以及霍伊尼采（Chojnice）、科希切日納（Kościerzyna）、卡爾圖濟（Kartuzy）、 韋伊海羅沃（Wejherowo）和格丁尼亞；以及但泽高地县（Kreis Danziger Höhe）的小西部和維斯瓦河以東亞諾沃（Janowo）的周邊地區。
2. ↑  諾加特河和維斯瓦河以東的西普魯士部分地區，1918年後仍留在德國，包括埃尔宾（Elbląg）、馬爾堡和諾加特河以東的部分地區)、什圖姆（Sztum）、馬林韋爾德（僅維斯瓦河以東的一部分）和西普魯士的羅森貝格（Susz），併入東普魯士作為西普魯士地區。 歷史上的波美尼亞地區有一個顯著的波蘭少數民族。
3. ↑  西普魯士西部的瓦烏奇縣（Wałcz）和茲沃圖夫縣（Złotów）和奇武胡夫縣（Człuchów）的部分（後兩者在波蘭和德國之間分裂）。 該地區包括12個城鎮：奇武胡夫（Człuchów）、代布日諾（Debrzno）、比亞維布爾（Biały Bór）、恰爾內（Czarne）、伦迪切克（Lędyczek）、茲沃圖夫（Złotów）、克拉延卡（Krajenka）、瓦烏奇（Wałcz）、米羅斯瓦維茨（Mirosławiec）、奇沃帕（Człopa）、圖奇諾（Tuczno）和亞斯特羅維（Jastrowie）。波蘭少數族裔。
4. ↑  1918 年以前的尼濟察縣（Nidzica）的一部分，有賈烏多沃（Działdowo）和大約27,000名居民；[154]以及達布朗諾（Dąbrówno）附近的奧斯特魯達縣（Ostróda）的部分地區、哥羅沃斯基（Groszki）、盧布斯廷（Lubstynek）、內波羅梅克（Napromek）、切爾林（Czerlin）、勒瓦德維爾基（Lewałd Wielki）、戈茲比內（Grzybiny）和大約4786名居民。[157]提供給自己的省太小，這塊領土被合併入了波美拉尼亞省
5. ↑  普魯屬大波蘭的西部邊緣在1918年後仍留在德國。該地區包括整個斯克維日納（Skwierzyna）以及弗斯霍瓦（Wschowa）、巴比莫斯特（Babimost）、緬濟熱奇（Międzyrzecz）、霍傑日（Chodzież）、維倫（Wieleń）和恰恩庫夫（Czarnków）。 它包含12個城鎮和城市：施耐德穆尔（Piła）、瓦澤河畔什未林（Skwierzyna）、Bledzew、弗斯霍瓦（Wschowa）、什利赫滕戈瓦（Szlichtyngowa）、巴比莫斯特（Babimost）、卡爾戈瓦（Kargowa）、緬濟熱奇（Międzyrzecz）、茲邦申（Zbąszyń）、布魯斯（Brójce）、奇切爾（Trzciel）和紹恩蘭克（Trzcianka）。 該地區是重要的波蘭少數民族的所在地。
6. ↑  第一次世界大戰之後，波蘭獲得了歷史上下西里西亞的一小部分，截至1918年，大多數人口為 波蘭人。該地區包括瑟楚夫（Syców）的部分地區（德語：Polnisch Wartenberg)、納梅斯武夫（Namysłów）、古拉（Góra） 和米利奇（Milicz）。 總面積約526平方公里，約3萬[150][154]居民，包括里希塔爾（Rychtal）。太小形成自己的省，該地區被併入給予波茲南省（原前波森省）
7. ↑  兩次世界大戰期間的西里西亞省由普魯士東上西里西亞（面積3,225平方公里2）和奧地利的波蘭部分即切申西里西亚（1,010平方公里2）組成 ，總共4,235平方千米2。1938年德國兼併捷克斯洛伐克的扎奧爾傑（Zaolzie後，增加了55122平方千米2.[161]西里西亞省的省會是卡托維茨
8. ↑  總而言之，普魯士屬波蘭一戰結束時大約有400萬居民，其中約200萬來自波森省，約100萬來自西普魯士和100萬來自上西里西亞，6萬來自下西里西亞和東普魯士

## 延伸阅读

### 网页
- . bpb.de.   [13 June 2014]. （原始内容存档于2022-01-08）.
- . Deutsche Historische Museum.   [14 June 2014]. （原始内容存档于2013-10-09）.
- . Deutsche Historische Museum.   [14 June 2014]. （原始内容存档于2014-08-18）.
- . gemeindeverzeichnis.de.   [14 June 2014]. （原始内容存档于2015-02-23）.

### 書籍
漢語
- 王軍瑋 、萬方. . 左岸文化. 2001. ISBN 986-7174-13-5.
- 賴麗琇. . 台北: 五南. 2003. ISBN 957-11-3438-4.
- 劉增泉. . 台北: 五南. 2003. ISBN 957-11-3335-3.
- . 麥田出版. 2000. ISBN 957-469-005-9.
- 邢來順. . 青海人民出版. 2009. ISBN 978-7-225-03315-0.
- 賴麗琇. . 台北: 中央圖書. 2002. ISBN 957-637-498-7.
- 周惠民. . 臺北: 三民書局. 2009. ISBN 978-957-14-5197-8.
- 邢来顺、吴友法. . 南京: 江苏人民出版社. 2019. ISBN 978-721-42-1492-8.
- 丁建弘. . 上海: 上海社会科学院出版社. 2002. ISBN 978-780-68-1069-9.
- 李工真. . 武漢: 武汉大学出版社. 2005. ISBN 978-730-70-4521-7.

英語
- Barker, J. Ellis. Modern Germany; her political and economic problems, her foreign and domestic policy, her ambitions, and the causes of her success (1907)
- Berghahn, Volker Rolf. Modern Germany: society, economy, and politics in the twentieth century (1987) ACLS E-book （页面存档备份，存于）
- Berghahn, Volker Rolf. Imperial Germany, 1871–1914: Economy, Society, Culture, and Politics (2nd ed. 2005)
- Berghahn, Volker Rolf. "German Colonialism and Imperialism from Bismarck to Hitler". German Studies Review, vol. 40, no. 1 (2017) pp. 147–162 Online （页面存档备份，存于）
- Blackbourn, David. The Long Nineteenth Century: A History of Germany, 1780–1918 (1998) excerpt and text search （页面存档备份，存于）
- Blackbourn, David, and Geoff Eley. The Peculiarities of German History: Bourgeois Society and Politics in Nineteenth-Century Germany （页面存档备份，存于） (1984) ISBN 0-19-873058-6
- Blanke, Richard. Prussian Poland in the German Empire (1981)
- Brandenburg, Erich. From Bismarck to the World War: A History of German Foreign Policy 1870–1914 (1927) online free.
- Carroll, E. Malcolm. Germany and the great powers, 1866–1914: A study in public opinion and foreign policy （页面存档备份，存于） (1938);  online at Questia （页面存档备份，存于） also online review （页面存档备份，存于）; 862pp; written for advanced students.
- Cecil, Lamar. Wilhelm II: Prince and Emperor, 1859–1900 (1989) online edition （页面存档备份，存于）; vol2: Wilhelm II: Emperor and Exile, 1900–1941 (1996) online edition （页面存档备份，存于）
- Chickering, Roger. Imperial Germany and the Great War, 1914–1918 (2nd ed. 2004) excerpt and text search （页面存档备份，存于）
- Clark, Christopher.  Iron Kingdom: The Rise and Downfall of Prussia, 1600–1947 (2006), the standard scholarly survey
- Dawson, William Harbutt. The Evolution of Modern Germany (1908), 503 pages, covers 1871–1906 with focus on social and economic history and colonies
- Dawson, William Harbutt. Bismarck and state socialism; an exposition of the social and economic legislation of Germany since 1870 (1890) 175 pages
- Dawson, William Harbutt. Municipal life and government in Germany (1914); 507 pages, describes the workings of local government and bureaucracy
- Dawson, William Harbutt. . Chapman and Hall. 1894 （英语）.
- Eyck, Erich. Bismarck and the German Empire (1964) excerpt and text search （页面存档备份，存于）
- Fischer, Fritz. From Kaiserreich to Third Reich: Elements of Continuity in German History, 1871–1945. (1986). ISBN 0-04-943043-2.
- Geiss, Imanuel.  German Foreign Policy, 1871–1914 (1979) excerpt （页面存档备份，存于）
- Hayes, Carlton J. H., , American Historical Review, 1917, 23 (1): 62–101, JSTOR 1837686, doi:10.2307/1837686
- Hewitson, Mark. "Germany and France before the First World War: a reassessment of Wilhelmine foreign policy." English Historical Review 115.462 (2000): 570–606; argues Germany had a growing sense of military superiority
- Holborn, Hajo. A History of Modern Germany: 1840–1945 (1969), pp. 173–532
- Jefferies, Mattew. Imperial Culture in Germany, 1871–1918. (Palgrave, 2003) ISBN 1-4039-0421-9.
- Kennedy, Paul. The Rise of the Anglo-German Antagonism, 1860–1914 (2nd ed. 1988) ISBN 1-57392-301-X
- Martin Kitchen. . Cambridge University Press. 1996. ISBN 0-521-45341-0.
- Koch, Hannsjoachim W. A constitutional history of Germany in the nineteenth and twentieth centuries (1984).
- Kurlander, Eric. The Price of Exclusion: Ethnicity, National Identity, and the Decline of German Liberalism, 1898–1933 (2007).
- Levy, Richard S. The Downfall of the Anti-Semitic Political Parties in Imperial Germany  (Yale University Press, 1975).
- Levy, Richard S. ed/ Antisemitism: A historical encyclopedia of prejudice and persecution (2 vol Abc-clio, 2005).
- Milward, Alan S. and S. B. Saul. The Development of the Economies of Continental Europe: 1850–1914 (1977) pp. 17–70.
- Mombauer, Annika and Wilhelm Deist, eds.  The Kaiser: New Research on Wilhelm II's Role in Imperial Germany (2003) online （页面存档备份，存于）
- Mommsen, Wolfgang. Imperial Germany 1867–1918: Politics, Culture, and Society in an Authoritarian State. (1995). ISBN 0-340-64534-2.
- Nipperdey, Thomas. Germany from Napoleon to Bismarck (1996) dense coverage of chief topics
- Padfield, Peter. The Great Naval Race: Anglo-German Naval Rivalry 1900–1914 (2005)
- Dietrich Orlow. . Prentice Hall. 1995. ISBN 0-13-104886-4.
- Ragins, Sanford. Jewish Responses to Anti-Semitism in Germany, 1870–1914: A Study in the History of Ideas (ISD, 1980.
- Reagin, Nancy. . The Journal of Modern History. 2001-03, 73 (1)  [2022-11-10]. ISSN 0022-2801. PMID 18335627. doi:10.1086/319879. （原始内容存档于2022-11-21） （英语）.
- Retallack, James. Germany in the Age of Kaiser Wilhelm II, (1996) ISBN 0-312-16031-3.
- Retallack, James. Imperial Germany 1871–1918 (2008)
- Ritter, Gerhard. The Sword and the Scepter; the Problem of Militarism in Germany. (4 vol University of Miami Press 1969–1973)
- Richie, Alexandra. Faust's Metropolis: A History of Berlin (1998), 1139 pages, pp. 188–233
- Scheck, Raffael. "Lecture Notes, Germany and Europe, 1871–1945" （页面存档备份，存于） (2008), a brief textbook by a leading scholar
- Schollgen, Gregor. Escape into War? The Foreign Policy of Imperial Germany. (Berg, 1990) ISBN 0-85496-275-1.
- Smith, Helmut Walser, ed. The Oxford Handbook of Modern German History (2011), 862 pp; 35 essays by specialists; Germany since 1760 excerpt （页面存档备份，存于）
- Smith, Woodruff D. The German Colonial Empire (1978
- Sperber, Jonathan. The Kaiser's Voters: Electors and Elections in Imperial Germany (1997) online review
- Stern, Fritz. Gold and Iron: Bismarck, Bleichroder, and the Building of the German Empire (1979) Bismarck worked closely with this leading banker and financier excerpt and text search （页面存档备份，存于）
- Steinberg, Jonathan. Bismarck: A Life  (2011), a recent scholarly biography; emphasis on Bismarck's personality
- Steinmetz, George (2007) The Devil's Handwriting: Precoloniality and the German Colonial State in Qingdao, Samoa, and Southwest Africa. Chicago: University of Chicago Press. ISBN 9780226772417
- Taylor, A.J.P. Bismarck: The Man and the Statesman (1967) online edition （页面存档备份，存于）
- Wehler, Hans-Ulrich. The German Empire, 1871–1918. (Berg, 1985). ISBN 0-907582-22-2
- Wildenthal, Lora. German Women for Empire, 1884–1945 (2001)

德语
- Margaret Anderson, Sibylle Hirschfeld (Übers.): Lehrjahre der Demokratie – Wahlen und politische Kultur im Deutschen Kaiserreich. Steiner, Stuttgart 2009 ISBN 978-3-515-09031-5.
- Volker Berghahn: Das Kaiserreich 1871–1914. Industriegesellschaft, bürgerliche Kultur und autoritärer Staat (= Gebhardt. Handbuch der deutschen Geschichte; Bd. 16), 10., völlig neu bearb. Aufl., Klett-Cotta, Stuttgart 2003, ISBN 978-3-608-60016-2 (Rezension （页面存档备份，存于）).
- Eckart Conze: Schatten des Kaiserreichs. Die Reichsgründung von 1871 und ihr schwieriges Erbe. dtv, München 2020, ISBN 978-3-423-28256-7.
- Gerd Fesser: Die Kaiserzeit. Deutschland 1871–1918. Hrsg. von der Landeszentrale für politische Bildung Thüringen. Erfurt 2000, ISBN 3-931426-39-4 (Template:Webarchiv).
- Ewald Frie: Das Deutsche Kaiserreich (= Kontroversen um die Geschichte). 2. Auflage, Wissenschaftliche Buchgesellschaft, Darmstadt 2013, ISBN 978-3-534-24893-3.
- Carola Groppe: Im deutschen Kaiserreich: Eine Bildungsgeschichte des Bürgertums 1871–1918. Böhlau, Köln u. a. 2018.
- Oliver F. R. Haardt: Bismarcks ewiger Bund. Eine neue Geschichte des Kaiserreichs. Wissenschaftliche Buchgesellschaft Theiss, Darmstadt 2020. ISBN 978-3-8062-4179-2.
- Klaus Hildebrand: Das vergangene Reich. Deutsche Außenpolitik von Bismarck bis Hitler. Deutsche Verlags-Anstalt, Stuttgart 1996, ISBN 3-548-26557-X.
- Klaus Hildebrand (Hrsg.): Das Deutsche Reich im Urteil der Großen Mächte und europäischen Nachbarn (1871–1945) (= Schriften des Historischen Kollegs. Kolloquien 33). München 1995, ISBN 978-3-486-56084-8 (Digitalisat （页面存档备份，存于）).
- Heinrich Hirschfelder, Wilhelm Nutzinger: Das Kaiserreich 1871–1918. 2. Auflage, Bamberg 1999, ISBN 3-7661-4632-7.
- Gerd Hohorst, Jürgen Kocka, Gerhard Ritter: Sozialgeschichtliches Arbeitsbuch Bd. 2: Materialien zur Statistik des Kaiserreichs 1870–1914. München 1978, ISBN 3-406-05406-4.
- Matthew Jefferies: Imperial Culture in Germany, 1871–1918. Palgrave Macmillan, Basingstoke [u. a.] 2003, ISBN 1-4039-0421-9.
- Wilfried Loth: Das Kaiserreich. Obrigkeitsstaat und politische Mobilisierung. dtv, München 1996, ISBN 3-423-04505-1.
- Martina G. Lüke: Zwischen Tradition und Aufbruch. Deutschunterricht und Lesebuch im Deutschen Kaiserreich. Lang, Frankfurt am Main 2007, ISBN 978-3-631-56408-0.
- Sven Oliver Müller, Cornelius Torp (Hrsg.): Das deutsche Kaiserreich in der Kontroverse. Vandenhoeck & Ruprecht, Göttingen 2009, ISBN 978-3-525-36752-0.
- Thomas Nipperdey: Deutsche Geschichte 1866–1918. Arbeitswelt und Bürgergeist. Beck, München 1990, ISBN 3-406-34453-4.
- Thomas Nipperdey: Deutsche Geschichte 1866–1918. Machtstaat vor der Demokratie. C.H. Beck, München 1992, ISBN 3-406-34801-7.
- Christoph Nonn: 12 Tage und ein halbes Jahrhundert. Eine Geschichte des deutschen Kaiserreichs 1871–1918. C.H. Beck, München 2020, ISBN 978-3406755699 (Fachbesprechung （页面存档备份，存于）).
- Christoph Nonn: Das deutsche Kaiserreich. Von der Gründung bis zum Untergang. C.H. Beck, München 2017, ISBN 978-3-406-70802-2.
- Otto Pflanze (Hrsg.): Innenpolitische Probleme des Bismarck-Reiches (= Schriften des Historischen Kollegs. Kolloquien. Bd. 2). Oldenbourg, München 1983, ISBN 3-486-51481-4 (Digitalisat （页面存档备份，存于）).
- Otto Pflanze: Bismarcks Herrschaftstechnik als Problem der gegenwärtigen Historiographie (= Schriften des Historischen Kollegs. Vorträge 2). München 1982 (Digitalisat （页面存档备份，存于）).
- Hedwig Richter: Die Reformzeit um 1900 （页面存档备份，存于）, in: LeMO, hg. vom Deutschen Historischen Museum Berlin, 2019.
- Michael Stürmer: Das ruhelose Reich. Deutschland 1866–1918. Berlin 1983, ISBN 3-442-75526-3.
- Hans-Peter Ullmann: Das Deutsche Kaiserreich 1871–1918. Suhrkamp, Frankfurt am Main 1995, ISBN 3-518-11546-4.
- Volker Ullrich: Die nervöse Großmacht. Aufstieg und Untergang des deutschen Kaiserreichs 1871–1918. 5. Aufl., Fischer, Frankfurt am Main 2004, ISBN 3-596-11694-5.
- Volker Ullrich: Deutsches Kaiserreich. Fischer Kompakt. Frankfurt am Main 2006, ISBN 3-596-15364-6.
- Hans-Ulrich Wehler: Das deutsche Kaiserreich 1871–1918. 7. Auflage, Vandenhoeck & Ruprecht, Göttingen 1994, ISBN 3-525-33542-3.
- Hans-Ulrich Wehler: Deutsche Gesellschaftsgeschichte. Bd. 3: Von der deutschen Doppelrevolution bis zum Beginn des Ersten Weltkrieges. 1849–1914. Beck, München 1995, ISBN 3-406-32490-8.
- Heinrich August Winkler: Der lange Weg nach Westen. Deutsche Geschichte 1806–1933. Bd. 1, Bundeszentrale für politische Bildung, Bonn 2002, ISBN 3-89331-463-6.
- Beate Althammer: Das Bismarckreich 1871–1890. 2., aktualisierte Aufl. Paderborn 2017 (= Seminarbuch Geschichte, utb-Band Nr. 2995)
- Christoph Jahr: Blut und Eisen. Wie Preußen Deutschland erzwang, 1864–1871. C. H. Beck, München 2020, ISBN 978-3-406-75542-2 (Fachbesprechung （页面存档备份，存于）).
- Wolfgang J. Mommsen: Das Ringen um den nationalen Staat. Die Gründung und der innere Ausbau des Deutschen Reiches unter Otto von Bismarck, 1850 bis 1890. Propyläen-Verlag, Berlin 1993 (= Propyläen Geschichte Deutschlands 7/1), ISBN 3-549-05817-9.
- Nils Freytag: Das Wilhelminische Kaiserreich 1890–1914. Paderborn 2018 (= Seminarbuch Geschichte, utb-Band Nr. 2892)
- Frank-Lothar Kroll: Geburt der Moderne. Politik, Gesellschaft und Kultur vor dem Ersten Weltkrieg (= Deutsche Geschichte im 20. Jahrhundert, Bd. 1). be.bra Verlag, Berlin 2013, ISBN 978-3-89809-401-6.
- Wolfgang J. Mommsen: Bürgerstolz und Weltmachtstreben. Deutschland unter Wilhelm II. 1890 bis 1918. Berlin 1995 (= Propyläen Geschichte Deutschlands 7/2), ISBN 3-549-05820-9.
- Wolfgang J. Mommsen: Die Herausforderung der bürgerlichen Kultur durch die künstlerische Avantgarde. Zum Verhältnis von Kultur und Politik im Wilhelminischen Deutschland (= Schriften des Historischen Kollegs. Vorträge 41). München 1994 (Digitalisat （页面存档备份，存于）).
- Thomas Nipperdey: Religion und Gesellschaft: Deutschland um 1900 (= Schriften des Historischen Kollegs. Dokumentationen 5). München 1988 (Digitalisat （页面存档备份，存于）).
- Uwe Puschner, Christina Stange-Fayos, Katja Wimmer (Hrsg.): Laboratorium der Moderne. Ideenzirkulation im Wilhelminischen Reich (= Zivilisationen & Geschichte, Bd. 31), Peter Lang Verlag, Frankfurt a. M. [u. a.] 2015, ISBN 978-3-631-65046-2.
- John C. G. Röhl: 《德意志帝國》在Google Books的內容。. C.H. Beck, München 1988 (TB 2002), ISBN 978-3-406-49405-5.
- John C. G. Röhl: Wilhelm II. C.H. Beck, München 1993–2008:
  - Band 1: 《德意志帝國》在Google Books的內容。. München 1993, ²2001, ISBN 3-406-37668-1.
  - Band 2: 《德意志帝國》在Google Books的內容。. München 2001, ISBN 3-406-48229-5.
  - Band 3: Der Weg in den Abgrund, 1900–1941. München 2008, ISBN 978-3-406-57779-6. (Rezension von Lothar Machtan, Institut für Geschichtswissenschaft, Universität Bremen （页面存档备份，存于） auf H-Soz-u-Kult)
- Holger Afflerbach: Auf Messers Schneide. Wie das Deutsche Reich den Ersten Weltkrieg verlor. C.H. Beck, München 2018, ISBN 978-3-406-71969-1.
- Fritz Fischer: Griff nach der Weltmacht. Die Kriegszielpolitik des kaiserlichen Deutschland 1914/18 (1961), Droste 2000 (Nachdruck der Sonderausgabe 1967), ISBN 3-7700-0902-9.
- Gerhard Hirschfeld, Gerd Krumeich, Irina Renz in Verbindung mit Markus Pöhlmann (Hrsg.): Enzyklopädie Erster Weltkrieg. Ferdinand Schöningh, Paderborn 2003, ISBN 3-506-73913-1; aktualisierte und erweiterte Studienausgabe Paderborn 2014, ISBN 978-3-8252-8551-7.
- Jürgen Kocka: Klassengesellschaft im Krieg. Deutsche Sozialgeschichte 1914–1918. Vandenhoeck und Ruprecht, Göttingen 1978, ISBN 3-525-35984-5.
- Jörn Leonhard: Die Büchse der Pandora. Geschichte des Ersten Weltkrieges. C.H. Beck, München 2014, ISBN 978-3-406-66191-4.
- Gunther Mai: Das Ende des Kaiserreichs: Politik und Kriegführung im Ersten Weltkrieg. Deutscher Taschenbuch-Verlag, München 1993, ISBN 3-423-04510-8.

### 链接
- 维基共享资源上的相關多媒體資源：德意志帝國
- Das Kaiserreich（页面存档备份，存于）Um fangreiche Seite des Deutschen Historischen Museums
- Gesetz betreffend die Verfassung des Deutschen Reiches vom 16. April1871, einschließlich aller späterer Änderungen（页面存档备份，存于）
- document Archiv.de – Dokumente zum Deutschen Kaiserreich, u. a. Sammlung verlassener Rechtsnormen im Zeitraum von 1870/71 bis 1918（页面存档备份，存于）
- Gemeindever zeichnisdes Deutschen Reich sum 1900/1910（页面存档备份，存于）
- Reichstags protokolle 1867–1895（页面存档备份，存于）
- Deutsche Geschichte in Bildern und Dokumenten.1866–1890（页面存档备份，存于）,1890–1918（页面存档备份，存于）(englisch)
- HGIS-Germany（页面存档备份，存于）– historisch -geographisches Informations system der deutschen Staaten welt seit 1815 (konkret: 1820–1914)
- Über blicks seite zu den Reichstags wahlergebnissen zwischen 1867 und 1918 (Tabellenbezüglich Parteien, Stimmenanteilen, Mandaten etc.)（页面存档备份，存于）
- Bundesarchiv: Die Reichskanzler des Deutschen Reiches 1871 bis 1918 (Archivlink)